# Personnages de Kaamelott
Pour un article plus général, voir Kaamelott.
 (avril 2021).
- Si vous ne connaissez pas le sujet, laissez ce bandeau (vous pouvez alors contacter les auteurs).
- Si vous supprimez le contenu mis en cause (vous pouvez préalablement contacter les auteurs),

argumentez précisément cette suppression dans la page de discussion
(un manque de référence n'est pas un argument ; une recherche réelle de référence doit avoir été effectuée, être formellement documentée).
Cet article présente les personnages de la série télévisée française Kaamelott et du film Kaamelott : Premier Volet, inscrits dans la même continuité.
Kaamelott introduit des personnages présents dans les légendes arthuriennes, mais aussi des personnages fictifs. D'une manière générale, tous les personnages ont été modifiés pour correspondre à l'aspect burlesque de la série.

## Arbre généalogique
|          |          |          |          |          |          |  |  |                                |                                |                                |                                |                                |                                |  |  |                                |                                |                                |                                |                                |                                |  |  |                    |                    |                    |                    |                    |                    |  |  |                 |                 |                 |                 |                 |                 |           |           |           |           |  |  |                            |                            |                            |                            | Constantin II, roi (romain) de Bretagne |                            |  |  |                                           |                                           |                                           |                                           |                                           |                                           |                                    |                                    |                                    |                                    |          |          |                                  |                                  |                                  |                                  |                                   |                                   |                                   |                                   |                                   |                                   |                    |                    |                    |                    |                  |                  |                                       |                                       |                                       |                                       |                                       |                                       |                     |                     |                     |                     |                   |                   |                   |                   |  |  |                   |                   |                   |                   |                   |                   |  |  |       |       |       |       |       |       |
|          |          |          |          |          |          |  |  |                                |                                |                                |                                |                                |                                |  |  |                                |                                |                                |                                |                                |                                |  |  |                    |                    |                    |                    |                    |                    |  |  |                 |                 |                 |                 |                 |                 |           |           |           |           |  |  |                            |                            |                            |                            |                                         |                            |  |  |                                           |                                           |                                           |                                           |                                           |                                           |                                    |                                    |                                    |                                    |          |          |                                  |                                  |                                  |                                  |                                   |                                   |                                   |                                   |                                   |                                   |                    |                    |                    |                    |                  |                  |                                       |                                       |                                       |                                       |                                       |                                       |                     |                     |                     |                     |                   |                   |                   |                   |  |  |                   |                   |                   |                   |                   |                   |  |  |       |       |       |       |       |       |
|          |          |          |          |          |          |  |  |                                |                                |                                |                                |                                |                                |  |  |                                |                                |                                |                                |                                |                                |  |  |                    |                    |                    |                    |                    |                    |  |  |                 |                 |                 |                 |                 |                 |           |           |           |           |  |  |                            |                            |                            |                            |                                         |                            |  |  |                                           |                                           |                                           |                                           |                                           |                                           |                                    |                                    |                                    |                                    |          |          |                                  |                                  |                                  |                                  |                                   |                                   |                                   |                                   |                                   |                                   |                    |                    |                    |                    |                  |                  |                                       |                                       |                                       |                                       |                                       |                                       |                     |                     |                     |                     |                   |                   |                   |                   |  |  |                   |                   |                   |                   |                   |                   |  |  |       |       |       |       |       |       |
|          |          |          |          |          |          |  |  |                                |                                |                                |                                |                                |                                |  |  |                                |                                |                                |                                |                                |                                |  |  |                    |                    |                    |                    |                    |                    |  |  |                 |                 |                 |                 | {{{CON}}}       | {{{CON}}}       | {{{CON}}} | {{{CON}}} | {{{CON}}} | {{{CON}}} |  |  | Aldreanus, Roi de Bretagne | Aldreanus, Roi de Bretagne | Aldreanus, Roi de Bretagne | Aldreanus, Roi de Bretagne | Aldreanus, Roi de Bretagne              | Aldreanus, Roi de Bretagne |  |  |                                           |                                           |                                           |                                           | Goustan le Cruel, roi de Carmélide        | Goustan le Cruel, roi de Carmélide        | Goustan le Cruel, roi de Carmélide | Goustan le Cruel, roi de Carmélide | Goustan le Cruel, roi de Carmélide | Goustan le Cruel, roi de Carmélide |          |          | Uther Pendragon, roi de Bretagne | Uther Pendragon, roi de Bretagne | Uther Pendragon, roi de Bretagne | Uther Pendragon, roi de Bretagne | Uther Pendragon, roi de Bretagne  | Uther Pendragon, roi de Bretagne  |                                   |                                   | Ygerne de Tintagel                | Ygerne de Tintagel                | Ygerne de Tintagel | Ygerne de Tintagel | Ygerne de Tintagel | Ygerne de Tintagel |                  |                  | Gorlais de Tintagel, duc de Cornouloi | Gorlais de Tintagel, duc de Cornouloi | Gorlais de Tintagel, duc de Cornouloi | Gorlais de Tintagel, duc de Cornouloi | Gorlais de Tintagel, duc de Cornouloi | Gorlais de Tintagel, duc de Cornouloi |                     |                     | Cryda de Tintagel   | Cryda de Tintagel   | Cryda de Tintagel | Cryda de Tintagel | Cryda de Tintagel | Cryda de Tintagel |  |  | Sisténin          | Sisténin          | Sisténin          | Sisténin          | Sisténin          | Sisténin          |  |  |       |       |       |       |       |       |
|          |          |          |          |          |          |  |  |                                |                                |                                |                                |                                |                                |  |  |                                |                                |                                |                                |                                |                                |  |  |                    |                    |                    |                    |                    |                    |  |  |                 |                 |                 |                 | {{{CON}}}       | {{{CON}}}       | {{{CON}}} | {{{CON}}} | {{{CON}}} | {{{CON}}} |  |  | Aldreanus, Roi de Bretagne | Aldreanus, Roi de Bretagne | Aldreanus, Roi de Bretagne | Aldreanus, Roi de Bretagne | Aldreanus, Roi de Bretagne              | Aldreanus, Roi de Bretagne |  |  |                                           |                                           |                                           |                                           | Goustan le Cruel, roi de Carmélide        | Goustan le Cruel, roi de Carmélide        | Goustan le Cruel, roi de Carmélide | Goustan le Cruel, roi de Carmélide | Goustan le Cruel, roi de Carmélide | Goustan le Cruel, roi de Carmélide |          |          | Uther Pendragon, roi de Bretagne | Uther Pendragon, roi de Bretagne | Uther Pendragon, roi de Bretagne | Uther Pendragon, roi de Bretagne | Uther Pendragon, roi de Bretagne  | Uther Pendragon, roi de Bretagne  |                                   |                                   | Ygerne de Tintagel                | Ygerne de Tintagel                | Ygerne de Tintagel | Ygerne de Tintagel | Ygerne de Tintagel | Ygerne de Tintagel |                  |                  | Gorlais de Tintagel, duc de Cornouloi | Gorlais de Tintagel, duc de Cornouloi | Gorlais de Tintagel, duc de Cornouloi | Gorlais de Tintagel, duc de Cornouloi | Gorlais de Tintagel, duc de Cornouloi | Gorlais de Tintagel, duc de Cornouloi |                     |                     | Cryda de Tintagel   | Cryda de Tintagel   | Cryda de Tintagel | Cryda de Tintagel | Cryda de Tintagel | Cryda de Tintagel |  |  | Sisténin          | Sisténin          | Sisténin          | Sisténin          | Sisténin          | Sisténin          |  |  |       |       |       |       |       |       |
|          |          |          |          |          |          |  |  |                                |                                |                                |                                |                                |                                |  |  |                                |                                |                                |                                |                                |                                |  |  |                    |                    |                    |                    |                    |                    |  |  |                 |                 |                 |                 |                 |                 |           |           |           |           |  |  |                            |                            |                            |                            |                                         |                            |  |  |                                           |                                           |                                           |                                           |                                           |                                           |                                    |                                    |                                    |                                    |          |          |                                  |                                  |                                  |                                  |                                   |                                   |                                   |                                   |                                   |                                   |                    |                    |                    |                    |                  |                  |                                       |                                       |                                       |                                       |                                       |                                       |                     |                     |                     |                     |                   |                   |                   |                   |  |  |                   |                   |                   |                   |                   |                   |  |  |       |       |       |       |       |       |
|          |          |          |          |          |          |  |  |                                |                                |                                |                                |                                |                                |  |  |                                |                                |                                |                                |                                |                                |  |  |                    |                    |                    |                    |                    |                    |  |  |                 |                 |                 |                 |                 |                 |           |           |           |           |  |  |                            |                            |                            |                            |                                         |                            |  |  |                                           |                                           |                                           |                                           |                                           |                                           |                                    |                                    |                                    |                                    |          |          |                                  |                                  |                                  |                                  |                                   |                                   |                                   |                                   |                                   |                                   |                    |                    |                    |                    |                  |                  |                                       |                                       |                                       |                                       |                                       |                                       |                     |                     |                     |                     |                   |                   |                   |                   |  |  |                   |                   |                   |                   |                   |                   |  |  |       |       |       |       |       |       |
|          |          |          |          |          |          |  |  | Évaine                         | Évaine                         | Évaine                         | Évaine                         | Évaine                         | Évaine                         |  |  | Bohort l'Ancien, roi de Gaunes | Bohort l'Ancien, roi de Gaunes | Bohort l'Ancien, roi de Gaunes | Bohort l'Ancien, roi de Gaunes | Bohort l'Ancien, roi de Gaunes | Bohort l'Ancien, roi de Gaunes |  |  | Ban, roi de Bénoïc | Ban, roi de Bénoïc | Ban, roi de Bénoïc | Ban, roi de Bénoïc | Ban, roi de Bénoïc | Ban, roi de Bénoïc |  |  |                 |                 |                 |                 | Élaine          | Élaine          | Élaine    | Élaine    | Élaine    | Élaine    |  |  | Séli                       | Séli                       | Séli                       | Séli                       | Séli                                    | Séli                       |  |  | Léodagan le Sanguinaire, roi de Carmélide | Léodagan le Sanguinaire, roi de Carmélide | Léodagan le Sanguinaire, roi de Carmélide | Léodagan le Sanguinaire, roi de Carmélide | Léodagan le Sanguinaire, roi de Carmélide | Léodagan le Sanguinaire, roi de Carmélide |                                    |                                    | Fraganan                           | Fraganan                           | Fraganan | Fraganan | Fraganan                         | Fraganan                         |                                  |                                  |                                   |                                   |                                   |                                   |                                   |                                   |                    |                    | Anna de Tintagel   | Anna de Tintagel   | Anna de Tintagel | Anna de Tintagel | Anna de Tintagel                      | Anna de Tintagel                      |                                       |                                       | Loth, roi d'Orcanie                   | Loth, roi d'Orcanie                   | Loth, roi d'Orcanie | Loth, roi d'Orcanie | Loth, roi d'Orcanie | Loth, roi d'Orcanie |                   |                   |                   |                   |  |  |                   |                   |                   |                   |                   |                   |  |  |       |       |       |       |       |       |
|          |          |          |          |          |          |  |  | Évaine                         | Évaine                         | Évaine                         | Évaine                         | Évaine                         | Évaine                         |  |  | Bohort l'Ancien, roi de Gaunes | Bohort l'Ancien, roi de Gaunes | Bohort l'Ancien, roi de Gaunes | Bohort l'Ancien, roi de Gaunes | Bohort l'Ancien, roi de Gaunes | Bohort l'Ancien, roi de Gaunes |  |  | Ban, roi de Bénoïc | Ban, roi de Bénoïc | Ban, roi de Bénoïc | Ban, roi de Bénoïc | Ban, roi de Bénoïc | Ban, roi de Bénoïc |  |  |                 |                 |                 |                 | Élaine          | Élaine          | Élaine    | Élaine    | Élaine    | Élaine    |  |  | Séli                       | Séli                       | Séli                       | Séli                       | Séli                                    | Séli                       |  |  | Léodagan le Sanguinaire, roi de Carmélide | Léodagan le Sanguinaire, roi de Carmélide | Léodagan le Sanguinaire, roi de Carmélide | Léodagan le Sanguinaire, roi de Carmélide | Léodagan le Sanguinaire, roi de Carmélide | Léodagan le Sanguinaire, roi de Carmélide |                                    |                                    | Fraganan                           | Fraganan                           | Fraganan | Fraganan | Fraganan                         | Fraganan                         |                                  |                                  |                                   |                                   |                                   |                                   |                                   |                                   |                    |                    | Anna de Tintagel   | Anna de Tintagel   | Anna de Tintagel | Anna de Tintagel | Anna de Tintagel                      | Anna de Tintagel                      |                                       |                                       | Loth, roi d'Orcanie                   | Loth, roi d'Orcanie                   | Loth, roi d'Orcanie | Loth, roi d'Orcanie | Loth, roi d'Orcanie | Loth, roi d'Orcanie |                   |                   |                   |                   |  |  |                   |                   |                   |                   |                   |                   |  |  |       |       |       |       |       |       |
|          |          |          |          |          |          |  |  |                                |                                |                                |                                |                                |                                |  |  |                                |                                |                                |                                |                                |                                |  |  |                    |                    |                    |                    |                    |                    |  |  |                 |                 |                 |                 |                 |                 |           |           |           |           |  |  |                            |                            |                            |                            |                                         |                            |  |  |                                           |                                           |                                           |                                           |                                           |                                           |                                    |                                    |                                    |                                    |          |          |                                  |                                  |                                  |                                  |                                   |                                   |                                   |                                   |                                   |                                   |                    |                    |                    |                    |                  |                  |                                       |                                       |                                       |                                       |                                       |                                       |                     |                     |                     |                     |                   |                   |                   |                   |  |  |                   |                   |                   |                   |                   |                   |  |  |       |       |       |       |       |       |
|          |          |          |          |          |          |  |  |                                |                                |                                |                                |                                |                                |  |  |                                |                                |                                |                                |                                |                                |  |  |                    |                    |                    |                    |                    |                    |  |  |                 |                 |                 |                 |                 |                 |           |           |           |           |  |  |                            |                            |                            |                            |                                         |                            |  |  |                                           |                                           |                                           |                                           |                                           |                                           |                                    |                                    |                                    |                                    |          |          |                                  |                                  |                                  |                                  |                                   |                                   |                                   |                                   |                                   |                                   |                    |                    |                    |                    |                  |                  |                                       |                                       |                                       |                                       |                                       |                                       |                     |                     |                     |                     |                   |                   |                   |                   |  |  |                   |                   |                   |                   |                   |                   |  |  |       |       |       |       |       |       |
| Berlewen | Berlewen | Berlewen | Berlewen | Berlewen | Berlewen |  |  | Bohort le Jeune, roi de Gaunes | Bohort le Jeune, roi de Gaunes | Bohort le Jeune, roi de Gaunes | Bohort le Jeune, roi de Gaunes | Bohort le Jeune, roi de Gaunes | Bohort le Jeune, roi de Gaunes |  |  | Lionel de Gaunes               | Lionel de Gaunes               | Lionel de Gaunes               | Lionel de Gaunes               | Lionel de Gaunes               | Lionel de Gaunes               |  |  |                    |                    |                    |                    |                    |                    |  |  |                 |                 |                 |                 |                 |                 |           |           |           |           |  |  | Yvain, chevalier au Lion   | Yvain, chevalier au Lion   | Yvain, chevalier au Lion   | Yvain, chevalier au Lion   | Yvain, chevalier au Lion                | Yvain, chevalier au Lion   |  |  |                                           |                                           |                                           |                                           |                                           |                                           |                                    |                                    |                                    |                                    |          |          |                                  |                                  |                                  |                                  |                                   |                                   |                                   |                                   |                                   |                                   |                    |                    | Gauvain            | Gauvain            | Gauvain          | Gauvain          | Gauvain                               | Gauvain                               |                                       |                                       | Gareth                                | Gareth                                | Gareth              | Gareth              | Gareth              | Gareth              |                   |                   |                   |                   |  |  |                   |                   |                   |                   |                   |                   |  |  |       |       |       |       |       |       |
| Berlewen | Berlewen | Berlewen | Berlewen | Berlewen | Berlewen |  |  | Bohort le Jeune, roi de Gaunes | Bohort le Jeune, roi de Gaunes | Bohort le Jeune, roi de Gaunes | Bohort le Jeune, roi de Gaunes | Bohort le Jeune, roi de Gaunes | Bohort le Jeune, roi de Gaunes |  |  | Lionel de Gaunes               | Lionel de Gaunes               | Lionel de Gaunes               | Lionel de Gaunes               | Lionel de Gaunes               | Lionel de Gaunes               |  |  |                    |                    |                    |                    |                    |                    |  |  |                 |                 |                 |                 |                 |                 |           |           |           |           |  |  | Yvain, chevalier au Lion   | Yvain, chevalier au Lion   | Yvain, chevalier au Lion   | Yvain, chevalier au Lion   | Yvain, chevalier au Lion                | Yvain, chevalier au Lion   |  |  |                                           |                                           |                                           |                                           |                                           |                                           |                                    |                                    |                                    |                                    |          |          |                                  |                                  |                                  |                                  |                                   |                                   |                                   |                                   |                                   |                                   |                    |                    | Gauvain            | Gauvain            | Gauvain          | Gauvain          | Gauvain                               | Gauvain                               |                                       |                                       | Gareth                                | Gareth                                | Gareth              | Gareth              | Gareth              | Gareth              |                   |                   |                   |                   |  |  |                   |                   |                   |                   |                   |                   |  |  |       |       |       |       |       |       |
|          |          |          |          |          |          |  |  |                                |                                |                                |                                |                                |                                |  |  |                                |                                |                                |                                |                                |                                |  |  |                    |                    |                    |                    |                    |                    |  |  |                 |                 |                 |                 |                 |                 |           |           |           |           |  |  |                            |                            |                            |                            |                                         |                            |  |  |                                           |                                           |                                           |                                           |                                           |                                           |                                    |                                    |                                    |                                    |          |          |                                  |                                  |                                  |                                  |                                   |                                   |                                   |                                   |                                   |                                   |                    |                    |                    |                    |                  |                  |                                       |                                       |                                       |                                       |                                       |                                       |                     |                     |                     |                     |                   |                   |                   |                   |  |  |                   |                   |                   |                   |                   |                   |  |  |       |       |       |       |       |       |
|          |          |          |          |          |          |  |  |                                |                                |                                |                                |                                |                                |  |  |                                |                                |                                |                                |                                |                                |  |  |                    |                    |                    |                    |                    |                    |  |  |                 |                 |                 |                 |                 |                 |           |           |           |           |  |  |                            |                            |                            |                            |                                         |                            |  |  |                                           |                                           |                                           |                                           |                                           |                                           |                                    |                                    |                                    |                                    |          |          |                                  |                                  |                                  |                                  |                                   |                                   |                                   |                                   |                                   |                                   |                    |                    |                    |                    |                  |                  |                                       |                                       |                                       |                                       |                                       |                                       |                     |                     |                     |                     |                   |                   |                   |                   |  |  |                   |                   |                   |                   |                   |                   |  |  |       |       |       |       |       |       |
|          |          |          |          |          |          |  |  |                                |                                |                                |                                |                                |                                |  |  |                                |                                |                                |                                |                                |                                |  |  | Hector des Mares   | Hector des Mares   | Hector des Mares   | Hector des Mares   | Hector des Mares   | Hector des Mares   |  |  | Lancelot du Lac | Lancelot du Lac | Lancelot du Lac | Lancelot du Lac | Lancelot du Lac | Lancelot du Lac |           |           |           |           |  |  |                            |                            |                            |                            |                                         |                            |  |  | Guenièvre de Bretagne                     | Guenièvre de Bretagne                     | Guenièvre de Bretagne                     | Guenièvre de Bretagne                     | Guenièvre de Bretagne                     | Guenièvre de Bretagne                     |                                    |                                    |                                    |                                    |          |          |                                  |                                  |                                  |                                  | Arthur Pendragon, roi de Bretagne | Arthur Pendragon, roi de Bretagne | Arthur Pendragon, roi de Bretagne | Arthur Pendragon, roi de Bretagne | Arthur Pendragon, roi de Bretagne | Arthur Pendragon, roi de Bretagne |                    |                    |                    |                    |                  |                  |                                       |                                       |                                       |                                       |                                       |                                       |                     |                     | Mevanwi             | Mevanwi             | Mevanwi           | Mevanwi           | Mevanwi           | Mevanwi           |  |  | Karadoc de Vannes | Karadoc de Vannes | Karadoc de Vannes | Karadoc de Vannes | Karadoc de Vannes | Karadoc de Vannes |  |  | Kadoc | Kadoc | Kadoc | Kadoc | Kadoc | Kadoc |
|          |          |          |          |          |          |  |  |                                |                                |                                |                                |                                |                                |  |  |                                |                                |                                |                                |                                |                                |  |  | Hector des Mares   | Hector des Mares   | Hector des Mares   | Hector des Mares   | Hector des Mares   | Hector des Mares   |  |  | Lancelot du Lac | Lancelot du Lac | Lancelot du Lac | Lancelot du Lac | Lancelot du Lac | Lancelot du Lac |           |           |           |           |  |  |                            |                            |                            |                            |                                         |                            |  |  | Guenièvre de Bretagne                     | Guenièvre de Bretagne                     | Guenièvre de Bretagne                     | Guenièvre de Bretagne                     | Guenièvre de Bretagne                     | Guenièvre de Bretagne                     |                                    |                                    |                                    |                                    |          |          |                                  |                                  |                                  |                                  | Arthur Pendragon, roi de Bretagne | Arthur Pendragon, roi de Bretagne | Arthur Pendragon, roi de Bretagne | Arthur Pendragon, roi de Bretagne | Arthur Pendragon, roi de Bretagne | Arthur Pendragon, roi de Bretagne |                    |                    |                    |                    |                  |                  |                                       |                                       |                                       |                                       |                                       |                                       |                     |                     | Mevanwi             | Mevanwi             | Mevanwi           | Mevanwi           | Mevanwi           | Mevanwi           |  |  | Karadoc de Vannes | Karadoc de Vannes | Karadoc de Vannes | Karadoc de Vannes | Karadoc de Vannes | Karadoc de Vannes |  |  | Kadoc | Kadoc | Kadoc | Kadoc | Kadoc | Kadoc |
|          |          |          |          |          |          |  |  |                                |                                |                                |                                |                                |                                |  |  |                                |                                |                                |                                |                                |                                |  |  |                    |                    |                    |                    |                    |                    |  |  |                 |                 |                 |                 |                 |                 |           |           |           |           |  |  |                            |                            |                            |                            |                                         |                            |  |  |                                           |                                           |                                           |                                           |                                           |                                           |                                    |                                    |                                    |                                    |          |          |                                  |                                  |                                  |                                  |                                   |                                   |                                   |                                   |                                   |                                   |                    |                    |                    |                    |                  |                  |                                       |                                       |                                       |                                       |                                       |                                       |                     |                     |                     |                     |                   |                   |                   |                   |  |  |                   |                   |                   |                   |                   |                   |  |  |       |       |       |       |       |       |
|          |          |          |          |          |          |  |  |                                |                                |                                |                                |                                |                                |  |  |                                |                                |                                |                                |                                |                                |  |  |                    |                    |                    |                    |                    |                    |  |  |                 |                 |                 |                 |                 |                 |           |           |           |           |  |  |                            |                            |                            |                            |                                         |                            |  |  |                                           |                                           |                                           |                                           |                                           |                                           |                                    |                                    |                                    |                                    |          |          |                                  |                                  |                                  |                                  |                                   |                                   |                                   |                                   |                                   |                                   |                    |                    |                    |                    |                  |                  |                                       |                                       |                                       |                                       |                                       |                                       |                     |                     |                     |                     |                   |                   |                   |                   |  |  |                   |                   |                   |                   |                   |                   |  |  |       |       |       |       |       |       |
|          |          |          |          |          |          |  |  |                                |                                |                                |                                |                                |                                |  |  |                                |                                |                                |                                |                                |                                |  |  |                    |                    |                    |                    |                    |                    |  |  |                 |                 |                 |                 |                 |                 |           |           |           |           |  |  |                            |                            |                            |                            |                                         |                            |  |  |                                           |                                           |                                           |                                           |                                           |                                           |                                    |                                    |                                    |                                    |          |          |                                  |                                  |                                  |                                  |                                   |                                   |                                   |                                   |                                   |                                   |                    |                    |                    |                    |                  |                  | Mehben                                | Mehben                                | Mehben                                | Mehben                                | Mehben                                | Mehben                                |                     |                     | Mehgan              | Mehgan              | Mehgan            | Mehgan            | Mehgan            | Mehgan            |  |  | ?                 | ?                 | ?                 | ?                 | ?                 | ?                 |  |  | ?     | ?     | ?     | ?     | ?     | ?     |

## Personnages principaux

### Arthur

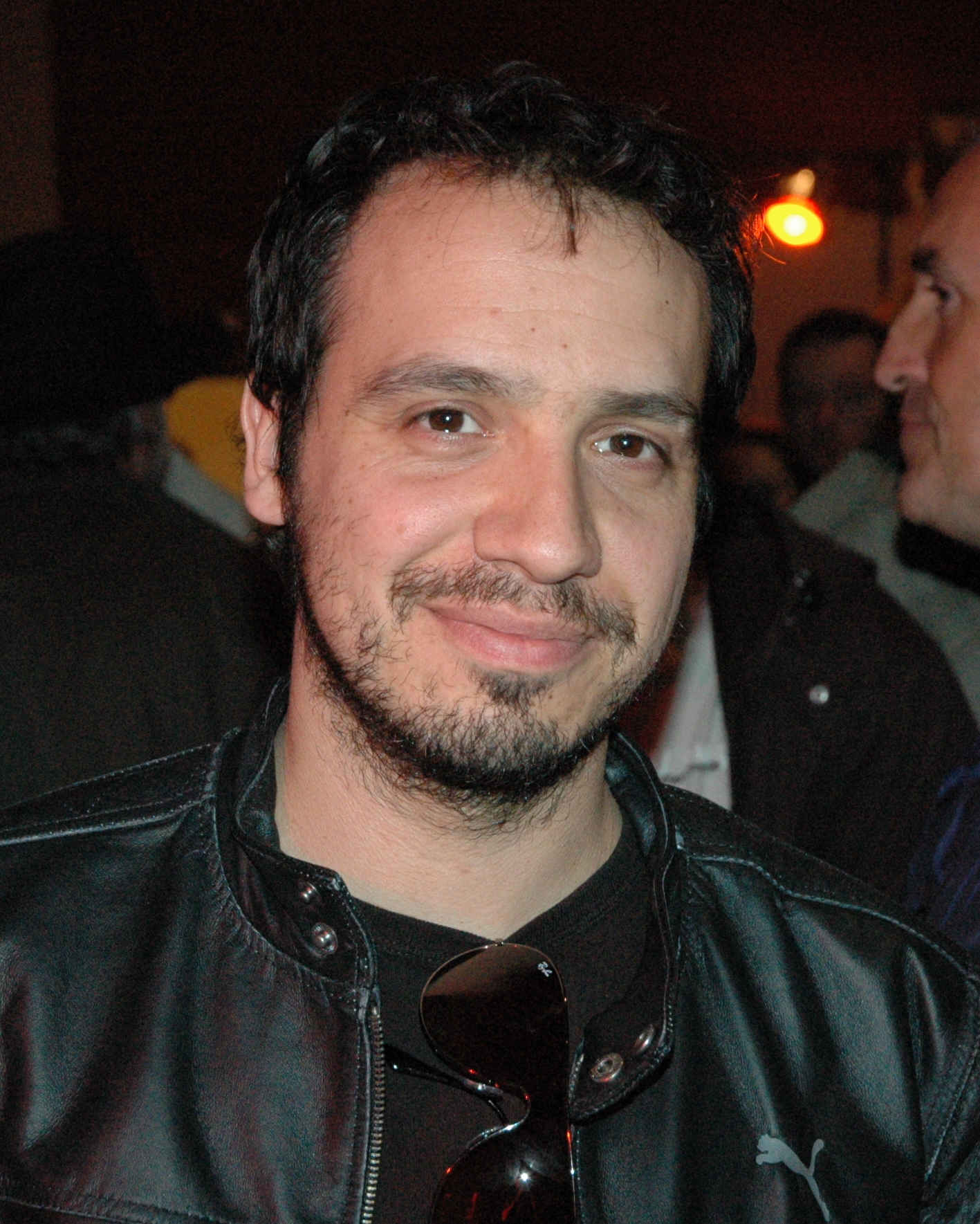
Alexandre Astier, interprète du roi Arthur

Interprété par Alexandre Astier — 446 épisodes.
Arthur Pendragon (dit « le Juste ») est le roi légendaire de l'île de Bretagne et le souverain du royaume de Logres (s'étendant de l'Orcanie à l'Aquitaine), qu’il gouverne dans son château de Kaamelott (Camelot dans les légendes originales). Arthur est le personnage principal de la série.
Élu par les dieux, Arthur est le fils illégitime d'Uther Pendragon et a fait ses classes militaires à Rome. Par la suite, il sera envoyé régner sur la Bretagne par les autorités romaines et mettra en place l'organisation des Chevaliers de la Table ronde. Presque le seul être sensé de la série, il est pourtant très mal entouré, ce qui le met souvent à bout de nerfs. Arthur est en effet pratiquement le seul à comprendre la dimension symbolique de la quête du Graal et de la Lumière divine (La vraie nature du Graal). Il tente de mener une politique progressiste, souvent mal comprise des autres (L'Assemblée des rois).
Arthur ne s'entend pas avec sa femme Guenièvre, qu'il ne supporte pas et ne touche jamais, lui préférant ses nombreuses maîtresses. Il est également distant avec sa mère, Ygerne, dont il a peur (La Visite d'Ygerne, L'Ancien Temps) et déteste sa tante Cryda (ce qui est réciproque). Durant sa petite enfance (avant son départ à Rome), il a grandi dans la ferme d'Anton, son père adoptif qui l'adorait. Il ne supporte pas qu'on lui parle de son père biologique auquel sa mère le compare souvent, notamment dans leurs manières de gouverner radicalement différentes. Arthur a de très mauvaises relations avec sa demi-sœur Anna, qui le hait, le voyant comme un bâtard. En revanche, Gauvain, fils de cette dernière, respecte beaucoup Arthur et cherche à obtenir sa fierté, le plus souvent par des missions avec Yvain (qui sont infructueuses à cause de leur bêtise et de leur incompétence).
Arthur est le seul à voir la  Dame du Lac, ce qui laisse son entourage perplexe. De tous ses chevaliers, son bras droit Lancelot est le seul, selon lui, qui « tienne debout ». Il se met en revanche souvent très en colère contre ses chevaliers incompétents, en particulier Karadoc et Perceval (Un Roi à la Taverne II, Le Donneur). Le roi montre malgré tout de l'affection pour ce dernier (Le Trophée, Always, La Vie est belle). Il est également agacé par Merlin qui se montre, la plupart du temps, incompétent dans son rôle d'enchanteur de Kaamelott (Les Défis de Merlin, L'Invincible, Le Rassemblement du Corbeau).
Dans le livre III, Arthur s'éloigne de Lancelot, qui quitte la cour de Kaamelott, considérant les chevaliers d'Arthur comme inaptes à la quête du Graal. Le roi entame aussi une relation avec l'épouse du chevalier Karadoc, Mevanwi, ce qui pousse Guenièvre à rejoindre Lancelot dans la forêt à la fin de la saison (le roi ne cache d'ailleurs pas sa joie de la voir partir).
Dans le livre IV, il fait de Mevanwi sa nouvelle reine, suivant la tradition de Vannes de « l’échange d’épouses » (pour éviter de devoir tuer Karadoc comme la loi l'exige). Mais le bannissement de la Dame du Lac par les dieux et les mauvais présages qui lui sont envoyés (La Réponse) finissent par le convaincre que cette situation met l’équilibre du royaume et sa place de roi en péril. Malgré ses réticences à ouvrir les hostilités avec le camp de Lancelot, Arthur finit par lancer une opération pour récupérer Guenièvre et la rétablir dans son rôle de reine de Bretagne, espérant effacer sa faute.
Dans le livre V, Arthur fait face à la défection de plusieurs de ses proches (Perceval et Karadoc, Yvain et Gauvain, ainsi que Merlin) et décide de replanter Excalibur dans son rocher, mettant sa place de roi en jeu et laissant la possibilité à tous de tenter de la retirer. Après une semaine de tentatives infructueuses, Arthur se prépare à la récupérer et ainsi réaffirmer sa position en tant que souverain, mais renonce au dernier moment et prétend ne pas parvenir à la retirer de la roche, au plus grand regret de la Dame du Lac qui l'a rejoint en tant qu'observatrice. En effet, Arthur est depuis le début enclin à la dépression (Legenda, Unagi II) et est lassé de gouverner le royaume. Il partira alors à travers la Bretagne à la recherche de ses éventuels enfants biologiques, y voyant un nouvel objectif à atteindre. Sa quête sera un échec et Méléagant le convaincra de sa stérilité, ce qui poussera Arthur à se tailler les veines dans son bain. Il sera sauvé au dernier moment par un sort de guérison des plaies effectué par Lancelot, venu initialement pour le tuer.
Dans le livre VI, qui se passe quinze ans avant le début du livre I, le jeune Arthur (alors nommé Arturus) sert passivement dans la milice urbaine de Rome avec son ami Appius Manilius. Il est alors approché par le sénateur Sallustius qui le fera monter en grade rapidement (de soldat à centurion, puis de centurion à dux bellorum, puis de dux bellorum à dux totius britanniae) afin de le nommer en Bretagne et réaffirmer l'autorité romaine sur l'île face aux soulèvements des chefs locaux (notamment Léodagan). Des souvenirs d'Excalibur lui reviendront grâce à Merlin et à la Dame du Lac, qui lui permettront de prendre conscience de son destin. Arturus enverra alors le druide en Bretagne pour annoncer son retour et donner à tous les hommes la possibilité de siéger à ses côtés en accomplissant une quête.
Durant son ascension, Arturus fera la connaissance de Cæsar, le vieil empereur qui lui apprendra à devenir chef de guerre et surtout à « se battre pour la dignité des faibles », ainsi que celle d'Aconia, dont il tombera amoureux et avec qui il se mariera secrètement avant de connaître Guenièvre. Leur union sera toutefois brusquement arrêtée à la suite du retour de l'époux d'Aconia et du départ de cette dernière en Macédoine. Il perdra également son ami Manilius, assassiné, et son mentor Cæsar, suicidé sur les conseils de Méléagant. Arthur arrivera alors en Bretagne, où plusieurs hommes de toutes les régions ont répondu à son appel et formeront les premiers chevaliers d'Arthur. Afin de nouer une alliance avec la Carmélide, il épousera Guenièvre.
À la fin de la saison, Arthur, anémique depuis sa tentative de suicide, se voit remettre le pouvoir par Karadoc (devenu roi dans le Livre V à la suite d'une machination de Mevanwi) et le transmettra ensuite officiellement à Lancelot, malgré leurs différends. Ce dernier retombera toutefois sous le contrôle de Méléagant et lancera ses hommes dans la traque des chevaliers de la Table Ronde. Arthur sera sauvé par Venec et emmené à Rome, dans l'ancienne maison d'Aconia.
Les dernières minutes montrent le roi en train de reprendre des forces, ainsi qu'un texte disant que « bientôt Arthur sera de nouveau un héros ».
Dans Kaamelott : Premier Volet, qui se déroule dix ans plus tard, Arthur travaille dans un camp d’esclave de Damian le Sassanide, devenu son propriétaire. Retrouvé par le chasseur de primes Alzagar, il est ramené en Bretagne mais racheté par le Duc d’Aquitaine. Ce dernier exhorte Arthur à reconquérir le pouvoir en lui montrant les dommages causés par le règne de terreur de Lancelot. Si Arthur ne désire pas reprendre le trône ou même rentrer à Kaamelott, il finit par revoir Bohort et ses résistants à Gaunes. Ces derniers ont tenté d’organiser une résistance de leur côté et ont même construit une Table Ronde rudimentaire, ce qui touche Arthur.
L’ancien roi est toutefois capturé par des mercenaires de Lancelot et emmené dans les geôles de Kaamelott. Il parvient toutefois à s’en évader et, malgré lui, entame la reconquête du pouvoir, récupérant Excalibur. Arthur retrouve également Guenièvre et, touché par sa bienveillance envers lui (elle prend plusieurs risques pour retrouver la couronne de fleurs portée par Arthur à leur mariage car elle doit assurer la sécurité de son époux), l’embrasse. En organisant un assaut sur Kaamelott avec la Résistance et l’appui des troupes burgondes, Arthur finit par confronter Lancelot et, après un combat singulier, le soumet. Il chasse les traîtres de Bretagne et, alors que Kaamelott s’écroule sous les assauts de la Résistance, Arthur envisage de se laisser ensevelir. Il est réveillé de sa torpeur par le jeune Gareth et Mehgan, qui le sortent des ruines.
À la fin du film Arthur reprend sa place de roi aux côtés de Guenièvre, redevenue reine, et entame la reconstruction de la Bretagne, ainsi que la mise en place d’une nouvelle organisation de la Table Ronde, y ajoutant de nouveaux chevaliers.
Durant le film, plusieurs flash-backs relatent un épisode de l’adolescence du roi, alors encore dans l’armée romaine (on voit d’ailleurs plusieurs de ses camarades du Livre VI à l’âge adolescent). Stationné en Maurétanie césarienne, Arthur y rencontre la jeune Shedda et entame une relation amoureuse secrète avec elle. Il découvre aussi que la jeune fille est maltraitée par sa tutrice, Furadja, et est souvent couverte de plaies. Aussi, avant de partir pour Rome et laisser son histoire avec Shedda, Arthur assassinera la tutrice d’un coup de pilum.
Dans les passages du film relatant l’adolescence d’Arthur, le jeune roi est interprété par Neil Astier, le fils d’Alexandre Astier.
- Voir ses citations typiques sur Wikiquote.

### Léodagan

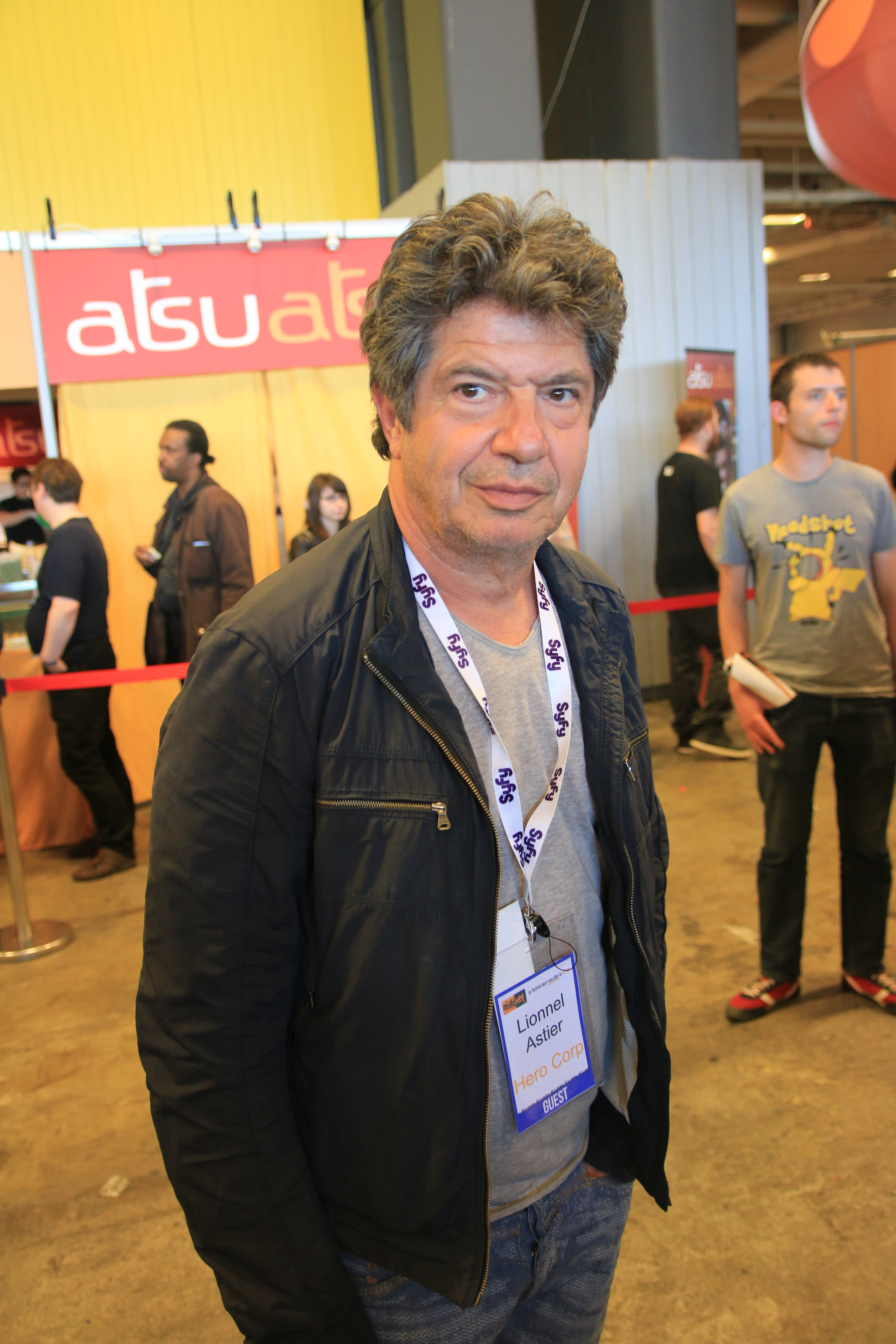
Lionnel Astier, interprète de Léodagan

Interprété par Lionnel Astier - 228 épisodes.
Inspiré du Léodagan des légendes arthuriennes, il est le roi du royaume de Carmélide et fait partie des chevaliers de la Table ronde. Il est présent dans certaines versions des légendes arthuriennes. Dans la fiction, Léodagan (dit « le Sanguinaire ») est le père d'Yvain et de la reine Guenièvre, et donc le beau-père du roi Arthur.
Dans la série, Léodagan est le roi de Carmélide et l'époux de Séli (avec qui il ne s'entend pas). Têtu, impulsif, violent, sévère et de mauvaise foi, il est aussi ministre et responsable de la justice et de l'armée bretonne et s'évertue à vouloir bâtir des tourelles sur les plages de l'île de Bretagne (malgré le désaccord d'Arthur). Il ne manque pas une occasion de critiquer la « mollesse » du gouvernement d'Arthur et la plupart des idées de ce dernier, refusant par exemple de bâtir des routes pavées en Carmélide (La vraie nature du Graal). Il multiplie en général les achats dispendieux en armement et est souvent en conflit avec Bohort sur les questions de budget (Séfriane d'Aquitaine, La Baliste, La Baliste II). Léodagan est en revanche assez avare en ce qui concerne son propre argent (La Cassette).
Dans le livre V, après l'échec d'Arthur à retirer Excalibur du rocher, il fait pression sur sa fille pour être nommé régent de Bretagne. Il fait alors entrer son épouse à la Table ronde, ainsi qu'Élias de Kelliwic’h et le maître d'armes, et entend bien faire régner l'ordre et la discipline. Cependant, il finira destitué par une machination de Mevanwi et sera remplacé par Karadoc.
Dans le livre VI, qui se passe quinze ans avant le début du livre I, Léodagan reçoit le pouvoir de la part de son père Goustan le Cruel et noue une alliance avec Loth (roi d'Orcanie), Calogrenant (roi de Calédonie), Hoël (roi d'Armorique) et Ketchatar (roi d'Irlande) pour mener une attaque contre les armées romaines. Apprenant l'arrivée d'Arthur, élu des dieux, et sachant que le peuple se tournera vers ce dernier, Léodagan accepte de le reconnaître à condition qu'un mariage soit conclu entre Arthur et Guenièvre.
Dans Kaamelott : Premier Volet, Léodagan vit dans une Carmélide totalement démilitarisée et passe son temps à jardiner avec Calogrenant et Maclou, n’échafaudant aucun plan de résistance au grand désespoir de Séli et d’Élias de Kelliwic’h. Toutefois, le groupe apprend bientôt le retour d’Arthur par une vision de Fraganan, la sœur de Léodagan.
Lorsque les troupes burgondes se présentent devant sa demeure pour l’assiéger, le roi de Carmélide est fasciné par leurs engins de siège, mais constate qu’ils ne savent pas s’en servir (ni même organiser correctement une bataille). Il tente alors de leur apprendre l’usage des machines, les invitant à rester sur ses terres. Il retrouve également sa fille Guenièvre, autrefois prisonnière de Lancelot et délivrée de sa cellule par Arthur. Léodagan participe à l’assaut des Burgondes sur Kaamelott, guidés par Arthur et décide, une fois Lancelot vaincu, de brûler son potager.
Dans la vie comme dans la série, Lionnel Astier est le père de Simon Astier (Yvain dans Kaamelott). Contrairement à la série, il est également le père d'Alexandre Astier (Arthur dans Kaamelott, où il joue le rôle de son beau-fils).
- Voir ses citations typiques sur Wikiquote.

### Perceval

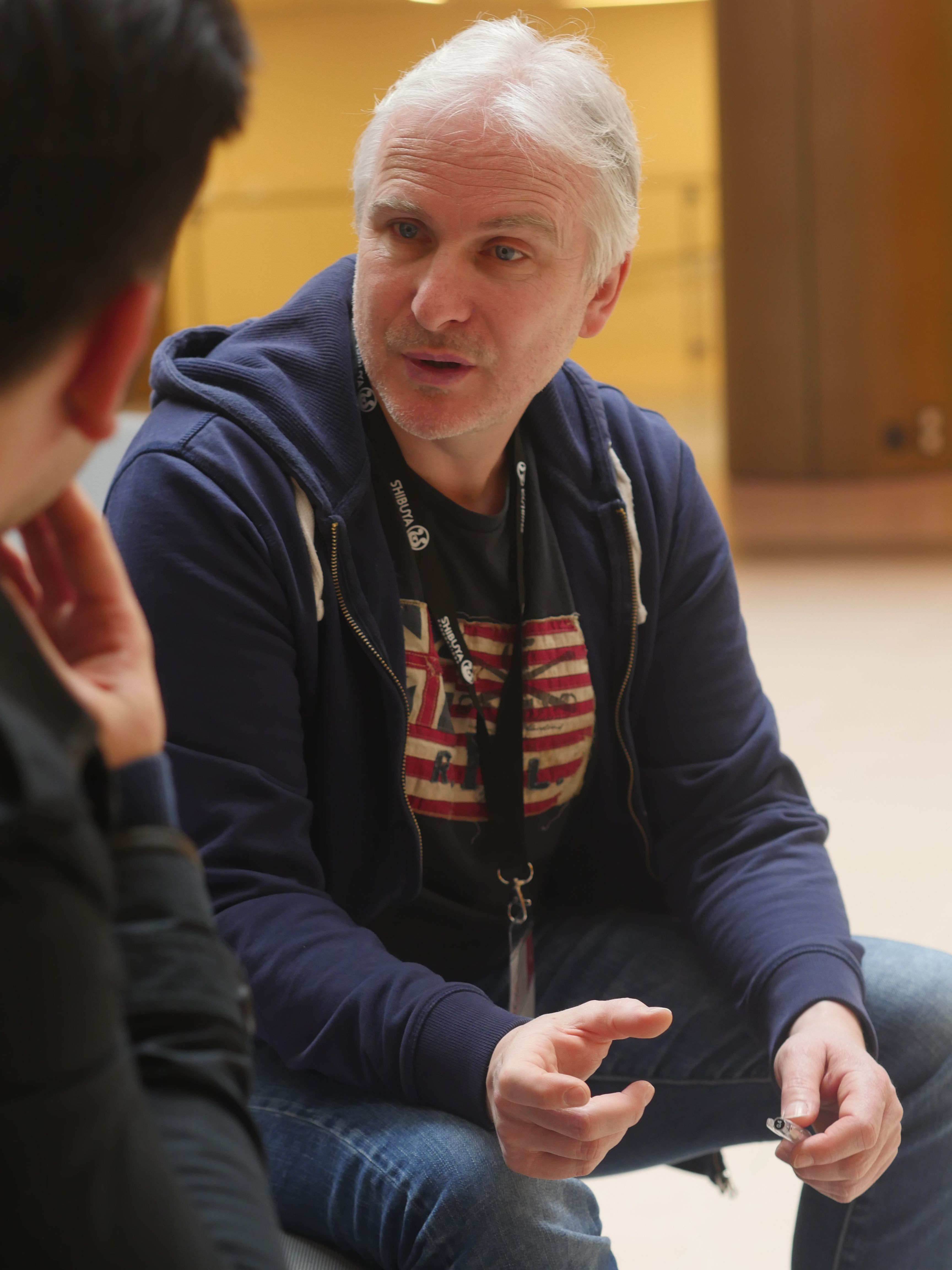
Franck Pitiot, interprète de Perceval

Interprété par Franck Pitiot - 195 épisodes.
Perceval de Galles, souvent perçu comme un personnage idiot, est en fait simplement naïf mais lucide. Alexandre Astier déclare : « Perceval, je ne l'écris pas comme un débile, mais comme un enfant, et c'est pour ça que j'ai de la tendresse pour lui ». Perceval est chevalier de la Table ronde et originaire de Caerdydd (actuellement Cardiff), au Pays de Galles.
Il ne sait ni lire ni écrire et a un vocabulaire assez limité. Il perd rapidement le fil de la conversation dès que l'on utilise des mots trop compliqués, ce qu'il tente désespérément de cacher (avec la botte secrète que Karadoc  lui a apprise : « C'est pas faux »). Lui-même se mélange souvent dans tous les termes un peu soutenus ou les expressions imagées, rendant son discours plutôt difficile à suivre — et exaspérant pour ses interlocuteurs, surtout Arthur qui est pourtant le seul à le comprendre dans ces moments : tout le long de la série, on peut remarquer une grande patience de la part d'Arthur envers ce personnage aussi attendrissant qu'hilarant. Il possède toutefois un talent exceptionnel de calcul mental et de calcul de manière générale. Il peut par exemple donner le nombre exact de soldats d'un camp ennemi ou sait de combien de pierres se compose le château de Kaamelott.
Perceval cherche également à obtenir la fierté d'Arthur (Le Trophée), éprouvant une sincère affection pour le roi : il dit d'ailleurs (dans l'épisode L'Habitué) que, pour lui, « c'est Arthur qui compte ». De son côté, le roi est également attaché au Gallois : on le voit bouleversé par la nouvelle de sa mort dans Always et il lui interdit également de se sacrifier pour lui dans La Vie est belle. Côté sentiment, Perceval a une romance avec Angharad, la suivante de la reine, qui n'avance pas vraiment à cause des nombreuses lacunes dans le vocabulaire du Gallois (La Botte Secrète, La Botte Secrète II).
Perceval ne comprend rien aux cartes géographiques (La Carte) ni aux points cardinaux, et s’égare facilement (L’Éclaireur). Il ne distingue pas non plus sa droite de sa gauche et s’énerve quand on insiste sur ce genre d’indications (Ambidextrie) mais montre une grande capacité au calcul mental (Sept cent quarante-quatre). Perceval est aussi fragile (voir le prologue de l'épisode Le Tourment II) et a peur d'être abandonné (La Conscience d'Arthur).
En tant que Gallois, il est grand amateur des jeux de son pays auxquels personne ne comprend rien (à commencer par Karadoc et le Tavernier), les règles étant horriblement complexes (Perceval relance de quinze, Perceval et le contre-sirop, Perceval chante Sloubi, Perceval fait Raitournelle).
Dans le livre V, Perceval et Karadoc formeront les « Semi-Croustillants », un clan autonome basé à la taverne. Perceval est un des rares chevaliers à ne pas tenter de retirer Excalibur du rocher, par respect pour Arthur. Il convaincra également Karadoc d'y renoncer. Perceval siègera aux côtés de son ami lorsqu'il sera nommé régent à la suite des machinations de Mevanwi.
Dans le livre VI (qui se déroule quinze ans avant), Perceval vit avec ses parents dans une ferme du pays de Galles. Pour siéger aux côtés du futur roi de Bretagne, il part à l'aventure, malgré la réticence parentale, accompagné de sa grand-mère Nonna, et rencontrera Karadoc dans une taverne par la suite. Il est vu au chevet d'Arthur dans le dernier épisode, à la fin duquel les hommes de Lancelot envahiront la taverne des Semi-Croustillants.
Dans Kaamelott : Premier Volet, Perceval est toujours le chef des Semi-Croustillants avec Karadoc et tente de mener une résistance complètement souterraine en creusant des kilomètres de galeries sous le sol breton à partir des ruines de la taverne. Ils sont aidés dans leur tâche par Merlin, mais refusent obstinément que ce dernier cartographie les lieux.
Capturés par les hommes de Lancelot, les deux compères se retrouvent prisonniers dans les geôles de Kaamelott avec les filles de Karadoc et trois jeunes aventuriers. Le groupe retrouve alors Bohort et Arthur, capturés à Gaunes. Grâce à Merlin (qui a profité de leur absence pour dresser un plan de leur repaire) et à leur réseau souterrain, les prisonniers parviennent à s’échapper.
Perceval accompagne ensuite Arthur délivrer Guenièvre, puis escorte son roi jusqu’au rocher d’Excalibur. Le Gallois y retrouve son frère, Lamorak, avec lequel ses rapports sont tendus. Lamorak est chargé de garder l’accès au rocher avec ses hommes et interdit à Arthur de s’en approcher, mais, sur proposition de Perceval, accepte de jouer l’accès au « Robobrole », un jeu du Pays de Galles. Après une partie aussi farfelue qu’incompréhensible (excepté pour les deux frères), l’équipe de Perceval gagne et Lamorak autorise Arthur à tenter de retirer l’épée du rocher.
Karadoc et Perceval accompagnent ensuite Arthur dans sa reconquête du pouvoir et, grâce à leurs galeries sous Kaamelott, font tomber les murs du château lors de la bataille finale. À la fin du film, les Semi-Croustillants reconstruisent la taverne.
- Voir ses citations typiques sur Wikiquote.

### Karadoc
Interprété par Jean-Christophe Hembert - 172 épisodes.
Karadoc de Vannes est, comme Perceval, un chevalier d’extraction modeste anobli par le Roi Arthur  (L’Approbation).
Il est le meilleur ami de Perceval et est aussi incompétent que lui en ce qui concerne les quêtes et les combats. Le duo tente régulièrement de mener à bien des missions, qui sont en général des échecs (Le Dragon gris, Le Serpent géant), les deux compères passant plus de temps à la taverne (Un Roi à la taverne II). Karadoc partage les mêmes lacunes de vocabulaire que son compagnon, mais a inventé une botte secrète pour cacher son ignorance (La Botte secrète). Le duo tente aussi de perfectionner leur art du combat par des entraînements souvent incompréhensibles et farfelus (Unagi).
Il est marié à Mevanwi, mais n'est pas très investi dans sa relation (Le Baiser romain, Immaculé Karadoc). Le couple a plusieurs enfants en bas âge — lorsqu'on les voit dans la série, ceux-ci sont joués par les enfants d'Alexandre Astier (Pupi), le réalisateur et acteur principal de la série télévisée. Karadoc a également un frère, Kadoc, qu'il est le seul à comprendre.
La grande passion de Karadoc est la nourriture ; considèrant sa bouche comme son outil de travail (c'est la seule partie de son corps qu'il lave régulièrement), il est très sérieux en ce qui concerne ce domaine (Le Plat national, Le Pain, La Grande Bataille). Il garde même de la nourriture dans son lit ; selon sa femme, il a été jusqu'à dormir avec un porc vivant par crainte de disette (La Chambre de la reine). Il se rend régulièrement dans les cuisines du château pour ses « casses-dalles » nocturnes (Corpore Sano, La Restriction, La Restriction II).
Dans le Livre IV, Karadoc apprend la liaison d'Arthur et Mevanwi et accepte un échange d'épouses, afin de ne pas avoir à affronter le roi en un duel à mort, comme le veut la tradition. Il sera donc officiellement marié à Guenièvre, mais ne pourra pas la voir, celle-ci ayant rejoint Lancelot en forêt. Il tentera plusieurs fois de la récupérer, en vain. À la fin de la saison, Arthur annulera l'échange et Mevanwi retrouvera Karadoc (une situation qu'elle aura du mal à accepter).
Dans le livre V, Perceval et Karadoc formeront les « Semi-Croustillants », un clan autonome basé à la taverne. Par amitié pour Perceval, il ne tentera pas de retirer Excalibur de son rocher. Karadoc sera ensuite nommé régent de Bretagne après une machination de Mevanwi.
Dans le livre VI (qui se déroule quinze ans avant), Karadoc, qui n'est pas encore marié à Mevanwi, part à l'aventure avec son ami Lan, dans l'optique de siéger aux côtés d'Arthur, futur roi de Bretagne. Le duo sera capturé par les Romains et restera enchaîné dans un camp sans nourriture durant plusieurs jours (ce qui peut expliquer la crainte de Karadoc de ne pas avoir assez à manger dans les saisons précédentes). Après la mort de Lan, pendu par les légionnaires, Karadoc sera sauvé par Lancelot et rencontrera Perceval dans une taverne peu de temps après. À la fin de la saison, Karadoc rendra le pouvoir à Arthur, qui le transmettra à Lancelot. Ce dernier livrera alors une traque sans merci aux anciens chevaliers de la Table ronde et envahira la taverne des Semi-Croustillants.
Dans Kaamelott : Premier Volet, Karadoc est toujours le chef des Semi-Croustillants avec Perceval et tente de mener une résistance complètement souterraine en creusant des kilomètres de galeries sous le sol breton à partir des ruines de la taverne. Ils sont aidés dans leur tâche par Merlin, mais refusent que ce dernier cartographie les lieux.
Karadoc a également près de lui ses deux filles, Mehben et Mehgan, qui ont renié leur mère Mevanwi, désormais mariée à Lancelot. Les deux jeunes femmes tentent de présenter plusieurs volontaires et aspirants-chevaliers aux deux compères, mais les font involontairement capturer et enfermer dans les geôles de Kaamelott. Ils y retrouvent alors Arthur et Bohort, également capturés à Gaunes. Grâce à Merlin (qui a profité de leur absence pour dresser un plan de leur repaire) et à leur réseau souterrain, les prisonniers parviennent à s’échapper. Karadoc et Perceval accompagnent ensuite Arthur dans sa reconquête du pouvoir et, grâce à leurs galeries sous Kaamelott, font tomber les murs du château lors de la bataille finale.
À la fin du film, les Semi-Croustillants reconstruisent la taverne et Karadoc retrouve avec bonheur ses en-cas habituels.
- Voir ses citations typiques sur Wikiquote.

### Lancelot du Lac
Interprété par Thomas Cousseau - 157 épisodes.
Lancelot du Lac est l’un des meilleurs chevaliers de la Table Ronde et bras droit d'Arthur. D'un caractère noble et courageux, Lancelot est, selon le roi, le seul qui « tienne debout ». Il est également amoureux de la reine Guenièvre, une passion qu'il garde secrète par loyauté envers son roi (il se confiera à Bohort dans l'épisode Le Temps des secrets et tentera de faire comprendre ses sentiments à la reine dans La Romance de Lancelot). Du fait qu'il ne fréquente personne, en raison de sa fidélité à son amour, certains le croient homosexuel (La Romance de Lancelot, Le Temps des secrets).
Lancelot est également très fier de son statut de « chevalier solitaire » et a du mal à concilier cette voie avec la vie à la cour. Il ne supporte pas non plus que Bohort lui rappelle leur lien de parenté (Les Cousins, La Dispute, 2e partie). En effet, Lancelot est le fils du roi Ban de Bénoïc et, par conséquent, le cousin germain de Bohort et de Lionel de Gaunes.
Durant le Livre III, Lancelot prend peu à peu ses distances avec Kaamelott, jugeant ses pairs incompétents et indignes de la quête du Graal (bien que son éloignement avec Arthur ait déjà commencé dans l'épisode Le Rebelle du livre II).
Dans le Livre IV, il se rebelle contre Arthur et part vivre dans la forêt. Il est ensuite rejoint par Guenièvre qui a découvert la liaison de son mari et de Mevanwi. D'abord fous de joie, les deux amants devront faire face à plusieurs problèmes, notamment leur ignorance complète des choses de l'amour (Les Novices) et la grande possessivité de Lancelot (La Rémanence). Le chevalier du Lac est également fort occupé à organiser la vie de son camp de séparatistes et sa quête du Graal pour laquelle il reçoit l'aide du roi Loth d'Orcanie qui désire renverser Arthur. Lancelot est aussi préoccupé, car il pense qu'un « homme en noir » le surveille. À la fin de la saison, Arthur lance une mission de sauvetage dans le camp de Lancelot, profitant de l'absence de celui-ci, et récupère son épouse. Désespéré et abandonné de tous, le chevalier est alors approché par le fameux homme en noir qui le pousse à se relever.
Dans le Livre V, Lancelot s'est retiré de tout et vit en ermite. C'est le moment que choisit l'homme en noir (nommé Méléagant) pour réapparaître. Attisée par ce dernier, la soif de vengeance de Lancelot le pousse à entreprendre le meurtre d'Arthur. Mais au moment fatidique, devant un Arthur en train de se vider de son sang à la suite d'une tentative de suicide, Lancelot renonce et sauve son ancien ami.
Dans le Livre VI, quinze ans avant le début du Livre I, Lancelot rencontre Arthur alors que ce dernier commence à recruter des chevaliers pour son gouvernement. Le chevalier du Lac et le futur roi s’entendent rapidement, car Lancelot se définit comme « loyal » et, bien qu'il tente de garder son statut de chevalier solitaire, se montre réellement altruiste, disant n'avoir qu'un seul but : sauver des gens (ce qu'il fait depuis l'âge de sept ans). C'est peu après que Lancelot tombe sous le charme de Guenièvre.
À la fin du livre, Arthur et Lancelot semblent se réconcilier et l'ancien roi, affaibli, lui confie le royaume. Mais, croisant à nouveau la route de Méléagant, Lancelot retombe dans ses travers, brûle la Table ronde et lance une vaste campagne pour supprimer les chevaliers, contraignant Arthur à l'exil.
Dans Kaamelott : Premier Volet, Lancelot est toujours sur le trône et fait régner la terreur et l’insécurité à travers la Bretagne. Assisté de Loth d’Orcanie, de Dagonet, du Jurisconsulte et du père Blaise, il emploie des mercenaires saxons pour faire régner l’ordre et rechercher les résistants, vidant ainsi les caisses du royaume. Il est également marié à Mevanwi, mais ne la touche pas, étant toujours obsédé par Guenièvre, qu’il séquestre secrètement dans une tour au château du roi Ban, son défunt père.
Au début du film, Lancelot cède l’île de Thanet aux Saxons afin de les payer, provoquant ainsi la colère des dieux et, par effet ricochet, le retour d’Arthur en Bretagne. L’ancien roi s’allie aux différentes factions de la Résistance et aux troupes du Roi Burgonde et parvient à reprendre son château. Bannissant les traîtres, il confronte Lancelot en combat singulier et, par une aide divine, vainc son ancien ami.
Lancelot est toutefois épargné et quitte le château en riant et traitant Arthur d’incapable. À la fin du film, alors que la Bretagne se reconstruit et qu’Arthur reprend le pouvoir, Lancelot se rend au château de son père et voit un immense spectre (peut-être Ban lui-même) sortir des ruines.
- Voir ses citations typiques sur Wikiquote.

### Guenièvre

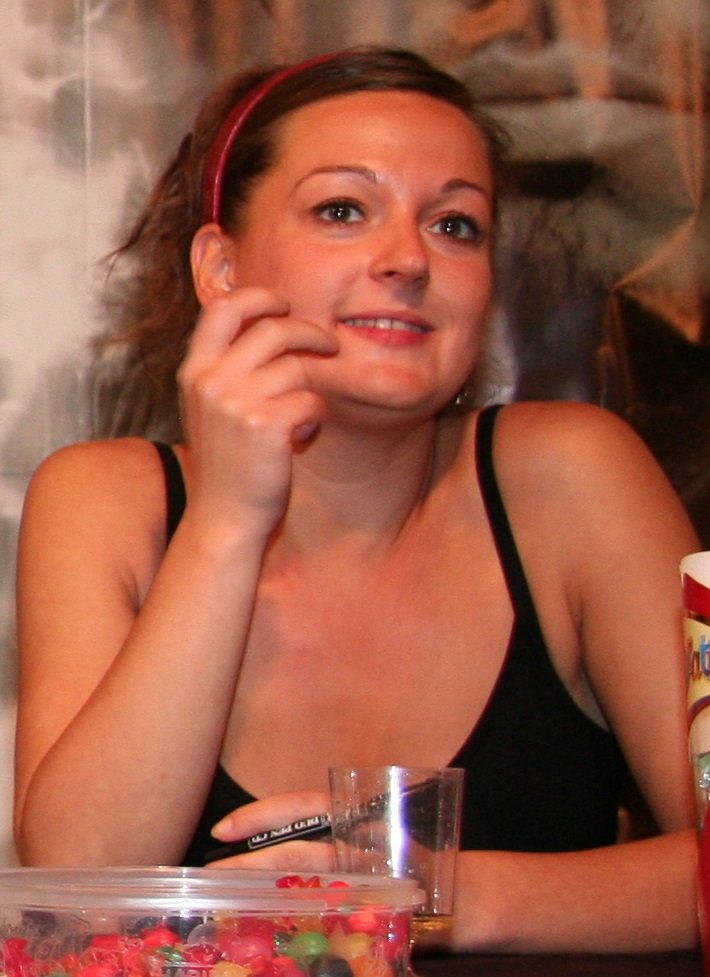
Anne Girouard, interprète de Guenièvre

Interprétée par Anne Girouard - 154 épisodes.
Guenièvre fit son apparition dès le court-métrage  Dies iræ, interprétée par Gaëlle Konaté puis par Vanessa Guedj dans les premiers épisodes pilotes, mais sous une forme totalement différente de sa personnalité dans la série, lorsque Anne Girouard reprend le rôle.
Guenièvre, reine de Bretagne, est la femme d’Arthur, ainsi que la fille de Léodagan et Séli et la sœur aînée d'Yvain. Dans Kaamelott, elle est naïve, pieuse, spontanée et a souvent des idées saugrenues. Le tavernier (dans l'épisode L’Escorte II) l'a qualifiée de « con comme une chaise » . Elle est aussi souvent le personnage par lequel passent les idées féministes de l'auteur.
Guenièvre est très superstitieuse et a peur de l'orage, car c'est la marque de la colère des dieux (Guenièvre et l'orage). Elle a également la phobie des oiseaux, quoiqu'elle admette que cela n'a rien de logique : en effet, ce qui la terrifie, c’est « qu'ils n'ont pas de bras » (Guenièvre et les oiseaux). Enfin, elle est aussi effrayée par Ygerne, la mère d'Arthur (La Veillée).
S'ennuyant ferme au château, Guenièvre s'invente souvent des occupations dans les domaines les plus divers, comme de préparer les fêtes d'anniversaire de chacun (Merlin l'archaïque), d’organiser une réunion des femmes de chevaliers (Au Bonheur des dames) ou d'interpréter une tragédie grecque (Guenièvre et Euripide)…
L'union entre Arthur et Guenièvre est avant tout un mariage d'intérêt, nouant une alliance politique entre la Carmélide et la Bretagne. Un détail dont Guenièvre ne prendra cependant pas conscience avant une dizaine d’années de mariage, malgré le fait qu'elle n'ait été présentée à son futur époux que quelques jours à peine avant la cérémonie (Le Repas de famille). Guenièvre a de nombreuses idées préconçues sur ce mariage arrangé, venant de son éducation. Elle est naïve au point de croire par principe (au début) qu'elle aime son mari, voire d'être aimée en retour (La Potion de vérité). Elle est surtout consciente de son rôle et de ses fonctions, qui impliquent un complet assujettissement au roi, faisant passer son bien-être avant le sien (La Romance de Lancelot), même si cela ne la rend pas heureuse (La Pâte d'amande).
Arthur se montre souvent méchant avec elle (il lui explique en détail, par exemple, le fonctionnement d'un outil de torture qui consiste à introduire un rat dans « un orifice » du supplicié). Elle semble être le défouloir du roi lorsque celui-ci a du mal à supporter ses journées. Personnage passif, elle est en fait un support puissant pour le roi qui se libère de sa frustration sur elle qui encaisse en silence les mauvais traitements. Dans les dernières saisons, elle devient plus active et ose remettre en question les décisions de son mari, jusqu'au moment où elle l'accusera ouvertement de la rendre malheureuse volontairement.
Délaissée par son époux qui lui préfère ses maîtresses (avec qui elle entretient de très bons rapports amicaux), Guenièvre tente de récupérer ses faveurs par nombre de stratagèmes, par exemple au moyen de potions (Lacrimosa), sans jamais parvenir au moindre résultat probant. Ce n'est pas toujours de sa propre faute, néanmoins, car elle joue souvent aussi de malchance (La Potion de vivacité). Bien que l'importance capitale de fournir un héritier mâle au royaume lui soit souvent rabâchée par sa mère Séli, cette dernière n'a guère assuré l'éducation sexuelle de sa fille. Guenièvre est d'une ignorance quasi complète en ce qui concerne la sexualité. Elle sait tout au plus qu'il y a une vague corrélation entre le fait qu'Arthur ne la touche jamais et celui qu'elle ne tombe pas enceinte (La Potion de fécondité). Même lorsque les maîtresses du roi lui inculquent finalement quelques notions, elle ne se montre pas très enthousiaste (La Ronde II).
Guenièvre n'étant guère observatrice, pendant longtemps elle ne remarquera absolument pas l'affection que lui porte Lancelot. Malgré cela, elle apprécie la prévenance du chevalier du Lac à son égard, qui devient le « réceptacle attentif de ses questionnements les plus enfouis » (selon les mots mêmes de Lancelot, son confident). À la fin du Livre III, Bohort lui révèle que Lancelot est amoureux d'elle  (Hollow Man). Cela, combiné à la découverte de la liaison entre Arthur et la femme de Karadoc, la décidera à partir rejoindre son soupirant (La Dispute 2e partie). L'idylle sera de courte durée, néanmoins. En effet, Guenièvre éprouve des difficultés à vivre dans une forêt hostile, et regrette le confort de Kaamelott (Une vie simple). De plus, du fait de leur inexpérience mutuelle, Lancelot et Guenièvre s'avèrent incapables de pratiquer ensemble les choses de l'amour (Les Novices). Guenièvre va vers une grande déconvenue à mesure qu'elle découvre la possessivité dont Lancelot est capable (La Rémanence), au point qu'il finit par l'attacher à son lit pour « [lui] épargner la tentation de partir » (Double Dragon). Arthur la récupérera finalement à la fin du Livre IV alors que Lancelot est en mission (Le Sauvetage).
Dans le Livre V, Guenièvre est rétablie dans sa position de reine de Bretagne et reprend sa relation houleuse avec Arthur. Cependant, elle semble désormais avoir plus de velléités à s'intéresser aux affaires de l'État, au point de poser parfois des questions pertinentes – voire embarrassantes – à son mari sur sa manière de gérer le royaume (Les Exilés). Elle ira jusqu'à exiger qu'il quitte la chambre royale le jour où il replante Excalibur dans le rocher, arguant (incorrectement) que, sans son épée, il n'est plus roi et que c'est à elle de choisir son successeur (La Roche et le Fer). Après l'échec d'Arthur au rocher, et sous la pression de son père Léodagan, Guenièvre le désignera roi de Bretagne. Elle va également se rapprocher de son mari. Depuis qu'il l’a ramenée de chez Lancelot, leurs rapports ont beaucoup évolué : elle part avec lui dans sa quête de ses enfants, bien qu'elle doive abandonner après s'être blessée. Elle sauve tout de même Arthur lorsqu'il manque de se faire tuer par sa demi-sœur, femme du roi Loth, lors d'une halte à la taverne. Elle s'occupe de lui ensuite, quand il revient de sa quête, avec un zèle qui étonne Arthur. Lorsqu'il lui demande si elle s'impliquait autant dans sa vie avant, elle répond que c'est plus facile maintenant qu'il est au plus bas. Elle fait ce que toute femme de roi fait en s'occupant de son époux, bien qu'il continue de ne pas la toucher. Guenièvre prend également du caractère, puisqu'elle n'hésite pas à s'échapper de Carmélide, à se disputer avec sa belle-mère Ygerne pour accéder au chevet d'Arthur (épisode Dies Irae) et à traiter la redoutable tante Cryda de « grosse gouine ».
Dans le livre VI, on apprend qu'elle rêvait d'un mari aux cheveux blonds (ce qui n'est pas le cas d'Arthur, mais bien celui de Lancelot) qui l'emporterait dans ses bras loin, très loin (ce que Lancelot a fait). Sa relation avec Arthur apparaît de plus en plus tragique dans les deux dernières saisons, et la répulsion qu'il montre envers elle semble de plus en plus liée au passé d'Arthur qu'à sa personnalité.
Dans Kaamelott : Premier Volet, Guenièvre est portée disparue depuis plusieurs années. En réalité, Lancelot l’a enfermée dans une chambre du château du roi Ban avec sa suivante Nessa et refuse de la laisser partir, étant apparemment toujours amoureux d’elle. Guenièvre a également un soupirant secret, Kolaig, qui lui envoie des mots doux cachés dans des gâteaux et désire la sauver afin d’accomplir une quête.
Après son évasion des cachots de Kaamelott, Arthur, guidé par Kolaig, délivre sa femme et la ramène en Carmélide chez ses parents. La reine lui demande toutefois de l’aider à retourner au château de Ban car elle y a oublié la couronne de fleurs qu’il portait le jour de leur mariage, à laquelle elle tient beaucoup car elle est censée assurer la protection de son mari. Touché, Arthur l’accompagne et finit par l’embrasser.
Guenièvre participe ensuite à l’assaut contre le château de Kaamelott dans les galeries des Semi-Croustillants et, après la défaite de Lancelot, reprend sa place de reine aux côtés d’Arthur.
- Voir ses citations typiques sur Wikiquote.

### Bohort

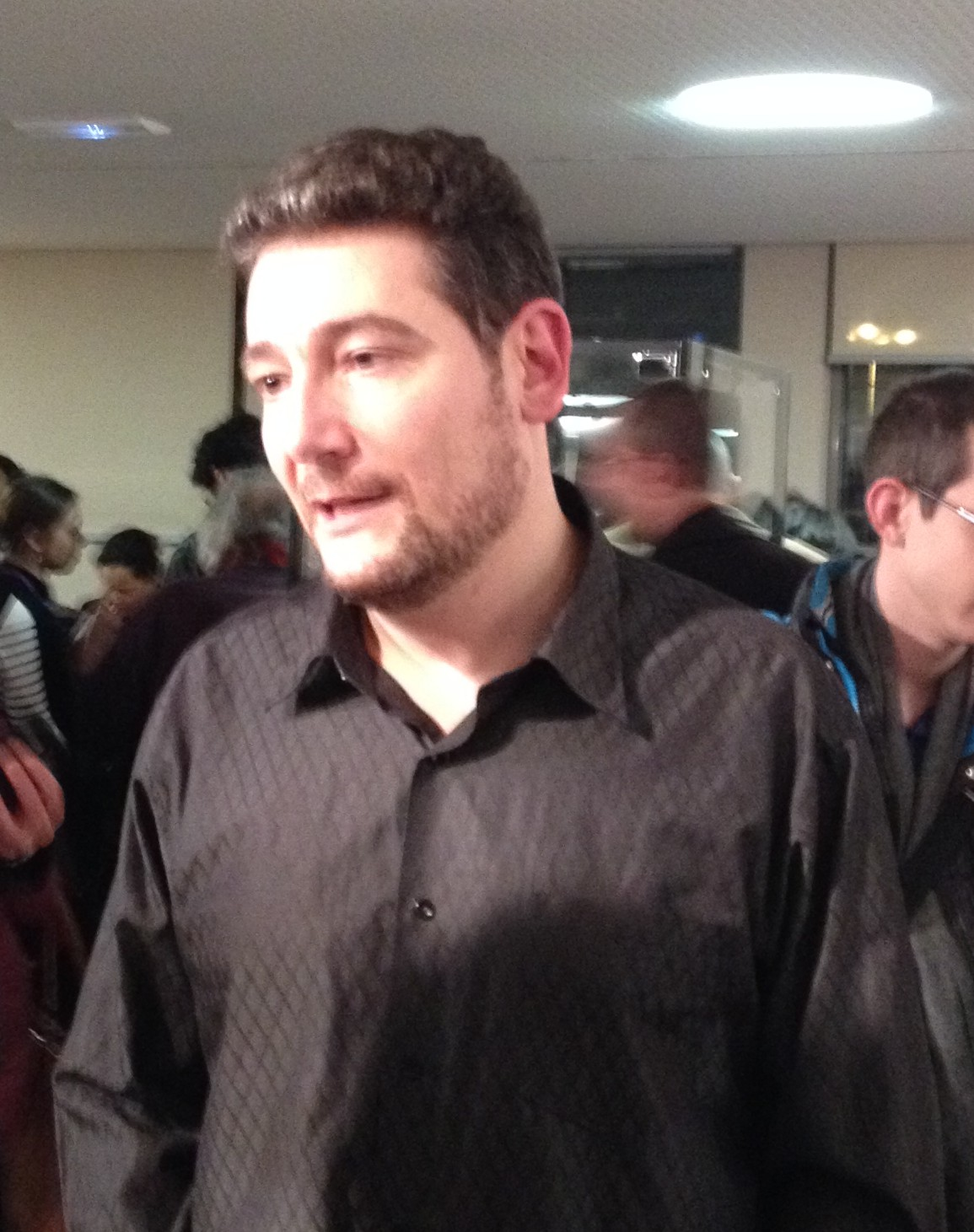
Nicolas Gabion, interprète de Bohort

Interprété par Nicolas Gabion - 138 épisodes.
Bohort de Gaunes est un des chevaliers de la Table ronde. C'est un homme délicat, raffiné et sensible, ne supportant pas la violence et étant terrifié par plusieurs animaux, comme les lapins adultes ou les faisans (Un Bruit dans la nuit). Il n'a jamais suivi de formation militaire, chose qu'il a tenue secrète lors de son arrivée à Kaamelott (Le Temps des secrets, L'Aveu de Bohort).
S'il est incompétent dans le domaine militaire (Le Négociateur, Les Classes de Bohort), Bohort est très doué pour organiser divers événements festifs (La Fête du printemps, Les Festivités). Il est souvent en conflit avec Léodagan sur les questions de budget et de dépenses (Raison d’argent, Séfriane d’Aquitaine, Les Tourelles, Les Festivités). Les deux hommes, bien que radicalement différents dans leur mode de fonctionnement, partagent cependant une certaine complicité ("L'Escorte") et sont admiratifs l'un de l'autre. Complémentaires, ils apportent souvent à Arthur deux points de vue différents.
Bohort, d'un caractère doux et empathique, s'entend globalement bien avec tous les chevaliers. Il est le seul par exemple à soutenir Perceval lorsqu'il se perd dans le récit de ses quêtes à la Table Ronde. Au début de la série, il est proche de Lancelot (à qui il se confie dans Le Temps des secrets). Il est aussi une sorte de mentor pour Gauvain et Yvain (Les Tuteurs, Les Tuteurs II), dont il apprécie la « grande capacité à communiquer avec autrui ».
Certains (notamment Séli) le croient homosexuel. Dans le pilote " Le chevalier femme ", Edern dit qu'en Carmélide, tout le monde le croit homosexuel. D'abord sur la défensive, il exprime ensuite son désir de pouvoir être libre de vivre au grand jour comme il l'entend, et prévient que si la discussion devient homophobe, il préfère partir. Dans l'épisode Au Bonheur des dames (livre III), sa femme fait une apparition. On apprend aussi les raisons de son absence à la cour : celle-ci supporte mal les voyages et réside à Gaunes. Bien qu'il mentionne avoir 9 enfants dans le pilote "La femme chevalier", sa paternité n'a jamais été évoquée par la suite, et il est donc très probable que cet aspect du personnage n'ait pas été gardé dans la série officielle. Bohort et sa femme semblent réellement s'apprécier, et forment un couple harmonieux, bien que la nature de leur amour (platonique ou romantique) reste floue. Il a également un frère, Lionel, et découvre plus tard que Lancelot est son cousin (dans l'épisode Les Cousins), information que le chevalier du Lac veut tenir secrète pour ne pas nuire à sa réputation de chevalier errant sans attaches.
Dans le livre IV, Bohort se sent coupable d'avoir révélé les sentiments de Lancelot à la reine et tente également de convaincre Arthur et Mevanwi de cesser leur relation (il sera tout de même présent lors de l'échange d'épouses entre Arthur et Karadoc).
Dans le livre V, Bohort fait entrer son frère Lionel de Gaunes à la Table ronde, bien qu'il avoue que ce dernier est encore plus sensible que lui. Il reste un des plus fidèles soutiens au roi Arthur : il refuse notamment de tenter de retirer Excalibur de son rocher et va jusqu'à se dresser contre Lancelot dans le dernier épisode de la saison.
Dans le livre VI, Bohort est envoyé accomplir une quête par son père, Bohort l'Ancien, afin de siéger aux côtés du futur roi de Bretagne. Il invente alors une histoire narrant sa victoire sur des bandits de grand chemin (qu'il a en réalité acheté en leur confectionnant des costumes). Dans le dernier épisode, il sera au chevet d'Arthur puis est brièvement vu en train de sauver Gauvain des hommes de Lancelot.
Dans Kaamelott : Premier Volet, Bohort dirige une faction de la résistance à Gaunes composée de son frère Lionel, de Gauvain et d’une poignée de volontaires. S’il essaie de recréer une organisation similaire à celle d’Arthur (avec une Table ronde rudimentaire), les hommes de Bohort sont loin d’être nombreux et sont, pour certains, encore de jeunes enfants.
Bohort retrouve Arthur, amené à Gaunes par le Duc d’Aquitaine et l’accueille avec chaleur, heureux de revoir son ancien roi encore en vie. Toutefois, la bande est surprise par des mercenaires de Lancelot et Bohort est capturé avec Arthur. Prisonniers des geôles de Kaamelott, les deux hommes retrouvent les Semi-croustillants, menés par Perceval et Karadoc, qui résistent également. Ils parviennent à s’évader grâce à un tunnel creusé par Merlin et le reste des Semi-Croustillants.
À la fin du film, Bohort rentre à Gaunes auprès de ses hommes tandis que la reconstruction du Royaume bat son plein.
- Voir ses citations typiques sur Wikiquote.

### Père Blaise
Interprété par Jean-Robert Lombard - 105 épisodes.
Le père Blaise est le « gardien du culte » du château, représentant la naissante religion chrétienne.
Blaise est présent dans certaines versions des légendes arthuriennes (son nom est parfois orthographié Bleiz), où il est le confesseur de la mère de Merlin. Dans la série, le personnage est amalgamé avec les nombreux copistes anonymes chargés de noter les exploits des Chevaliers de la Table ronde. Son rôle principal consiste ainsi à maintenir l’ordre du jour et à consigner tous les dialogues des réunions de la Table ronde, ainsi que de porter par écrit les quêtes des chevaliers afin de faire entrer Arthur dans la légende.
Le père Blaise est assez aigri et tatillon en ce qui concerne l'écriture de ses histoires, qu'il doit très souvent romancer pour compenser la médiocrité des chevaliers. Il peut parfois perdre son sang-froid quand des thèmes païens sont abordés (La Quinte juste) ou quand Perceval s'emmêle les pinceaux avec « des vieux, des vieilles, ou un couple de siamois » dans ses histoires. Il s'énerve également quand il doit faire la lecture à Karadoc (Perceval fait raitournelle, Le Vice de forme…).
Un gag récurrent autour du père Blaise, déjà présent dans Dies Iræ, concerne le désordre qui règne dans ses archives. Le roi Arthur lui fait régulièrement des remarques sur son « impeccable classement » (Duel 2e partie).
Il aurait inventé l'enluminure en expérimentant avec de la peinture dorée à réparer les armures pour corriger les fautes et ratures sur ses parchemins dues, notamment, aux innombrables incohérences des récits de Perceval (Enluminures).
Même si cela n'a pas été exploité ultérieurement, dans l'épisode pilote Le Chevalier femme, le père Blaise annonce être le neveu de  Guethenoc.
Dans le livre V, il est en conflit avec le jurisconsulte qui est chargé de trouver une loi dans le désordre des archives.
Dans le livre VI, on apprend que c'est lui qui a célébré les deux mariages d’Arthur, avec Aconia, dame de la haute société romaine, puis Guenièvre. Il est également le biographe de l'ancien roi, mourant, dont il recueille les mémoires.
On le voit une dernière fois en train de fuir les hommes de Lancelot avec Merlin.
Toutefois, il réapparaît dans le film Kaamelott : Premier Volet parmi les membres de l’état-major du Chevalier du Lac avec Loth, Dagonet et le Jurisconsulte. Comme ces derniers, il est banni par Arthur à la fin du film.
- Voir ses citations typiques sur Wikiquote.

### Séli
Interprétée par Joëlle Sevilla - 98 épisodes.
Séli est absente des légendes arthuriennes. Dans la série, elle est l'épouse de Léodagan, la mère de Guenièvre et Yvain ainsi que la belle-mère d'Arthur. Dans la vie, Joëlle Sevilla est la mère d’Alexandre Astier, qui interprète Arthur.
Séli a été enlevée par Léodagan de sa tribu picte. Lorsqu'il leur a envoyé une demande de rançon pour qu'elle puisse être libérée, ils lui ont donné le double pour qu’il la garde avec lui.
Séli a montré une certaine habileté pour nouer des intrigues au sein du château, comme la simulation de l'enlèvement de sa fille afin de toucher une rançon (L'Enlèvement de Guenièvre). Elle n'hésite pas à faire usage de potions magiques pour arriver à ses fins, quoique avec moins de succès (La Potion de fécondité, La Potion de vérité). Elle ne cesse de pousser Arthur et sa fille à concevoir un héritier : toutefois, elle refuse d'expliquer à sa fille comment cela est censé arriver. Elle envisage même, pendant la période de la fuite de Guenièvre au camp de Lancelot, de faire en sorte que l'enfant du couple interdit puisse être reconnu héritier (ignorant que les choses de l'amour sont aussi inconnues de Lancelot).
Séli est dépeinte comme une femme au caractère bien trempé, et qui possède une impertinence certaine ayant, selon ses propres dires, déjà craché sur les chaussures de l'empereur Justinien. Appartenant à la tribu des Pictes, Séli est caractérisée par son obsession pour l'argent (épisodes Raison d'argent et La Cassette II), une haine farouche envers les souris et autres rongeurs, ainsi que par une véhémence comparable à celle de son mari. Elle est aussi une médiocre cuisinière (La Tarte aux myrtilles, La Tarte aux fraises, La Fête du printemps), Arthur ayant parlé d’une de ses recettes de tarte en ces termes : « C'est incroyable, j'ai l'impression de bouffer de la terre avec de la bouse et du gravier, ça sent le poulailler, mais c'est du céleri et des épices. C'est prodigieux. » (La Fête du printemps).
Dans Kaamelott : Premier Volet, Séli réside dans une Carmélide démilitarisée et essaie, avec Élias de Kelliwic’h, de convaincre son époux de continuer à résister à Lancelot. Ce dernier préfère toutefois passer ses journées à bêcher son jardin et n’organise aucune stratégie. Avec le retour d’Arthur et l’arrivée de troupes burgondes en Carmélide, Séli retrouve sa fille Guenièvre, portée disparue depuis des années, puis prend part à l’assaut de Kaamelott.
- Voir ses citations typiques sur Wikiquote.

### Yvain, le chevalier au Lion

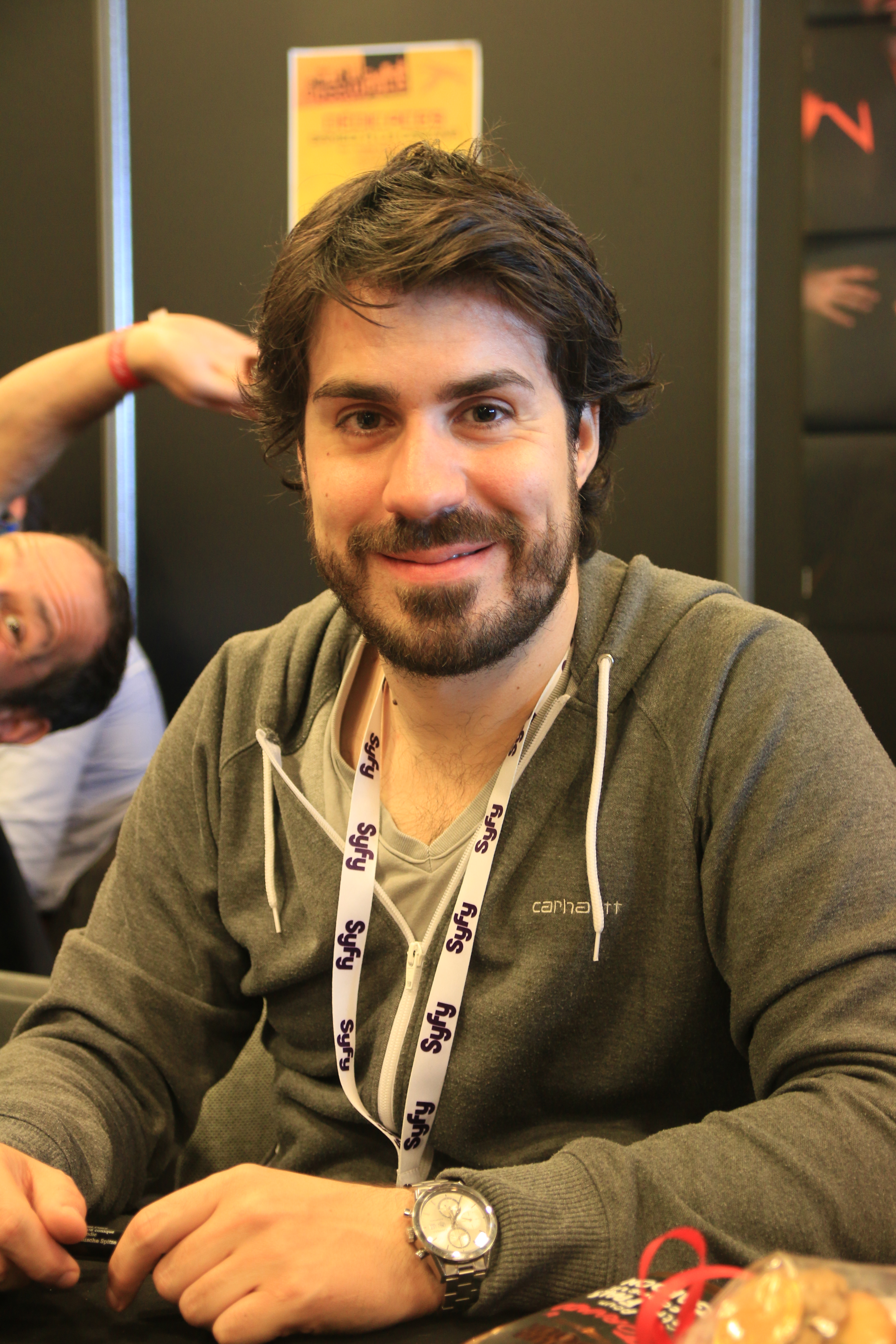
Simon Astier, interprète d'Yvain

Interprété par Simon Astier (livres I à V), Duncan Martin (livre VI) - 74 épisodes.
Yvain, contrairement à la légende originale, est le fils de Léodagan et de Séli et le frère cadet de la reine Guenièvre. Il est donc le beau-frère d'Arthur (bien que le roi ait toujours du mal à s'en souvenir) dans la fiction ; dans la vie, les acteurs qui tiennent ces rôles sont demi-frères.
Yvain est l'incarnation même du jeune homme fainéant, passionné, naïf, très craintif et qui n'a pas encore terminé sa crise d'adolescence. Il n'oubliera jamais de souligner, à propos d'une guêpe ou d'une écharde, qu'« on peut en mourir, j'vous f'rais dire ! » et est constamment « trop gavé » de tout. Il est d'ailleurs, selon les dires de son père, apiphobe (Guenièvre et les oiseaux).
Refusant de prendre les armes et se rebellant sans cesse contre l'autorité, il provoque souvent l'ire du roi, et surtout celle de son père. L’attitude d'Yvain vis-à-vis de ses parents et d'Arthur se base sur le stéréotype de la relation turbulente entre parents et adolescents. On constate que le vocabulaire d'Yvain ne cesse de se dégrader au fil des livres, en plus de sa propension à inventer des mots sans queue ni tête, tandis que celui de Gauvain, son compère, reste soutenu.
Yvain n'hésite pourtant pas à partir dans des aventures avec son grand ami Gauvain. À eux deux, les « Vains » (comme les fans les surnomment) forment un duo comique dont l'inexpérience et l'incompétence n'ont rien à envier à celles de Perceval et Karadoc. Leurs « exploits chevaleresques » incluent, entre autres, de s'être fait déféquer dessus par un dragon (La Fureur du dragon), de finir en prison pour avoir écrit « Mort au roi ! » sur un mur (Les Mauvaises Graines), de s'être infligés seuls un vertige atroce en tournant comme des toupies durant l'exploration d’un donjon (Trois cent soixante degrés), ou de s'endormir en plein tournoi au cours d'un duel à mort (Morituri).
Dans le livre IV, à la suite de la défection de Lancelot et Galessin, Yvain obtient une place permanente à la Table ronde (L’Ascension du Lion). Il sera entre autres chargé, avec son compère Gauvain, de la surveillance d’une tourelle de la côte, puis de la garde de la grande porte de Kaamelott. Dans les deux cas, leur vigilance laisse sérieusement à désirer.
Yvain insiste depuis longtemps pour se faire appeler le « chevalier au Lion » (un surnom qu’il trouve « très classe »), malgré le scepticisme de sa famille. Il en expérimentera un autre, s'inspirant d'une rencontre avec des éléphants venus d'Inde (Le Prodige du fakir) ; mais confondant « éléphant » avec « orphelin », son nouveau surnom d'« Orphelin de Carmélide » causera un quiproquo qui fera croire à tous que son père Léodagan, souverain de Carmélide, était mort (Les Bien Nommés).
Dans le livre V, Yvain suit son ami Gauvain dans la création d'un clan autonome, bien qu'il craigne de devoir quitter sa chambre confortable à Kaamelott et d'affronter les dangers de l'extérieur, tels que bandits de grand chemin et loups (qu'il croit « hydrobloquants », cf. La Démission). À la suite de la création du clan, ils se construisent une cabane « hyper classe, avec une porte qui s'ouvre ». Il se mettra en couple avec Démétra, au grand dam de celle-ci, dont Yvain ne peut se rappeler le prénom, et qui s'offusque de devoir faire le ménage et la cuisine. Yvain lui parle de façon soutenue, avec des expressions qu'il ne comprend pas toujours lui-même.
Yvain apparaît brièvement à la fin du troisième épisode du livre VI (qui se passe 15 ans avant les livres I à V), sous les traits d'un enfant d'une dizaine d'années.
On ne sait pas ce qu'il devient dans le dernier épisode du livre VI (Dies Iræ). Il n'était pas avec son compagnon Gauvain quand ce dernier s'est fait porter secours par Bohort.
Son sort n'est pas élucidé dans Kaamelott : Premier Volet, étant donné que le personnage n'y apparaît pas et n'est pas mentionné.
- Voir ses citations typiques sur Wikiquote.

### Merlin

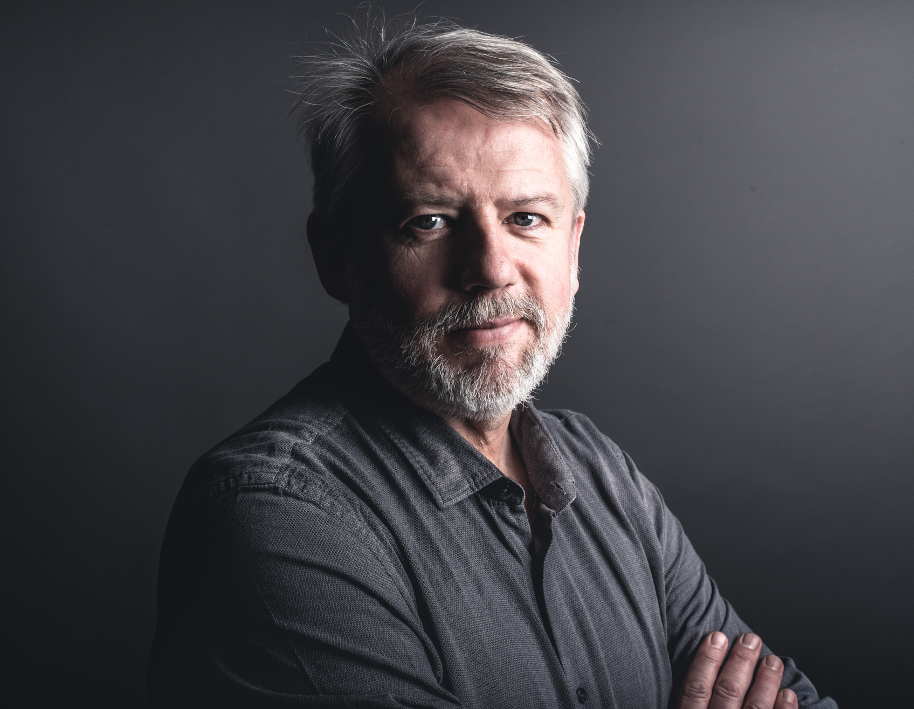
Jacques Chambon, interprète de Merlin

Interprété par Jacques Chambon - 71 épisodes.
Merlin, « enchanteur de Bretagne, grand vainqueur de la Belette de Winchester, concepteur de la potion de guérison des ongles incarnés, auteur du parchemin Le Druidisme expliqué aux personnes âgées (...) » est l’enchanteur de Kaamelott. Il est censé avoir 883 ans et demi, puisque le magicien est fils d’un démon et d’une pucelle, bien que d’après Arthur il aurait « plus pris de la pucelle » (cf. Les Défis de Merlin). Il n’excelle pas vraiment dans son art et crée plus de situations catastrophiques qu’il n’en résout. Il rate la plupart de ses sorts, ou n’en contrôle pas les effets, et lorsqu’il lui arrive de réussir quelque chose, c’est par le plus pur des hasards (L'invincibilité). Il est ainsi considéré comme un nul par le roi Arthur, ainsi que par Élias, à qui le roi demandera de participer à la défense du royaume en travaillant avec Merlin (Livre III). Il lui arrive cependant de concevoir des potions ou procédés, comme la conservation d’abricots pendant 3 ans ainsi que la réduction du temps de dessalage des filets de morue.
Il a également sauvé une fois la vie d’Arthur qui s’était fait trancher la carotide au combat. Pour cela, il a habilement adapté sa recette de l’onguent cicatrisant aux fruits de saison en remplaçant les cerises par des châtaignes, malgré les doutes émis par la fée Morgane quant à la saison bien adaptée à ces fruits (La Blessure Mortelle). Il est selon ses dires capable de se transformer en toutes sortes d’êtres vivants comme en chat, en araignée, ou en Jules César (Polymorphie) mais pas en corbeau. Il s’est également montré capable de lancer avec succès un sort de rage, mais avec trop de succès : tous les combattants se sont alors rués sur la cellule de commandement, amenant Arthur à dire que, contrairement à leurs soldats, les commandants « [se sont] fait défoncer [leurs] mouilles » (Le Sort de Rage). Il n’est cependant pas apte à « faire des crêpes » selon Élias de Kelliwic’h (Les plaques de dissimulation). En tant que fils de démon, il surprend par sa méconnaissance totale de tout ce qui a trait aux démons et au plan démonique.
Il participe à toutes les fêtes druidiques, sauf à celle du Rassemblement du Corbeau, car d’une part « c’est sans alcool », et d’autre part lors de cette fête, les enchanteurs doivent improviser des blagues, domaine dans lequel Merlin est « une vraie bille […], capable de plomber l’ambiance en trente secondes. » Merlin a un penchant pour la boisson qui ne se manifeste que rarement, mais bien visible dans le Livre VI.
Lorsque Arthur est trop intransigeant et irrespectueux à son encontre, il lui arrive de menacer de le quitter pour retourner dans la forêt. Il semble capable de rejeter toute notion de confort ou de prestige et prêt à rechercher la solitude dans une vie sauvage (L'Enchanteur). Il se complaît néanmoins dans sa routine d’enchanteur officiel, au service d’Arthur par fidélité et orgueil, refusant toujours que l’on remette en question son statut et qu’on lui reproche son incompétence.
À partir du Livre V, Merlin quitte Kaamelott, excédé par Élias ainsi que par l’ingratitude d’Arthur et de tous les « peigne-zizi » de Kaamelott, dans le but d’opérer un retour aux sources. Il devient par un concours de circonstances l’enchanteur du clan de Perceval et Karadoc, basé à la taverne. On apprend également qu’avec « un toit sur la tête, la quasi-totalité de ses pouvoirs magiques sont annulés » et qu’il n’est à l’aise que dans la forêt (La Démission). Il affirme être un vrai druide, mais qu’on l’a forcé à être magicien. Il est capable de comprendre la signification des cris de loup, avec lesquels il a une relation particulière (Merlin et les loups). Il est en règle générale proche de la nature et des animaux, notamment pour les soigner. Polyvalent, il ne l’est cependant pas pour les chevaux (L'Imposteur). Soit dit en passant, ses remèdes « de bonnes femmes » et ses recettes de cuisine fonctionnent de façon surprenante, prouvant par là qu’il est bien adapté à une vie rurale et domestique, plutôt qu’au rôle d’enchanteur à la cour du roi.
Or, malgré son aspect farfelu et ses pouvoirs magiques douteux, il est le protecteur d’Arthur. Il est celui qui l’a guidé vers Excalibur et qui l’a protégé de Pendragon en lui trouvant un père adoptif, Anton. Avec la Dame du Lac, il est celui qui lui a révélé sa nature et son destin. Il a attribué à Arthur le surnom de « Sanglier de Cornouailles » pour « faire légende », surnom repris par le Père Blaise et une grande partie du monde connu pendant des années sans que l’intéressé soit au courant. Le choix du surnom ne plaisant guère à Arthur, une brouille est survenue entre lui et Merlin, qu’il a fait puérilement surnommer pour le ridiculiser Coco l’Asticot (Le sanglier de Cornouailles).
Dans le dernier épisode du Livre VI (Dies iræ), on le voit s’enfuir avec le père Blaise.
Dans Kaamelott : Premier Volet, Merlin est membre de la Résistance et s’active à creuser des galeries avec les Semi-Croustillants. Toutefois, il a du mal à travailler avec Perceval et Karadoc, qui refusent obstinément que l’ancien enchanteur de Kaamelott dresse une cartographie de leur cachette. C’est son intervention qui permettra à Arthur et ses amis de s’évader des geôles de Kaamelott : ayant profité de l’arrestation des deux meneurs des Semi-Croustillants, Merlin a pu s’activer à cartographier les tunnels et ainsi creuser jusqu’aux prisons du château.
- Voir ses citations typiques sur Wikiquote.

## Personnages récurrents

### Aélis
Interprétée par Anne-Valérie Soler
Aélis est l’une des maîtresses du Roi Arthur, la dernière arrivée à Kaamelott.
Rencontrée par Arthur, après que celui-ci a vaincu un chef de clan en Carmélide avec l’aide de Léodagan, elle devait subir les « derniers outrages » selon une vieille coutume de la Carmélide. Arthur n’ayant pas vraiment envie de passer à l’acte, il fut tour à tour poussé par Léodagan, puis par Aélis elle-même, cette dernière allant même jusqu’à lui faire du chantage pour qu’il respecte les traditions, même si elle n’était que la fille cadette du chef vaincu.
Arthur ne cède pas et conclut un marché avec elle, lui proposant de devenir sa maîtresse à Kaamelott, ce qu’elle finit par accepter.
Plus tard, Aélis se plaindra du manque d’envie du roi au sujet de leur relation.
De plus, elle n’est pas appréciée par les autres maîtresses, comme le prouve son altercation avec Démetra après que Guenièvre exprime le fait que les deux femmes se ressemblent, notamment au niveau des cheveux (Les cheveux noirs)
Virulente et manipulatrice, Aélis a un certain goût pour le pouvoir, ambitionnant de devenir reine en essayant de convaincre Arthur que selon ses maîtresses elle serait la plus apte à occuper ce poste (Le Renoncement). Elle fait également une tentative auprès de Karadoc, lorsque celui-ci tient le pouvoir à la fin du livre V.
- 1re apparition: Les Derniers Outrages (Livre III, épisode 14)

### Angharad
Interprétée par Vanessa Guedj
Angharad est gouvernante à Kaamelott et la suivante de la reine Guenièvre.
Le personnage, juste une figurante dans Dies iræ (interprétée par Alexia Sauvageon), fait également une apparition dans l’épisode pilote La Romance de Perceval, interprétée alors par Audrey Fleurot. Angharad y est dépeinte comme une servante maladroite, distraite et plus bête encore que Perceval. Rôle qui se modifiera dans la série elle-même, où elle gagne en caractère une fois incarnée par Vanessa Guedj (qui tenait le rôle de Guenièvre dans les premiers épisodes pilotes).
Angharad est la dévouée suivante de Guenièvre qu’elle cherche souvent à conseiller et à soutenir dans ses problèmes, notamment avec son mari. En effet, elle s’agace parfois que le roi ne s’occupe pas assez de sa femme (La Romance de Lancelot, Le Discobole). La reine finira d’ailleurs par la reconnaître comme amie et non comme simple « bonniche » (La Joute ancillaire).
Néanmoins, Angharad a une forte personnalité : elle supporte très mal qu’on la réduise à son statut de « bonniche », se plaint parfois de n’être pas assez payée et sort souvent de son rang en n’hésitant pas à parler franchement et avec désinvolture. Son impertinence la rend d’ailleurs peu appréciée du roi.
Angharad est aussi très amoureuse du seigneur Perceval, qu’elle admire et considère comme l’une des plus grandes autorités du royaume – les raisons de son amour restant toutefois un mystère pour le roi. Perceval, qui semble également l’apprécier, reste toutefois assez maladroit, connaissant mal les « choses de l’amour » (Le Billet Doux), et son manque de vocabulaire conduit parfois à des quiproquos (La Botte secrète, La Botte secrète II).
Dans le Livre IV, Angharad n’hésite pas à reprocher directement au roi la manière désinvolte avec laquelle il a traité la reine. Elle finira par rejoindre Guenièvre dans le camp de Lancelot, avec la bénédiction d’Arthur qui n’est que trop content de s’en débarrasser. Fidèle à sa maîtresse, Angharad n’en est pas moins inquiète que l’éloignement compromette sa romance avec Perceval. Après l’attaque du camp par Arthur et ses hommes, Angharad décide de suivre la reine et de retourner la servir à Kaamelott, considérant qu’elle « fait partie du lot ».
À la suite d'un désaccord entre Alexandre Astier et Vanessa Guedj, à l’issue du Livre IV, sur l’évolution du personnage d’Angharad, notamment sur sa relation avec Perceval, elle ne travaille plus pour la série.
- Voir ses citations typiques sur Wikiquote.
- 1re apparition
  - Alexia Sauvageon : Dies Irae
  - Audrey Fleurot : La Romance De Perceval (Épisode Pilote no 4)
  - Vanessa Guedj : La Botte secrète (Livre I, épisode 28)

### Azénor
Interprétée par Emma de Caunes

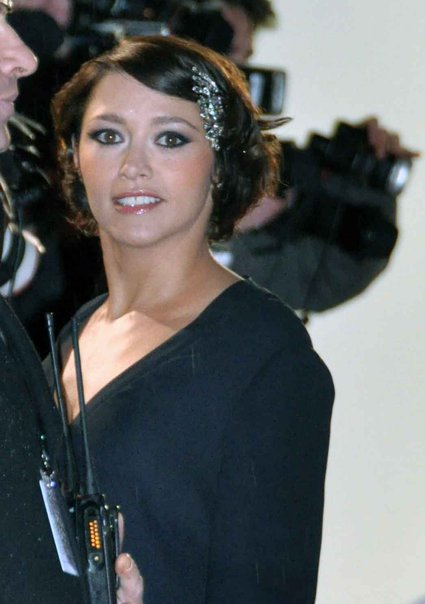
Emma de Caunes, interprète d'Azénor, en 2010

Azénor est une maitresse d’Arthur. C'est la seule à ne pas être une latine et bien qu’Arthur ait un faible pour les latines (Les Cheveux Noirs, Le Culte Secret), il affirme qu’il ne choisit pas ses maitresses selon leurs origines (La Kleptomane) ce qui se confirme par la romance entre Arthur et Mevanwi. Azénor est la première à convoiter le trône de Bretagne, demandant à Arthur si elle peut tuer Guenièvre (Azénor). Elle est kleptomane et vole tout ce qui est à sa portée malgré elle, jusqu’à la bague donnée par César à Arthur (La Kleptomane).
- 1re apparition : Azénor (Livre I, épisode 48)

### Caius Camillus
Interprété par Bruno Salomone.

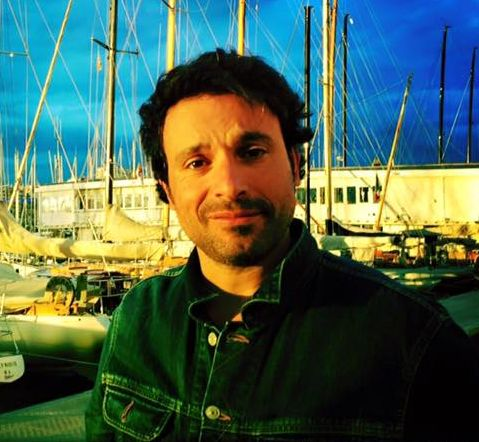
Bruno Salomone, interprète de Caius

Centurion romain, Caius Camillus fait partie des dernières garnisons impériales présentes sur le sol de Bretagne. Il reste, au début de la série, un soldat fidèle à Rome, bien qu’il déplore la décadence de l’Empire, l'âge de l’empereur, assassinats en série des empereurs, costumes et nourriture ridicules, etc. Il entretient cependant des rapports plus ou moins amicaux avec Arthur et sa cour : repas avec Arthur et Léodagan, voyage à Rome avec la reine. Cela lui épargnera (de justesse) de se faire égorger par Lancelot au détour d’une forêt (Le Reclassement).
Devant la débâcle des troupes romaines de « Britannia », et malgré quelques tentatives de barouds d’honneur, il accepte progressivement l’idée de déserter de son poste de centurion. Il finira par prêter serment à Arthur pour devenir un seigneur de Bretagne, en échange du maintien d’une présence romaine « symbolique ». Cependant, la proposition de changer son nom pour le patronyme de Kay (la celtisation de « Caius ») ne l’enthousiasme guère (Le Déserteur).
Quoique vivant en Bretagne depuis dix-sept ans (Le Déserteur), il reste un citadin romain peu habitué à la vie à la campagne et au concept de féodalité. Il ne se satisfait guère de la bicoque que lui a donnée Arthur en guise de domaine et ne comprend pas à quoi peuvent bien rimer les sollicitations des paysans des environs à son encontre. Il faudra l’intervention d’Arthur et de Léodagan pour lui expliquer que les gens du peuple qui résident sur ses terres – ceux-là mêmes que Caius qualifie de « clodos » et de « connards » – sont désormais ses féaux (Seigneur Caius). Bien qu’il se soit déclaré attaché à sa femme et à ses enfants restés à Rome, il semble cependant vivre seul dans sa demeure.
Malgré sa désertion de l’armée romaine, Caius conserve une nostalgie du faste impérial. Arthur le retrouvera à plusieurs reprises dans un camp romain abandonné, en uniforme de centurion et allongé sur une couche, en train de savourer les restes de douceurs romaines (Le Camp romain, Fluctuat nec mergitur).
Dans le livre VI, on découvre qu’Arthur et Caïus se connaissent de longue date puisque 15 ans avant les événements des cinq premiers livres, ils étaient tous deux dans la milice urbaine de Rome.
Le personnage est absent du film Kaamelott : Premier Volet.
- Voir ses citations typiques sur Wikiquote.
- 1re apparition : Le Dernier Empereur (Livre I, épisode 56)

### Calogrenant roi de Calédonie
Interprété par Stéphane Margot.
Calogrenant est le roi de la Calédonie (l’actuelle Écosse). Dans le monde de Kaamelott, elle fait partie du royaume de Logres fédéré par le roi Arthur, bien qu’historiquement la Calédonie n’ait jamais été conquise par les Romains. Calogrenant représente donc une importante majorité au sein de la Table Ronde (quoique certains peuples calédoniens, tels les Pictes et les Scots, restent insoumis).
Décrit abusivement comme « le roi des cons » par Léodagan (confirmé par Arthur dans Dîner dansant, ou Lancelot dans Le Secret de Lancelot), dans ce dernier épisode, il se révèle être assez misogyne : selon Lancelot il se comporterait « comme un abruti » avec sa femme, lui imposant une ceinture de chasteté pendant son absence. Calogrenant n’en est pas moins assez pragmatique comparé à ses compagnons. Dans son propre royaume, il dîne avec ses ministres plutôt qu’avec sa famille. Il est également un pro-torture et préfère que les enfants passent du temps à la taverne plutôt qu'à apprendre la lecture. En somme, il apparaît plutôt comme réactionaire ou conservateur, avec les défauts de son époque, que véritablement stupide ou incompétent, surtout comparé à certains des autres chevaliers. Il prend les constantes disputes entre le roi Arthur et sa belle-famille avec fatalisme, n’y prêtant même plus attention (L’Assemblée des rois) autres chevaliers.
Maître d’armes, Calogrenant n’est pas pour autant très enthousiaste ou énergique quand il s’agit de se battre en duel (Le Duel) mais participe cependant souvent aux campagnes militaires menées par le royaume. Il est assez à cheval sur l’étiquette chevaleresque, et peut facilement s’offusquer si on insulte la Table Ronde (Le Chevalier femme). À noter que contrairement aux autres chevaliers, Calogrenant n’est pas chrétien (Amen).
À la suite d'une malencontreuse chute de cheval dans une flaque, qui fit rouiller les jambières de son armure, Calogrenant dut se couvrir les jambes d’une étoffe à carreaux pour rester présentable devant les autres chevaliers. Arthur doit alors déclarer qu'il s'agit du « costume officiel de la Calédonie » pour respecter les conventions de la Table Ronde, inventant ainsi le kilt (La Jupe de Calogrenant).
Dans Kaamelott : Premier Volet, Calogrenant a, semble-t-il, perdu son pouvoir en Calédonie et est installé dans une Carmélide démilitarisée aux côtés de Léodagan. Comme le Sanguinaire, il passe son temps à jardiner sans penser réellement à résister à Lancelot. Le retour d’Arthur pousse toutefois les anciens chevaliers à sortir de leur retraite et à se battre aux côtés de leur roi.
On découvre également que Calogrenant a un fils, Maclou, qui jardine à ses côtés en Carmélide.
- Voir ses citations typiques sur Wikiquote.
- 1re apparition : Le Duel (épisode pilote no 1)
  - Stéphane Margot fut également la doublure de Jacques Chambon pour la scène introduisant Merlin dans le livre VI, lorsque ce dernier chute d'un arbre[12].

### Dagonet
Interprété par Antoine de Caunes.

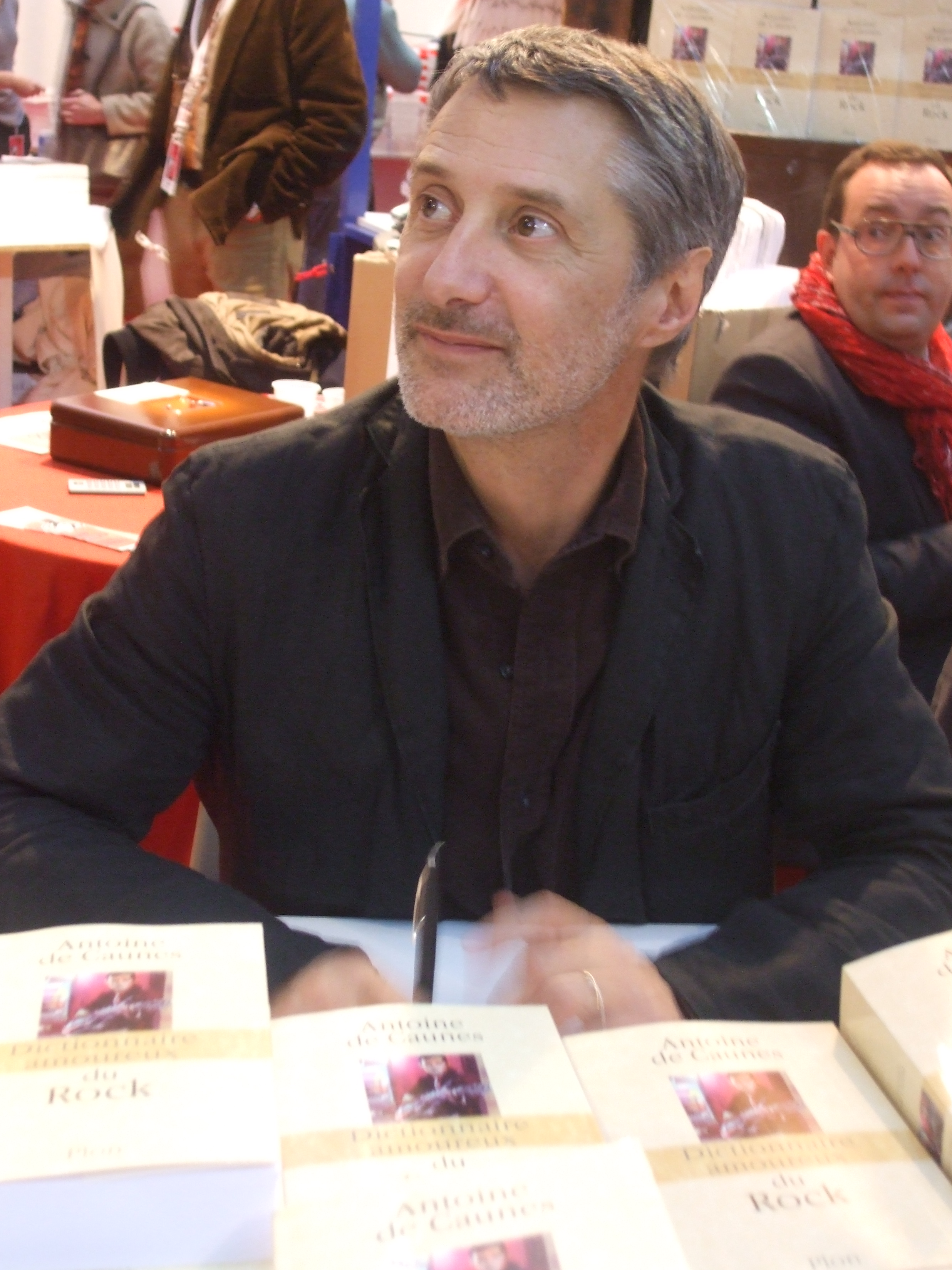
Antoine de Caunes, interprète de Dagonet

Le seigneur Dagonet est un chevalier occasionnel de la Table Ronde, qui n’apparaît que dans un épisode avant le Livre IV, où son rôle s’étoffe. Néanmoins, il est cité avant cela dans plusieurs épisodes par les autres personnages. Le roi lui rend parfois visite pour des conseils stratégiques (Unagi II).
Dagonet possède beaucoup de terres, à tel point qu'il ne sait même plus ce qui lui appartient ("Dagonet et le cadastre"; Kaamelott Premier Volet). Benet et un peu lent, il se laissera embarquer dans les combines du Roi Loth par la force des choses, sans vraiment comprendre ce qui se passe. Bien qu'il soit allié avec le Roi Loth et le Seigneur Galessin, aucun des deux ne l'apprécie. Loth le considère comme un débile, et Galessin est souvent profondément agacé par son manque de présence d'esprit. C'est aussi, à la base, un homme de parole, et vit assez mal l'idée de trahir Arthur, ce qui agace d'autant plus Loth.
Au début de la série, Dagonet contribue à la quête du Graal comme les autres chevaliers, notamment dans le Livre I où il revient d’un voyage en Judée à la recherche des descendants de Joseph d’Arimathie (De retour de Judée). N’étant guère plus doué que les autres chevaliers, ce périple se trouve essentiellement réduit à une excursion touristique.
Dagonet possède un domaine qui lui a été cédé par le roi en échange de son allégeance. Ce domaine, sur lequel Arthur installe son campement dans l’épisode Un bruit dans la nuit, est aussi celui sur lequel Lancelot établit son camp dans le Livre IV (Dagonet et le Cadastre). Dagonet se retrouve alors, bien malgré lui, mêlé au mouvement séparatiste de Lancelot à cause des machinations de Loth d’Orcanie. À la fin du Livre IV il espère, comme Galessin, rentrer dans les bonnes grâces d’Arthur en demandant son pardon.
Dans le Livre V, Dagonet est définitivement classé parmi les traîtres à la couronne de Bretagne, bien qu’il plaide avoir été impliqué contre sa volonté. Il est ensuite réduit à tenir le roi Loth, assigné à résidence, informé des nouvelles du royaume. Dagonet se fait ainsi fréquemment rabrouer par le roi d’Orcanie, aigri, qui ne perd aucune occasion d’humilier le chevalier – au point que celui-ci finit par « bouder » (Aux yeux de tous III). Il escortait, avec Galessin, le roi Loth et sa femme Anna à la taverne où s’étaient arrêtés Arthur et Guenièvre pour leur première nuit depuis qu’ils sont partis à la recherche des enfants d’Arthur. Mais ayant énervé Anna parce qu’il ne savait pas où ils allaient, il est sommé de sortir du chariot et est abandonné dans la nature en pleine nuit avec Galessin.
Dans le livre VI, on apprend que Dagonet s’étonnait de devoir obéir au roi. Il s’étonnait également qu’Arturus laissait partir les Romains quand on les capturait. Dans le dernier épisode, il est cité par Arthur parce qu’il a fait un rêve où il se retrouve dans son domaine.
Si son sort reste inconnu à la fin du Livre VI, on le retrouve dans Kaamelott : Premier Volet, parmi les membres de l’état-major de Lancelot avec le père Blaise, le roi Loth et le Jurisconsulte. Comme ces derniers, il est banni par Arthur à la fin du film.
- Voir ses citations typiques sur Wikiquote.
- 1re apparition : De retour de Judée (Livre I, épisode 27)

### Demetra
Interprétée par Caroline Pascal.
Demetra est l’une des maîtresses du roi Arthur. Bien qu’elle ne soit pas clairement la maitresse officielle, c’est celle que l’on voit le plus souvent. Consciente de sa condition, elle s’efforce de remplir son rôle et de satisfaire le roi, ce qu’elle semble bien réussir. Il est de notoriété publique à Kaamelott qu’après avoir passé du temps avec Demetra, le roi est aimable et détendu – alors qu’après avoir passé du temps avec Guenièvre, il est « agressif et cinglant » (Le Repos du guerrier).
Arthur apprécie généralement la compagnie de Demetra, même s’il se montre souvent un peu brusque avec elle, comme avec ses autres maîtresses. Elle cherche à se faire aimer de lui et aimerait bien être sa maîtresse préférée. Il lui arrive cependant de s’agacer lorsqu’elle trouve que le roi ne lui porte pas assez de considération. Elle entretient d’assez bons rapports amicaux avec la reine Guenièvre et les autres maîtresses du roi.
Dans le Livre IV, après le départ de Guenièvre, elle est la première à convoiter la place de la reine. Les autres maîtresses ont cependant les mêmes ambitions, et n’apprécient pas beaucoup que Demetra se considère d’office comme la favorite (Les Liaisons dangereuses). Ces intrigues seront contrariées par le « mariage » d’Arthur avec Mevanwi, puis par le retour de Guenièvre. Dans le livre V, elle est mariée à Yvain, mais refuse vite tout rapport physique, ne supportant pas les commentaires lourds du jeune homme pendant l’acte. Elle profitera d’ailleurs de la visite d’Arthur pour « remettre ça ».
- Voir ses citations typiques sur Wikiquote.
- 1re apparition : Le Garde du corps (Livre I, épisode no 6)

### Elias de Kelliwic’h
Interprété par Bruno Fontaine.
Absent des légendes arthuriennes (quoiqu’il se rapproche du personnage d’Éliavres présent dans l’histoire de Caradoc Freichfras), Élias de Kelliwic’h, dit « le Fourbe », est un enchanteur puissant et craint. Grand Enchanteur du Nord, meneur des loups de Calédonie, il est aussi pourfendeur du dragon des neiges. Il est initialement présenté dans le Livre I comme un magicien opportuniste n’hésitant pas à menacer de lancer des calamités sur le royaume si on ne lui donne pas ce qu’il demande (Les Défis de Merlin). Il a aussi une fois mis en garde Arthur contre la colère de l’Esprit des loups, exigeant le sacrifice de la reine Guenièvre pour l’apaiser (Le Sacrifice).
Élias s’est avéré un enchanteur très doué, techniquement et commercialement, sachant fabriquer de nombreuses potions. Il est l’auteur, notamment, de la potion de toute-puissance et du sort de souffle mortel. Régulièrement consterné par la nullité de Merlin, il voudrait bien remplacer ce dernier au poste d’Enchanteur de Bretagne (dès l’épisode L’Imposteur du Livre I).
Le Livre III marque le début d’une coopération difficile entre Élias et Merlin, le roi l’ayant appelé à l’aide pour repousser les envahisseurs. Dans le Livre IV, les frictions entre les deux enchanteurs sont de plus en plus fréquentes, car ils s’insupportent mutuellement. Leurs disputes restent cependant assez infantiles. Élias abuse de sa nouvelle position en se faisant payer par le royaume d’onéreux composants de sorts et de potions (Le Privilégié). Il va jusqu’à se métamorphoser en Arthur par magie pour être sûr de se voir allouer plus de crédits (L’Usurpateur). Son objectif est uniquement de s’en « coller plein les fouilles », et il se contente surtout de fournir « tous les mous de la tige du pays breton » en potions de virilité. Il est considéré par Merlin comme un « salopard arriviste et cupide qui n’a pas deux ronds de moralité ».
Dans le Livre V, Mevanwi vient demander conseil aux enchanteurs pour apprendre la magie. Élias, toujours avide, accepte volontiers de lui enseigner, bien qu’il soit parfaitement conscient que la femme de Karadoc est essentiellement motivée par la vengeance (La Sorcière). Merlin, lassé des éternelles brimades de son collègue, finit par quitter Kaamelott, laissant Élias seul au poste d’Enchanteur de Bretagne (La Démission).
Dans Kaamelott : Premier Volet, Élias est membre de la Résistance et vit en Carmélide, dans la demeure de Léodagan et Séli. Comme cette dernière, il voudrait résister, mais est impuissant à cause de la démilitarisation de la Carmélide et l’inactivité de Léodagan, qui préfère bêcher son jardin plutôt qu’échafauder des plans de résistance. Il participe à l’assaut des Burgondes à la fin du film.
- Surnoms : Grand Enchanteur du Nord, le Fourbe
- Voir ses citations typiques sur Wikiquote.
- 1re apparition : Les Défis de Merlin (Livre I, épisode no 15)

### Galessin Duc d’Orcanie
Interprété par Alexis Hénon.
Galessin, Duc d’Orcanie, est un chevalier de la Table Ronde présent à la majorité des réunions. De caractère désinvolte, cynique et blasé, il se définit lui-même comme un fouille-merde et semble prendre la parole aux réunions de la Table Ronde uniquement pour railler ses camarades ou semer la discorde. Sarcastique, il a la repartie acerbe facile, surtout envers Lancelot – dont l’attitude hautaine, l'envie de trop bien faire et le souci exagéré de son physique énervent le duc. Son épithète favorite pour le Chevalier du Lac est « lèche-pompes ». Il ne semble pas incompétent ou idiot (il est, au même titre qu'Arthur ou Léodagan, rapidement agacé par les comportements stupides), il est simplement très apathique. La quête du Graal est loin de le passionner, et, comme il aime à le rappeler, il est juste là pour faire son travail, ni plus ni moins. Solitaire, il n'est proche d'aucun chevalier, pas même d'Arthur, et est uniquement fidèle au Roi Loth. Il a une bonne ouïe qui lui permet de repérer rapidement des bruits de pas en cas de danger, et est capable de donner des conseils avisés, bien qu'il soit rarement écouté.
Arthur fit appel à lui pour fournir Kaamelott en chiens de guerre ; malheureusement, Galessin l’informa que le dressage des chiens était tombé en désuétude en Orcanie, et que la spécialité à ce jour était plutôt les friands à la saucisse, qu'il apprécie beaucoup (Les Chiens de guerre)
Dans le Livre IV, Galessin trahit la couronne au profit de la cause de Lancelot, devenant son premier lieutenant (Le Traître), sous l’impulsion du roi Loth d’Orcanie dont il est le vassal (Dagonet et le Cadastre). La cohabitation entre les deux chevaliers reste difficile, Galessin et Lancelot ne s’appréciant toujours pas beaucoup. Cependant, Galessin se montre compétent, et est souvent de bons conseils pour Lancelot qui l'écoute rarement. Il semble se soucier de sa sécurité.
Dans l’épisode final du Livre IV, Le Désordre et la Nuit, constatant l’échec de Lancelot, Galessin compte demander le pardon du roi Arthur pour sa trahison – bien qu’il se fasse peu d’illusions de pouvoir encore un jour s’asseoir à la Table Ronde.Il se défend en disant qu'il n'a fait qu'obéir aux ordres de son roi.
Dans le Livre V, Galessin demeure fidèle à Loth et reste à ses côtés durant leur assignation à résidence. On apprend au passage que Galessin a participé bien à contre cœur au meurtre du père de Loth des années auparavant, montrant l’étendue de sa fidélité envers son roi (Hurlements). Cela ne l’empêche pas, néanmoins, de tenter de retirer Excalibur du rocher alors que Loth ne lui avait pas permis (La Promesse).
Sa relation avec le Roi Loth est pourtant loin d'être enviable. En effet, Loth se montre continuellement sarcastique et consescendant à son égard, lui reprochant majoritairement son "train de vie de noix de saint jacques". Galessin encaisse les remarques sans rien dire.
Loth lui reproche également sa capacité à s'emerveiler pour un rien, ce qui est assez contradictoire avec sa personnalité blasée.
Il escortait, avec Dagonet, le roi Loth et sa femme Anna à la taverne où s’étaient arrêtés Arthur et Guenièvre pour leur première nuit depuis leur départ à la recherche des enfants d’Arthur. Mais Dagonet ayant énervé Anna parce qu’il ne savait pas où ils allaient, ils sont sommés tous deux de sortir du chariot et abandonnés dans la nature en pleine nuit.
Dans le Livre VI, Galessin est le bras droit du roi Loth d’Orcanie. Il vient avec lui au conseil organisé par Léodagan de Carmélide, dans lequel Loth le désigne comme éclaireur des Vandales pour attaquer la Bretagne en guerre contre Rome. À la suite de cet échec, il va se faire recruter chevalier de la Table Ronde.
Dans Kaamelott : Premier Volet, Galessin est au service de Lancelot, tout comme Loth et Dagonet. On peut supposer qu’il se fait bannir avec les fidèles de Lancelot à la fin du film.
- Voir ses citations typiques sur Wikiquote.
- 1re apparition : Dies iræ

### Gauvain
Interprété par Aurélien Portehaut.
Gauvain, jeune chevalier de la Table Ronde, est le neveu d'Arthur et le fils du roi Loth d’Orcanie et d'Anna de Tintagel.
Très respectueux envers son oncle, il lui obéit sans faille et souhaite ardemment qu’il soit fier de lui (Le Guet). Il est le meilleur ami d’Yvain dont il partage la peur maladive et les attitudes, souvent étonnantes, de véritables adolescents (Les Tuteurs, La Relève). Malgré tout, c’est une personne de bonne volonté car il aspire à être digne de son oncle en accomplissant ses missions avec enthousiasme, même si elles aboutissent toutes à la catastrophe. Gauvain est aussi caractérisé par l’usage de nombreux mots de registre soutenu (qu’il ne comprend pas toujours) et par son hypercorrection.
Gauvain semble avoir un don pour trouver des surnoms abominables, pour lui et son comparse Yvain. Insistant d’abord pour être appelé « le Chevalier au Pancréas » malgré la ferme opposition de son père (La Rémanence), il trouvera plus tard le sobriquet idéal pour son binôme avec Yvain : « les Petits Pédestres » – là encore suscitant de vives critiques (Le Grand Départ).
À eux deux, Yvain et Gauvain forment un duo comique dont l’inexpérience et l’incompétence n’ont rien à envier à celles de Perceval et Karadoc. Leurs « exploits chevaleresques » incluent, entre autres, de s’être fait déféquer dessus par un dragon (La Fureur du dragon), de finir en prison pour avoir écrit « Mort au roi ! » sur un mur (Les Mauvaises Graines), de s’être infligé seuls un vertige atroce en tournant comme des toupies durant l’exploration d’un dédale (Trois cent soixante degrés), ou de s’endormir en plein tournoi au cours d’un duel à mort (Morituri). Cependant Gauvain semble un peu plus compétent que son ami Yvain, réussissant à forcer un coffre de pièces d’or lors d’une mission avec Arthur (Le Guet), et ayant un vocabulaire plus riche que celui d’Yvain.
Dans le Livre IV, malgré la réticence d’Arthur à leur confier un quelconque poste à responsabilité, ils se voient attribuer quelques missions, comme la surveillance d’une tour de guet sur le littoral (Les Tuteurs II, La Permission) ou la garde de la grande porte de Kaamelott (La Réaffectation). Dans les deux cas, leur vigilance laisse sérieusement à désirer.
À mesure que la trahison du roi Loth envers la couronne de Bretagne devient une évidence, Gauvain se retrouve confronté à un cruel dilemme. Sommé de choisir entre son père et son oncle, il tente (maladroitement) de trouver une échappatoire (Le Choix de Gauvain).
Dans le Livre V, Arthur, en accord avec Loth, et parce qu’il ne veut pas considérer son neveu comme un traître, lui propose de fonder son propre clan autonome avec son ami Yvain, ce qu'il accepte.
On ne le revoit que dans le 9e et dernier épisode du Livre VI (Dies iræ) : il est fait prisonnier par les hommes de Lancelot mais est finalement secouru par Bohort.
Dans Kaamelott : Premier Volet, Gauvain est membre de la résistance de Gaunes aux côtés de Bohort et Lionel. On découvre qu’il a également un frère, Gareth, qui est aussi dans la Résistance. Toutefois, il n’est pas précisé si Gareth et Gauvain sont frères ou demi-frères (Gareth ne dit pas si sa mère est bien Anna de Tintagel).
- Surnom : le Chevalier au Pancréas, le chevalier au Lion
- Voir ses citations typiques sur Wikiquote.
- 1re apparition : Le Duel (épisode pilote no 1)

### Grüdü le garde du corps viking
Interprété par Thibault Roux.
Grüdü est un guerrier viking venu en Bretagne avec son chef, Sven, pour intimider Arthur (L'invasion viking et Le garde du corps). Sven a dû le choisir parce que Grüdü a été élevé par les ours polaires (Le garde du corps), pèserait dans les 300 livres (La queue du scorpion) et par conséquent, c’est son guerrier le plus endurci. Sven a peut-être laissé Grüdü en Bretagne et c’est ainsi que Lancelot l’a rencontré et en a fait le garde du corps d’Arthur. Si jamais il s’énerve, il est conseillé de lui donner de la viande crue pour le calmer.
Intellectuellement très limité, Grüdü n'est capable de comprendre que les ordres les plus simples, et se sent particulièrement à l'aise lorsqu'il s'agit de frapper sans réfléchir. Grüdü est un garde du corps zélé, totalement dévoué au roi, au point de ne pas hésiter à menacer les maîtresses ou la reine si elles approchent Arthur de trop près, menaçant de leur « défoncer leurs gueules » (Le Garde du corps), ou à tuer de malheureux serviteurs qui rôderaient la nuit autour de la chambre du roi (L’Assassin de Kaamelott). Grüdü est extrêmement borné et n’abandonne jamais son poste – même lorsque la situation l’exige ou qu’il en reçoit l’ordre direct (L’Assemblée des rois). Dans l’épisode Le fléau de Dieu II, il est grossièrement déguisé en femme quand Attila veut « la plus belle femme de Kaamelott ».
Sous ses dehors de brute épaisse, il laisse cependant parfois apparaître une âme d’enfant (Pupi).
- Voir ses citations typiques sur Wikiquote.
- 1re apparition : L’Invasion viking (épisode pilote no 2).
- Anne Girouard : Le Repas de famille (épisode pilote no 7)

### Guethenoc le paysan
Interprété par Serge Papagalli.
Guethenoc est l’incarnation même de l’agriculteur breton (mais avec un fort accent dauphinois à nuances matheysines), râleur et révolté. Il est à la tête de la plupart des révoltes paysannes de Kaamelott (La Révolte, La Révolte II). Un habitué des séances de doléances, il y viendrait « deux fois par semaine » d’après Arthur. Guethenoc est ainsi « plus têtu que ses bourriques » selon sa fille Madenn (que l’on croit enceinte du roi, dans l’épisode La Coccinelle de Madenn, ce qui sera démenti dans le Livre V - le long métrage - Madenn étant déjà enceinte avant d’être la maîtresse d’Arthur).
Guethenoc, bien que se plaignant constamment des difficultés rencontrées et de la dureté de son travail, est un paysan riche. En effet, toujours selon sa fille Madenn : « Il en a jusqu’au nez, du pognon ! » Il chapeaute une bonne partie des terres agricoles entourant Kaamelott, plante des vergers jusqu’à Tintagel (Le Jour d’Alexandre) et prodigue même des conseils aux paysans calédoniens (L’Ambition).
L’ennemi juré de Guethenoc est un autre paysan : Roparzh. Les deux agriculteurs se menacent ouvertement, devant le roi ou ailleurs, souvent à cause d’histoires d’animaux tués (Feu l’âne de Guethenoc, Feue la vache de Roparzh, Feue la poule de Guethenoc) et en viennent régulièrement aux mains. Toutefois, ils sont capables de mettre leurs différends de côté pour servir la cause paysanne (Spiritueux, Le Plat national, La Révolte III…).
Dans le Livre IV, la vendetta entre les deux paysans atteint des proportions inégalées. Des feux allumés par chacun sur le domaine respectif de l’autre entraînent un énorme incendie visible jusqu’à la côte, et détruisant une moitié de la forêt. Excédé, Arthur les menace de leur retirer leurs terres s’ils ne mettent pas fin à ces querelles (L’Entente cordiale).
Il apparaîtra cependant, notamment dans le Livre V, qu'il existe une forme de jovialité dans leur relation tumultueuse et que Roparzh s'invite souvent chez son rival pour déjeuner, ce que Guethenoc semble accepter bien que leur langage l'un envers l'autre reste constamment particulièrement fleuri (Jizô).
Dans Kaamelott : Premier Volet, Guethenoc est toujours paysan et subit les dommages du règne de Lancelot, qui appauvrit et terrorise le peuple, amenant les paysans proches de la révolte. Les années n’ont toutefois pas changé ses rapports avec son voisin Roparzh, avec lequel il continue de se disputer. Guethenoc a également perdu son épouse, Vouga, et s’est remarié par la suite.
Bien que cela n’ait pas été exploité ultérieurement, dans l’épisode pilote Le Chevalier femme, le Père Blaise annonce être le neveu de Guethenoc.
- Voir ses citations typiques sur Wikiquote.
- 1re apparition : La Coccinelle de Madenn (Livre I, épisode no 43)

### Kadoc

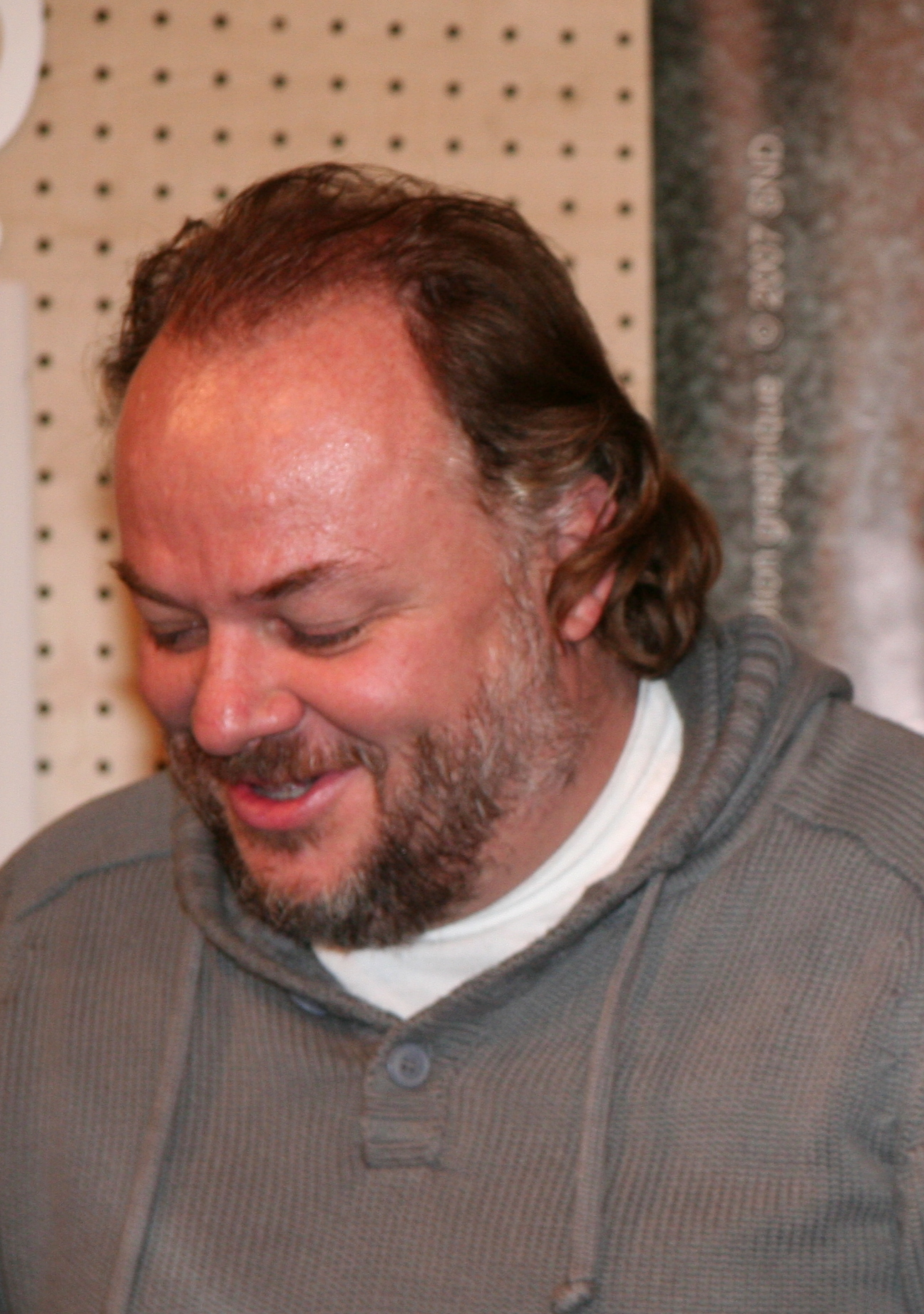
Brice Fournier, interprète de Kadoc

Interprété par Brice Fournier - 18 épisodes.
Kadoc est le frère du chevalier Karadoc. Il a la particularité de ne jamais dormir, ce qui, selon les druides, explique son retard mental considérable et le fait qu'il lance au détour de ses conversations avec les chevaliers, des phrases sans queue ni tête. S’évanouissant quand on lui explique « des machins techniques », Kadoc passe son temps à la ferme de sa tante, à Vannes. La tentative de Karadoc pour l’enrôler dans les archers a été plutôt infructueuse, s’étant soldée par Kadoc tirant une flèche dans le bras de Léodagan (O’Brother). Ses venues à Kaamelott causent souvent de fâcheux quiproquos, comme le lancement d’une vague de révolte de l’armée contre Arthur (Witness). Kadoc est imbattable au Jeu du caillou, qui consiste à lancer des cailloux les uns après les autres. Il semble également connaître quelques bases du combat à l'épée (Le Paladin).
Dans le livre V, il rejoint le clan autonome de son frère Karadoc, et devient le Seigneur Kadoc, chevalier de la Table Ronde lorsque son frère prendra le pouvoir en devenant régent. Dans le livre VI, Kadoc fait de nouveau des apparitions, son frère lui ayant demandé de veiller sur Mevanwi pour que celle-ci ne côtoie pas d’autres hommes en son absence. Anecdote : on le voit en effet donner un grand coup à un prétendant de Mevanwi dans le livre VI, dans une scène improvisée dans laquelle c'est Alexandre Astier lui-même qui joue ce rôle mineur de quelques secondes.
Dans Kaamelott : Premier Volet, il est toujours membre des Semi-Croustillants avec son frère et Perceval.
- Voir ses citations typiques sur Wikiquote.
- 1re apparition : O’Brother (Livre II, épisode no 41)

### La Dame du Lac
Interprétée par Audrey Fleurot.

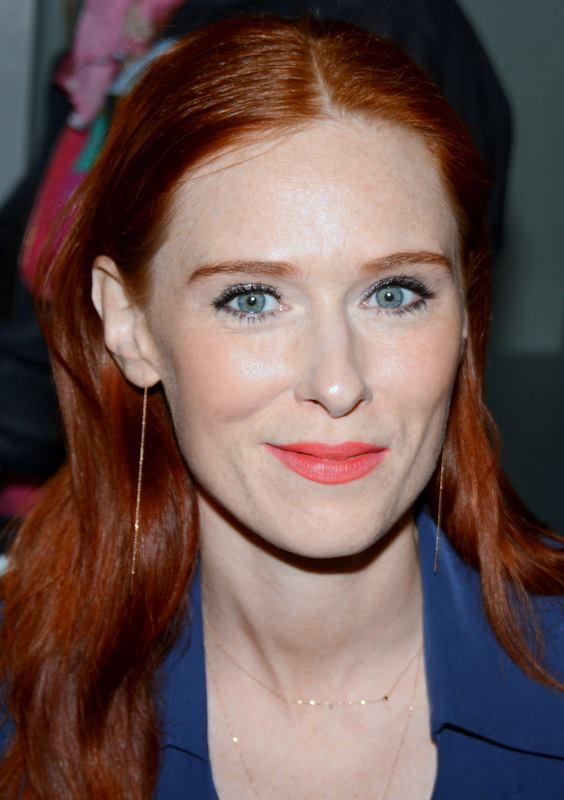
Audrey Fleurot, interprète de la Dame du Lac, en 2014

La Dame du Lac (surnom de la Fée Viviane) est un messager des Dieux. Envoyée pour lui confier la quête du Graal, seul Roi Arthur  peut la voir, l’entendre et converser avec elle. Ceci provoque parfois de malheureux quiproquos, comme dans l’épisode Le Sixième Sens où elle parle au roi en présence de Perceval et Karadoc. Ses apparitions soudaines tendent à faire sursauter Arthur aux moments les plus inopportuns.
Dans l’épisode Aux yeux de tous, lasse d’être considérée comme un mythe, la Dame du Lac décide de se montrer au grand jour – mais sous les traits de Bohort déguisé en Romain. Cela peut être fait exprès, mais elle pourrait également avoir quelques problèmes à contrôler sa magie, à l’instar de Merlin. Par exemple, dans l’épisode Aux yeux de tous II, elle apparaît tour-à-tour et involontairement à Kay, Lancelot, Léodagan et Perceval – mais plus à Arthur. Et dans l’épisode Stargate, sa « Porte du Chaos », supposée transporter les pires créatures de l’univers à Kaamelott, ne va pas plus loin que le poulailler du château. On peut voir un double sens à la scène : soit la magie de la Dame du Lac est défectueuse, soit elle a bien envoyé les pires créatures de l'univers qui seraient les habitants de Kaamelott.
La Dame du Lac confie souvent à Arthur des missions annexes, comme de tuer des monstres et de retrouver des trésors dans quelques souterrains sinistres (Le Labyrinthe, La Grotte de Padraig, La Voix céleste, Mission). Cependant, entre ses explications pas toujours très claires et le manque de patience du roi, cela tourne fréquemment au fiasco. Elle peut aussi fournir à Arthur des informations plus générales sur la mythologie du monde de Kaamelott (La Blessure mortelle, La Corne d’abondance, Excalibur et le Destin), mais là encore son timing laisse souvent à désirer.
Dans le Livre IV, la fuite de Guenièvre, la désertion de Lancelot et l’abandon de la quête du Graal poussent les dieux à la tenir responsable de l’indiscipline d’Arthur. Ceux-ci la bannissent donc, en la rendant humaine et mortelle. Socialement inadaptée au monde des hommes et au plan physique (en effet, elle ne sait pas comment manger, boire ou s’habiller), elle se réfugie auprès d’Arthur, qui accepte de la cacher dans son château et de garder sa présence secrète auprès des autres habitants de Kaamelott (La Révoquée). La reprise de la quête du Graal et le retour de Guenièvre sont manifestement les seules conditions que les dieux accepteront pour rendre à la Dame du Lac sa condition de déesse.
Dans le Livre V, la Dame du Lac déchue préfère quitter Kaamelott plutôt que de continuer à vivre dans une remise au château. Mais elle rencontre Méléagant (le premier à l’appeler par son vrai nom, « Viviane ») qui la conduit à Lancelot. Celui-ci ne la reconnaît pas immédiatement, mais leur relation (déjà suggérée dans l’épisode du Livre III Aux yeux de tous II) est finalement révélée : Viviane a été la « nourrice » du Chevalier du Lac dans sa petite enfance, avant que les dieux ne choisissent Arthur comme « Élu » à sa place (Aux yeux de tous III).
Dans le Livre VI, la Dame du Lac est envoyée auprès d’Arthur par les Dieux païens pour lui remémorer son passé, ses origines et son destin de Roi de Bretagne.
Dans Kaamelott : Premier Volet, la Dame du Lac est toujours bannie et prisonnière de son enveloppe mortelle. Elle retrouve Arthur près du rocher d’Excalibur et l’exhorte à reprendre son épée. Elle aide alors l’ancien roi à gagner l’accès au rocher en jouant au « Robobrole », un jeu du Pays de Galles sous les directives de Perceval.
- Voir ses citations typiques sur Wikiquote.

### Le maître d’armes
Interprété par Christian Bujeau.

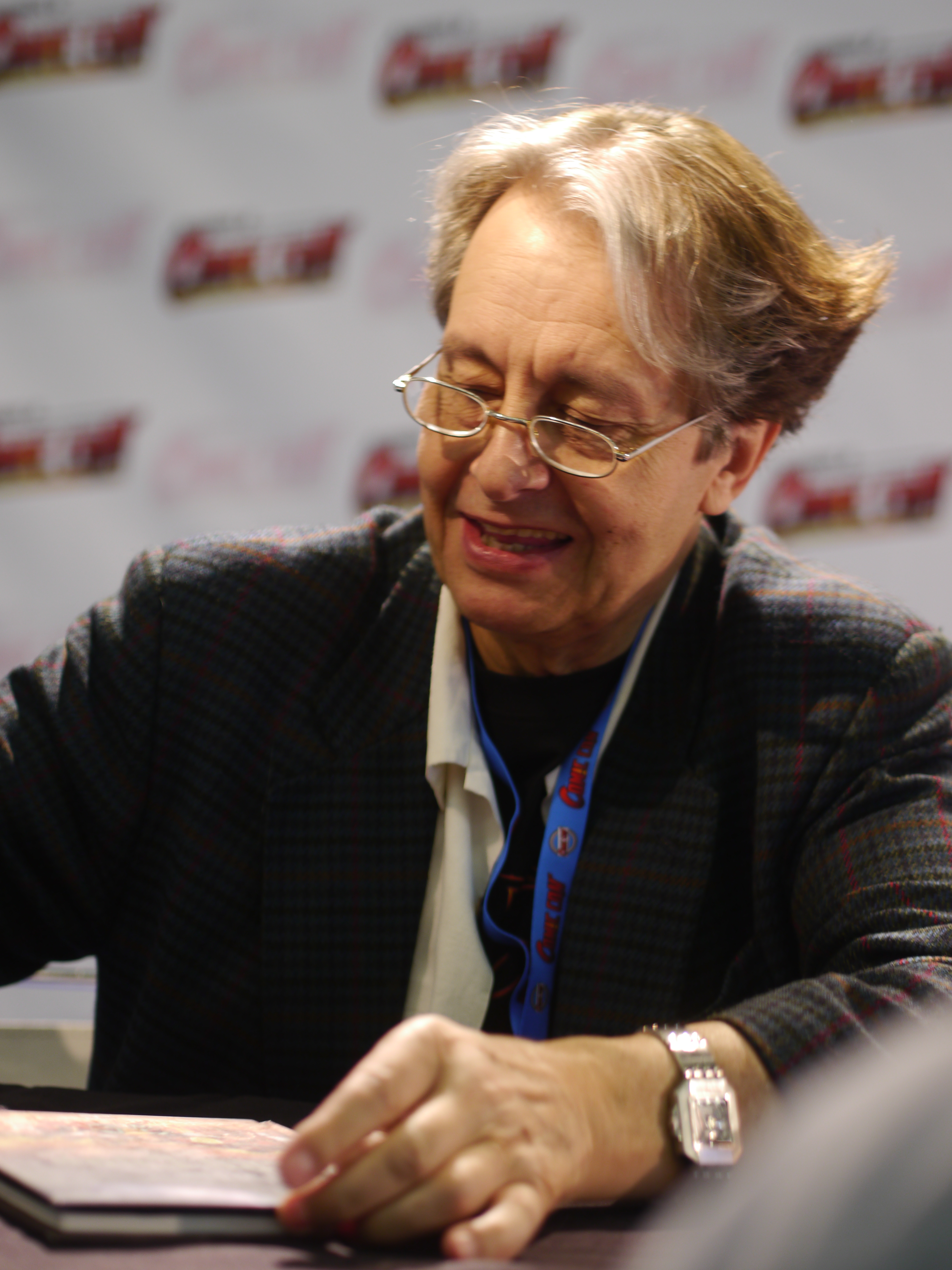
Christian Bujeau, interprète du Maître d'armes

Le maître d’armes, surnommé aussi « Le Cavalier Courage » par le peuple, est un ancien serviteur du roi Loth (il fut également un serviteur du roi Ban), devenu entraîneur officiel du roi Arthur. Il fait preuve d’une rigueur exemplaire en ce qui concerne l’hygiène corporelle, en suivant un régime alimentaire strict (Corpore Sano) et en s’entraînant souvent à l’épée. Il avoue cependant s’être très ponctuellement adonné à la boisson de façon excessive, ce que l'on peut constater dans le livre VI à la Villa Aconia. Il est parfois las de cette discipline de vie, et il lui prend l’envie de boire, s’empiffrer et se payer des filles.
« Fils d’unijambiste », le maître d’armes possède une méthode d’entraînement spectaculaire, à base d’insultes et de duels (Le Maître d’armes, Les Classes de Bohort, Excalibur et le destin).
D'une fidélité et d’un dévouement sans bornes pour le roi Arthur, il a de la peine à croire que celui-ci ait pu échanger son épouse (Les Curieux).
Alors que la Table Ronde se trouve désertée au cours du Livre V, il s’y retrouve admis, étant l’un des seuls personnages un peu capables, bien qu’il ne se sente finalement que peu concerné par l’avenir du royaume. Il ne démontre pas toujours un enthousiasme débordant quand il s’agit de participer aux réunions ou porter des messages. Il n’hésite jamais à affirmer sa désapprobation, et tient tête au seigneur Léodagan, régent temporaire, ne pouvant supporter son autoritarisme et son illégitimité.
Le livre VI montre qu’il était un de ceux prêts à escorter le futur roi de Bretagne. Il assista au mariage secret d’Arthurus et de dame Aconia.
Le personnage est absent du film Kaamelott : Premier Volet.
- Voir ses citations typiques sur Wikiquote.
- 1re apparition : Le Maître d’armes (Livre I, épisode no 09)

### Le tavernier
Interprété par Alain Chapuis.
Le tavernier, dont le vrai nom n’est jamais dévoilé, est le propriétaire de la taverne du village qui environne Kaamelott. Elle fut fondée par son père qui est mort depuis. Cet établissement est à la fois un restaurant, un débit de boissons alcoolisées (cidre, vin) ou non (lait de chèvre), et un relais-voyageur. Il est doté d’un nombre apparemment assez important de chambres, servant aussi parfois de maison de passes. Il y reçoit quotidiennement, au grand dam du roi, les chevaliers Perceval et Karadoc, ce qui le réjouit car, selon lui, ils apportent du « prestige » à son établissement, les « clodos » et les « ramasse-merde » constituant l’essentiel de sa clientèle, même s’il lui arrive de recevoir des marchands ou des voyageurs. Il est relativement bien fréquenté, Perceval lui affirmant que dans les deux heures qui précèdent le coucher du soleil, il y a une moyenne de 8,422 clients attablés (Sept-cent-quarante-quatre). Il entretient avec eux des relations amicales : tous les trois jouent parfois en fin de soirée à des jeux de société, comme le cul-de-chouette même si la plupart du temps, il s’agit de jeux du Pays de Galles dont seul Perceval comprend les règles (Perceval relance de quinze, Perceval et le Contre-sirop, Perceval chante Sloubi). Cette amitié n’empêche pas le tavernier de tenter parfois d’arnaquer Perceval et Karadoc, dans de pseudo-combats de chiens (Les Paris, Les Paris III) ou en s’alliant à un tricheur professionnel (La Baraka).
Le tavernier se plaint parfois de mener une existence difficile – notamment à cause des taxes qu’il tente souvent de ne pas payer – et n’hésite pas, lorsqu’il ne se croit pas entendu, à critiquer le gouvernement (par exemple dans Vox populi ou L’Escorte II). Mais il se montre nettement plus respectueux lorsqu’il a conscience d’être face au roi lui-même (Un Roi à la taverne II), ne craignant pas de critiquer le « bas-peuple » qui fréquente sa taverne, alors qu’il n’apprécie guère plus la vue des bourgeois, admettant n’avoir jamais mis les pieds à Kaamelott. Il importe du vin illégalement, et en fait fabriquer pour lui-même « en sourdine ». Il se livre aussi au proxénétisme, concurrençant Venec. Il propose les services de jeunes filles (ou garçons) dans une de ses chambres à Perceval, (L'Habitué) celui-ci refusant au motif que « à chaque fois il lui refile des clodos ».
Perceval et Karadoc attirent parfois des ennuis au tavernier, notamment dans le Livre IV, où ce dernier, peu après leur avoir servi du vin grec prohibé, se voit enfermé dans les prisons de Kaamelott, dénoncé involontairement par les deux chevaliers (Le Traître). Il monnaiera alors sa liberté en livrant à Arthur une description du premier lieutenant de Lancelot.
Le principal problème du tavernier réside en « l’ardoise » de Perceval et Karadoc, qui finit par dépasser la valeur de son auberge (stocks et terrain compris – Les Endettés). Pour effacer l’ardoise, il leur demandera de travailler pour lui gracieusement à la taverne pendant tout le temps nécessaire (entre trois et cinq ans), le Roi  ayant catégoriquement refusé de rembourser leur astronomique « dette de bistrot ». Il se livreront donc, bon gré mal gré, aux tâches ingrates du ménage, de la vaisselle, avant que le tavernier ne les laisse s’occuper aussi du service. L’appétit et la fainéantise des deux chevaliers, rend néanmoins leur travail peu rentable par rapport au coût du gîte et du couvert (Le Dernier Recours). Pour résoudre ce dilemme, le tavernier se voit proposer de faire de son auberge, le quartier général du nouveau clan autonome monté par Perceval et Karadoc (La Sorcière). Après quelques réticences, il finira par accepter ce marché. Il se réjouira même de la fulgurante augmentation de son chiffre d’affaires, notamment durant l’arrivée massive des quatre coins du monde d’aventuriers venus tenter de retirer Excalibur du rocher ou se faire recruter au sein de l’hétéroclite « compagnie de dégénérés » qui formera l’armée du clan.
À la fin du Livre VI, l’auberge est envahie par les hommes de Lancelot qui recherchent et tuent les chevaliers.
Dans Kaamelott : Premier Volet, le tavernier est allié aux Semi-Croustillants et voit avec bonheur son auberge, complètement en ruines au début du film, être reconstruite après le retour d’Arthur sur le trône.
- Voir ses citations typiques sur Wikiquote.
- 1re apparition : Le Sixième Sens (Livre I, épisode no 12)

### Les jumelles du pêcheur: Aziliz et Tumet
Interprétées par Alexandra Saadoun et Magali Saadoun.
Tumet (prononcé « Toumette ») et Aziliz, plus souvent appelées « les Jumelles du pêcheur », sont toutes deux des maîtresses d’Arthur.
Elles illustrent bien le goût du roi pour les Latines, brunes aux longs cheveux. Ce sont de vraies jumelles, mais Arthur parvient cependant à les différencier. D’après lui, elles n’auraient pas exactement le même caractère : Tumet serait plus tendre, et Aziliz plus charnelle.
Aziliz et Tumet s’entendent bien avec Demetra et Guenièvre, avec qui elles échangent souvent des potins. Un gag récurrent concernant les Jumelles du pêcheur est que, pour l’ensemble de leurs apparitions jusqu’au Livre IV, on les voyait toujours toutes les deux dans un lit, sans aucune exception. Si elles apparaissent la première fois dans un épisode du Livre II, il est à noter que les jumelles sont citées dès le Livre I.
L’épisode Les Liaisons dangereuses révèle que les Jumelles du pêcheur sont chronologiquement les premières maîtresses du roi, qui est « tombé sur elles sur la plage » en rentrant de l’armée romaine.
Dans le Livre IV, à la suite du départ de Guenièvre, elles convoitent (ensemble) la place de la reine, prévoyant d’écarter toutes les autres maîtresses qui la convoitent aussi.
Dans le livre V, Arthur part à la recherche des jumelles au phare de leur père, ayant entendu Guethenoc dire que l'une d'elles serait enceinte.
- Voir leurs citations typiques sur Wikiquote.
- 1re apparition : Les Jumelles du pêcheur (Livre II, épisode no 17)

### Lionel de Gaunes
Interprété par Étienne Fague.

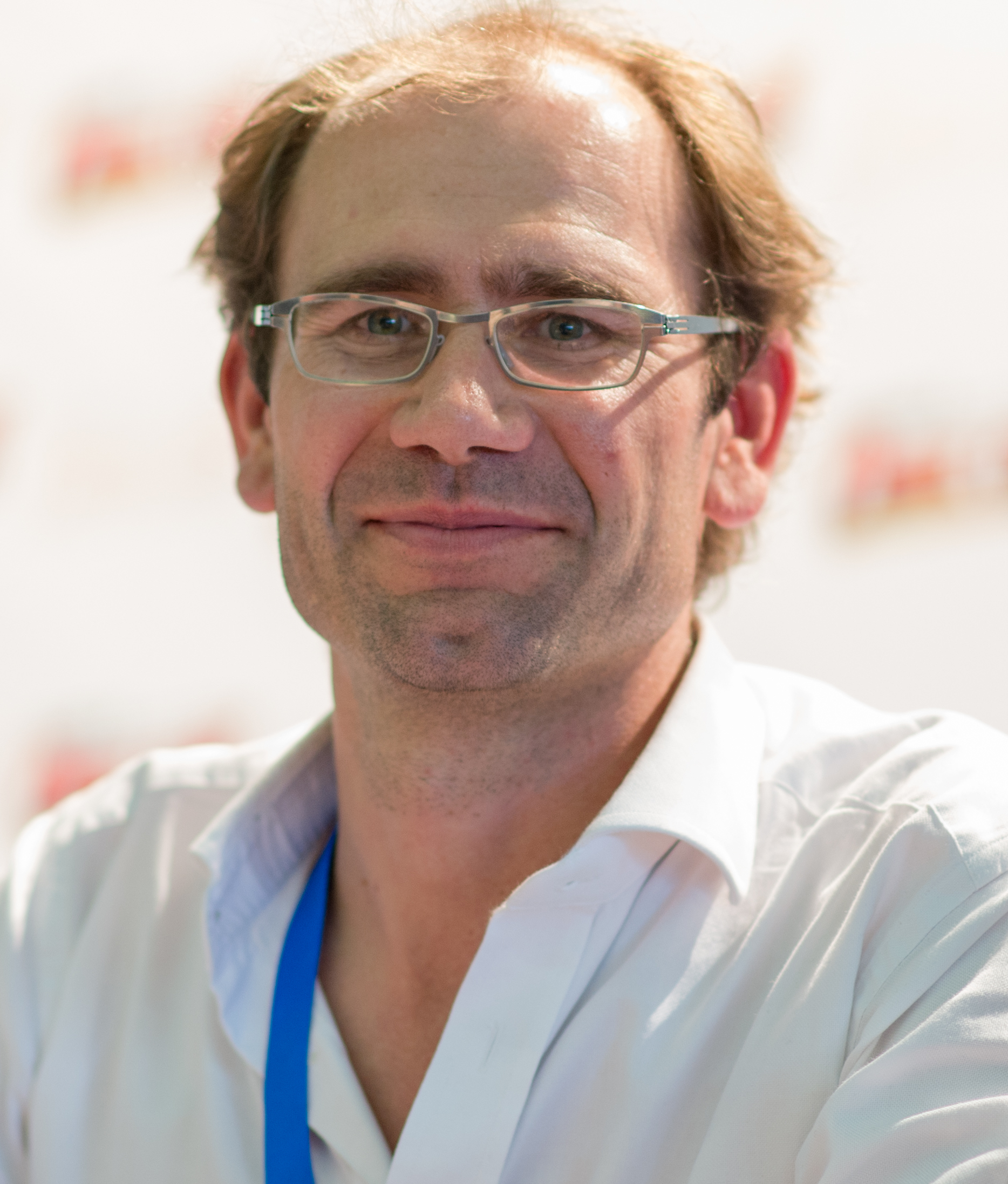
Étienne Fague, interprète de Lionel de Gaunes

Lionel de Gaunes est le frère cadet de Bohort. Il apparaît durant le Livre V. Réputé encore plus sensible et couard que son frère, il sera appelé à la Table Ronde sous l’impulsion de ce dernier alors que l'union des chevaliers se délite et que des clans indépendants se créent. Il sera attaqué, puis épargné par son cousin Lancelot sur le trajet de Kaamelott.
C'est sur ses conseils que sera appelé le Jurisconsulte afin de mettre un terme à la situation où le royaume de Logres n’a plus de dirigeant. Lionel sera envoyé en garnison avec son frère dans une tour anciennement désaffectée, sur les ordres du régent Léodagan, où il finit d’ailleurs par tirer une flèche sur Lancelot du Lac. Après cette première expérience, il deviendra bien plus courageux, voulant tirer sur quiconque marchant sur le sentier.
Dans Kaamelott : Premier Volet, Lionel est membre de la résistance de Gaunes avec son frère et Gauvain.
- 1re apparition : Le Dernier Jour (Livre V, épisode no 24)

### Loth d’Orcanie
Interprété par François Rollin.

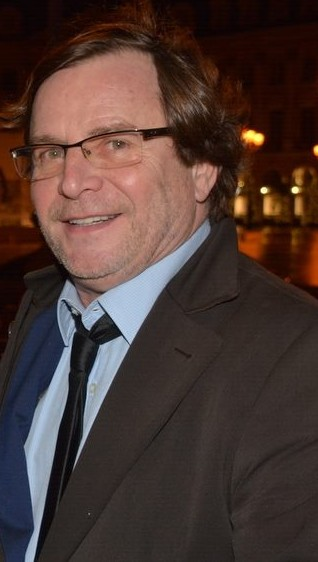
François Rollin, interprète du roi Loth

Loth, roi d’Orcanie (les actuelles Orcades), est le suzerain de Galessin, le père de Gauvain et le mari de la volage Anna, demi-sœur d’Arthur. Il qualifie lui-même celle-ci de « grosse salope », mais néanmoins jamais devant elle (excepté dans l’avant-dernier épisode de la saison VI), au contraire d’Arthur qui n’hésite pas à l’insulter en sa présence.
Les légendes bretonnes le décrivent comme un roi-magicien, et ce détail est repris dans la série, Loth étant capable de projeter des éclairs du bout de ses doigts (L’Assemblée des rois 2e partie, La Supplique).
Loth est un personnage loufoque, grandiloquent, décontracté, et par ailleurs amateur de citations latines farfelues, dénuées de sens ou inadaptées à la conversation, mais qui donnent l’illusion d’une vaste culture.
Bien que théoriquement féal d’Arthur, Loth est l’un des seigneurs les plus importants du royaume de Logres et siège, à ce titre, à l’assemblée des rois se tenant tous les quatre ans – aux côtés d’Arthur (roi de Bretagne), de Léodagan (roi de Carmélide), de Calogrenant (roi de Calédonie), de Hoël (roi d’Armorique) et de Ketchatar (roi d’Irlande) – même s’il estime que ces réunions ne sont qu’une perte de temps.
Une dizaine d’années auparavant, Loth a manqué l’occasion de tenter de retirer l’Épée de la pierre avant Arthur, étant arrivé en retard (sa tentative de retirer l’épée dans le Livre V se soldera finalement par un échec). Il en conçoit de la jalousie envers son beau-frère, pensant qu’il aurait pu lui aussi devenir souverain de Logres à sa place. Ambitieux, il complote dans le Livre IV pour renverser Arthur et prendre sa place sur le trône de Bretagne.
Suivant la désertion de Lancelot, Loth profite de la situation à Kaamelott pour fomenter un coup d’État visant à détrôner Arthur et à s’emparer du pouvoir. Essayant de manipuler Lancelot (soit directement, soit par l’intermédiaire de Galessin), il souhaite voir ce dernier reprendre la quête du Graal, mais cette fois pour le compte de l’Orcanie (Loth et le Graal). Pour cela, il n’hésite pas à accueillir Lancelot et Guenièvre dans son propre château (La Rémanence), ou à leur rendre des visites de courtoisie intéressées afin de galvaniser « ses » troupes contre Arthur (Le Discours).
Loth n’hésite pas à entraîner Dagonet dans cette conspiration, alors que la seule faute du chevalier est que Lancelot a installé son camp sur ses terres à son insu (Dagonet et le Cadastre). Tentant de le monter contre Arthur, Loth implique Dagonet dans sa lettre de sécession destinée au roi de Bretagne (Le Désordre et la Nuit).
Lorsque la rébellion de Lancelot s’effondre, le roi d’Orcanie retire tout soutien au Chevalier du Lac. Hypocritement, il espère obtenir la magnanimité d’Arthur grâce aux idées « progressistes » de ce dernier, que Loth critiquait si vertement auparavant.
Il apparaît dans le livre VI aux côtés de Léodagan pour repousser les Romains du mur d’Hadrien, sans pour autant s’empêcher de les trahir en incitant une attaque des Vandales, qui échoue et finira par avouer que la raison qui le pousse à trahir les gens avec qui il collabore est qu’il a peur de s’attacher à autrui.
S'il n’apparaît que dans la deuxième partie du livre III, l’existence de Loth est mentionnée dès le livre I (Les nouvelles du monde, Haunted).
Dans Kaamelott : Premier Volet, Loth est membre de l’état-major de Lancelot avec Dagonet, le père Blaise et le Jurisconsulte. Comme ces derniers, il est banni par Arthur à la fin du film. On découvre également que Loth a un second fils, Gareth, qui peut également lancer des éclairs du bout de ses doigts.
- Voir ses citations typiques sur Wikiquote.
- 1re apparition : L’Assemblée des rois 1re partie (Livre III)

### Méléagant
Interprété par Carlo Brandt.
Méléagant est « le dieu des morts solitaire des frayeurs » (Livre IV épisode 50 La Réponse), « l’Homme en noir », la Réponse des dieux à la faute qu’a commise Arthur avec Mevanwi, son épouse illégitime lors du Livre IV.
Personnage énigmatique et ambigu, Méléagant prend Lancelot sous son aile dès le Livre IV, après l'échec de sa tentative de sécession contre Kaamelott. Cependant, ce dernier ignorera l’identité de cet « homme en noir » pendant un certain nombre d’épisodes avant que Méléagant ne consente, finalement, à révéler son nom.
Il serait la vengeance des dieux pour ce méfait, mais pas de tous les dieux, comme il l’explique à Lancelot. Il amène et présente la Dame du Lac à Lancelot, mettant en route l’engrenage résolu au dernier épisode.
Il guidera aussi Arthur, alors en pèlerinage personnel en quête de ses anciennes maîtresses et de ses éventuels enfants, et lui fera prendre plusieurs détours pour le ramener notamment vers son père adoptif, puis lui fera croire qu’il est stérile.
Enchanteur ou divinité, sa nature reste encore ambiguë. Méléagant est capable de prévoir l’avenir, ce qu’il révèle dès le dernier épisode du Livre IV. Il se servira par ailleurs de cette aptitude pour pousser Lancelot à affronter — et à tuer — un voyageur pris au hasard, qui se révélera être Lionel de Gaunes, frère de Bohort et cousin de Lancelot. Ce dernier renoncera finalement à tuer son propre cousin. Quoi qu’il en soit, il pousse Lancelot vers le côté le plus obscur de sa personnalité et, manifestement, s’en amuse, quoi qu’il semble penser que le Chevalier Blanc, dur et caractériel, est régulièrement « décevant ».
S'il est la « Réponse » des dieux, et comme il peut voir l’avenir, il est leur instrument, celui qui met en marche leur machine. Il pourrait être le dieu de la mort, avec sa personnalité à l’apparence cruelle et malfaisante. Pour dénouer finalement ce conflit, il a mission de pousser Arthur et Lancelot jusqu’au bout. Cependant il révélera qu’il ne tire aucune satisfaction ou intérêt dans la mort des gens, mais uniquement dans « leur sabordage ».
Il est celui qui « accompagne » et « provoque » le suicide de César (Lacrimosa, Livre VI), un modus operandi du suicide « par ouverture des veines » qu’il appliquera à Arthur (La Rivière Souterraine), ce dernier tentant en effet de mettre fin à ses jours selon cette même procédure au terme du Livre V.
Quand Lancelot se voit remettre le royaume de Logres de la part d'Arthur, Méléagant l'invite à se « débarrasser » de la forteresse de Kaamelott, de la Table Ronde et des chevaliers investis jusque-là dans la quête du Graal (Livre VI « Dies Irae »).
Dans la scène post-générique de Kaamelott : Premier Volet, Méléagant apparaît, se traînant et mangeant de la neige, comme il l’avait précédemment dit à Lancelot dans le Livre V.
- Surnoms : La Réponse, l’Homme en noir
- Voir ses citations typiques sur Wikiquote.
- 1re apparition : La Réponse (Livre IV, épisode no 50)

### Mevanwi
Interprétée par Caroline Ferrus.
Mevanwi est la femme du chevalier Karadoc. Elle est issue, comme Lancelot et Bohort, de la haute noblesse armoricaine (L'Approbation). Durant leur jeunesse commune à Vannes, Karadoc tente tout pour la séduire. Imbue de son rang, elle le dédaigne car il est d'extraction plus modeste, avant d'infléchir son jugement et l’épouser lorsqu’il est fait chevalier de la Table ronde. Rapidement délaissée par son mari qui préfère se vouer à sa passion pour la nourriture, elle passe ses journées à élever leurs trois enfants et intervient parfois dans la vie du château, par exemple pour le choix des fleurs dans le parc (Arthur in Love II). Plutôt discrète dans le Livre II, Mevanwi est mise en lumière dans le Livre III où elle noue progressivement une idylle avec le roi Arthur. Celui-ci est prévenu par la voyante Prisca que les dieux ne supporteraient pas l’affront que constituerait cette relation ; mais il décide néanmoins de succomber à la tentation, précipitant la déchéance de Kaamelott.
Mevanwi est intelligente et dévorée par l'ambition. Redoutable manipulatrice, elle sait parfaitement jouer de ses charmes et se révèle volontiers autoritaire et sans pitié. Elle ira ainsi jusqu'à inciter le roi à tuer Karadoc pour faciliter leur relation (Duel - 1re partie), Arthur privilégiant la solution plus douce de l'échange d'épouses. Une fois devenue reine de Bretagne, elle sera l’antithèse de Guenièvre. Prenant très à cœur son rôle de souveraine, elle n’hésite pas à présider les séances de doléances, se permettant même de s’asseoir sur le trône normalement réservé au roi. À cette occasion, elle se montre dure, voire tyrannique, houspillant Bohort et réglant sèchement les conflits. Sa vie sexuelle avec Arthur s'avère également bien plus épanouie que dans leurs précédents mariages respectifs (La Chambre de la reine). Lorsque le roi est contraint de renoncer à leur union et lui annonce l’annulation de l’échange d’épouses, elle ne cache pas sa profonde amertume bien qu'elle ne puisse rien faire pour s'y opposer. Le dernier épisode du Livre IV (Le Désordre et la Nuit) la montre redevenue simple femme de chevalier, aux côtés de son mari légitime, assistant au baptême de Perceval en fixant l’assemblée d’un regard noir.
Dans le Livre V, son mari ayant formé un clan autonome avec Perceval, elle doit quitter la cour de Kaamelott. Humiliée, elle ne désire plus que se venger et demande pour cela à Élias de lui enseigner la magie. Elle passe à l'acte en essayant d'empoisonner Arthur et Guenièvre (Les Rivales), tentative déjouée par la méfiance d'Arthur qui s'y attendait, car comme il le dit lui-même, « je l’ai virée de mon trône, je l'ai virée de mon lit et depuis que son mari est indépendant j'l'ai virée du château. »
Répugnée par ses nouvelles conditions de vie — elle partage une chambre à la taverne avec son mari, le frère de celui-ci et Perceval qui la rabroue et l'insulte en permanence — elle élabore un stratagème pour réintégrer Kaamelott. De tous les personnages de Kaamelott, Perceval est le seul à voir sa vraie nature du fait qu'il semble voir les gens non pas sous leur aspect extérieur mais sous leur vrai jour. Elle séduit à dessein le jurisconsulte, qui en échange de ses faveurs lui remet l’acte d’annulation de l’échange d’épouses, qu'elle détruit (Le Destitué). De ce fait, elle redevient reine en lieu et place de Guenièvre, et révoque aussitôt Léodagan pour placer Karadoc comme régent de Bretagne. Elle sait pertinemment qu'il sera incompétent mais compte profiter de sa naïveté pour gouverner à sa place. Elle tente même de le convaincre d’abdiquer en sa faveur (Les Itinérants). Mais contre toute attente, celui-ci refuse et, galvanisé par ses nouvelles fonctions, se révèle de plus en plus dur et cassant à son égard.
Son caractère d'intrigante sans scrupule lui crée de nombreuses inimitiés. Outre la haine tenace que lui voue Perceval, Séli la traite de « grosse morue », avis que cette dernière partage avec Père Blaise bien que celui-ci tente de rester neutre, et Ygerne n'hésite pas à la qualifier de « truie » en sa présence (Anton). Même son mari finit par parler d'elle comme d'une « emmerdeuse premier choix ». Au moment de la tentative de suicide d’Arthur, elle est au lit avec Karadoc qu’elle interroge au sujet de l’ancien roi : elle semble assez inquiète de son état, ce qui tendrait à prouver qu’elle aurait toujours des sentiments envers lui (Le Retour du roi)
Dans le Livre VI, en incohérence avec l’épisode Le Tourment, 15 ans avant le Livre I, on découvre que Karadoc et Mevanwi se connaissaient déjà. Et bien que cela ait déjà été mentionné dans le Livre III, on découvre qu’avant l’anoblissement de Karadoc, elle lui portait un mépris évident, et semble avoir été légèrement sous le charme de Lancelot.
Dans Kaamelott : Premier Volet, Mevanwi est mariée à Lancelot mais ne s’entend pas avec lui, ce dernier ne la touchant pas et ne lui faisant pas d’héritier. Elle s’est également brouillée avec Karadoc et leurs filles, Mehben et Mehgan. Bien qu’elle tente de les faire libérer après leur capture par les mercenaires de Lancelot, elle essuie un refus catégorique. Elle voit également Arthur, blessé et affaibli, parmi les prisonniers et ne montre aucune empathie à son égard.
On ignore ce qu’elle devient après la défaite de Lancelot.
- Voir ses citations typiques sur Wikiquote.
- 1re apparition : La Chambre (Livre II, épisode no 10)

### Prisca la voyante
Interprétée par Valérie Benguigui

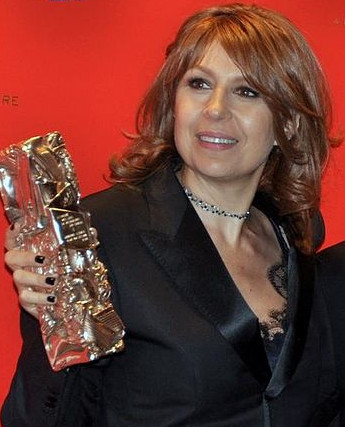
Valérie Benguigui, interprète de Prisca

Prisca est une ancienne amie d’Arthur. Ils se sont rencontrés à Rome et ont eu une brève relation. Depuis, Prisca s’est reconvertie « dans l’arnaque », en tant que voyante alors qu’elle a conscience de n’avoir aucun don. Le métier l’ennuie beaucoup, mais au moins « on voit du pays ». Guenièvre l’a consultée pour savoir si Arthur avait des enfants cachés, et a payé « une consultation à trois pièces » avec un gros sac de pièces d’or. Toutefois, il lui arrive d’avoir des visions réelles dont elle ne se souvient pas : la première fois, elle avertit d’Arthur de ne pas « toucher à la femme du chevalier », alors que l'attirance entre lui et Mevanwi était naissante. La seconde fois, manipulée par Méléagant, elle déclare à Arthur qu’il est infécond, annonce qui contribue à le pousser au suicide. On peut remarquer que, probablement en fonction de l’origine de ses visions, ses yeux s’illuminent d’une façon différente : en orangé quand la vision semble bien inspirée par les dieux, en vert quand elle est manipulée par Méléagant.
- 1re apparition : La Pythie (Livre III, épisode no 47)

### Roparzh le paysan
Interprété par Gilles Graveleau

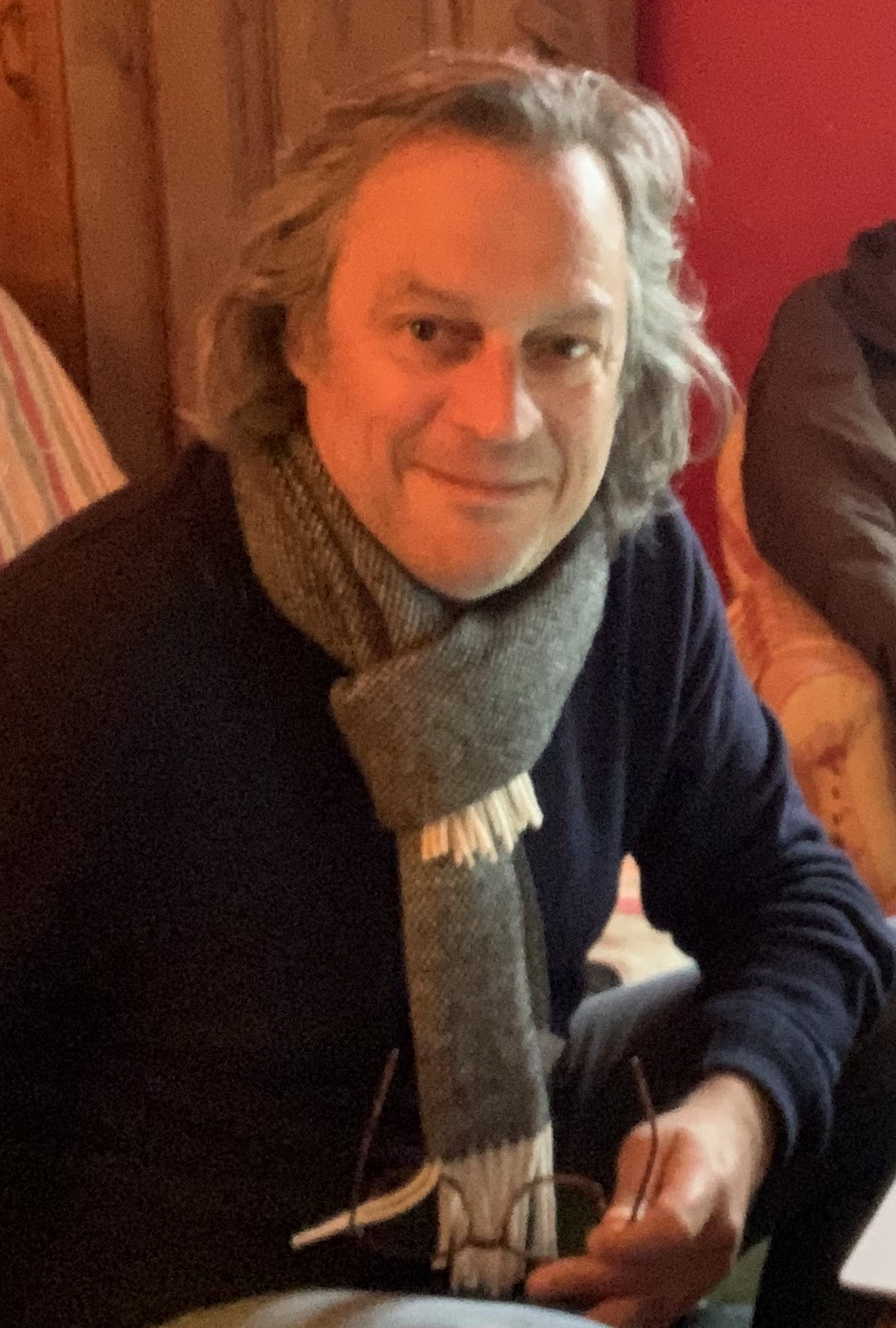
Gilles Graveleau, interprète de Roparzh

Roparzh est un paysan de Kaamelott, presque inséparable de Guethenoc. Ils sont voisins, et les bêtes de l’un ont tendance à aller sur les terres de l’autre et vice versa. Il est très souvent en conflit avec Guethenoc au point que même sous la menace d’être privés de leurs terres les deux paysans ne parviennent pas à s’entendre (L'entente cordiale). Caricature du paysan traditionnel, il lui arrive cependant de faire preuve d’intelligence, admettant, contrairement à Guethenoc, que le gouvernement « fait ce qu’il peut » pour améliorer leurs conditions (La révolte III).
Dans Kaamelott : Premier Volet, Roparzh est toujours paysan et subit les dommages du règne de Lancelot, qui appauvrit et terrorise le peuple, amenant les paysans proches de la révolte. Les années n’ont toutefois pas changé ses rapports avec son voisin Guethenoc, avec lequel il continue de se disputer.
On découvre également qu’il a un fils, Petrok, qui se montre dévoué envers Arthur et qui cherche à entrer dans la Résistance auprès des Semi-Croustillants.

### Venec le bandit
Interprété par Loïc Varraut.
Venec, « organisateur d’événementiel », est l’incarnation même de l’arnaque et des activités illicites. Principalement marchand d’esclaves, c’est en fait un vendeur en tout genre, d’instruments de torture (Arthur et la question) aux « cathédrales » clés en main (Plus près de Toi). Amoral, il est aussi usurier, faux-monnayeur (Raison d’argent), proxénète (Le Banquet des chefs, L'Habitué), et est en relation avec toutes sortes de malfrats, de voleurs (dont il organise la guilde, dans l’épisode Le Larcin) aux pirates (Les Tuteurs), assassins (Le Professionnel) ou espions (Au service secret de Sa Majesté). Ces relations sont décrites par lui-même comme étant des « accointances avec tous les traîne-patins du bled » (Le Larcin).
La cour de Kaamelott fait assez souvent appel à lui pour organiser des banquets, mais aussi pour toutes sortes d’affaires indélicates, malgré les objections d’Arthur et de Bohort. À cause de ceci, Venec tend à se croire tout permis au château (jusqu’à emprunter une chambre vide et y organiser des combats de chiens (Les Paris II). L’indulgence du roi a cependant ses limites, ce qui conduit parfois Venec au cachot.
Dans le Livre IV, l’habitude de Venec de s’incruster à Kaamelott dès qu’il trouve une chambre libre excède le roi (La Clandestine), au point qu’Arthur dira de lui : « J’ai connu des cafards moins opiniâtres. »
Dans le Livre V, Venec se reconvertit en bandit de grand-chemin, détroussant les renégats orcaniens (Loth, Galessin et Dagonet) du présent qu’ils comptaient remettre à Arthur en guise de soumission, et rançonnant plus tard Yvain et Gauvain de leur or en échange du même présent. Confronté à la possibilité qu’Arthur perde son trône, Venec admettra qu’il préfère le fils de Pendragon à tout autre souverain. Ces répliques montrent un attachement réel à Arthur, confirmé par les événements du dernier Livre.
Dans le Livre VI, on apprend que Venec était un marchand de citrons à Rome. Il chassa Verinus de la rue où ce dernier vendait ses citrons (épisode Praeceptores). Il collabore avec Léodagan pour arracher à Glaucia une grosse somme d’argent pour un Traité de paix entre Rome et les clans bretons. Il finit par partir avec Léodagan en Bretagne.
Dans le dernier épisode, il est le « sauveur » d’Arthur. Après que ce dernier a délégué les pleins pouvoirs à Lancelot, celui-ci, sous l’influence de Méléagant, décide d’éliminer tous les anciens chevaliers de la Table Ronde pour faire « Table Rase » et fonder un Nouveau Royaume et ainsi pouvoir réussir sa quête du Graal. Apprenant cela, Venec décide donc d’avertir le Roi qui, réticent au début, accepte de le suivre. Ils s’enfuient dans un bateau en direction de Rome.
Dans Kaamelott : Premier Volet, Venec est capturé par Alzagar, un chasseur de primes à la solde de Lancelot. Ayant vendu Arthur à Quarto il y a des années pour lui permettre de quitter Rome, il est le seul à pouvoir donner une piste sérieuse au chasseur et lui permettre de retrouver sa cible. Après la capture de l’ancien roi, Venec est emmené jusqu’en Aquitaine avec Arthur. Les deux hommes sont alors amenés devant le Duc d’Aquitaine en personne qui rachète son ancien suzerain et le bandit.
- Voir ses citations typiques sur Wikiquote.
- 1re apparition : Arthur et la question (Livre I, épisode no 90)

### Ygerne de Tintagel
Interprétée par Josée Drevon.

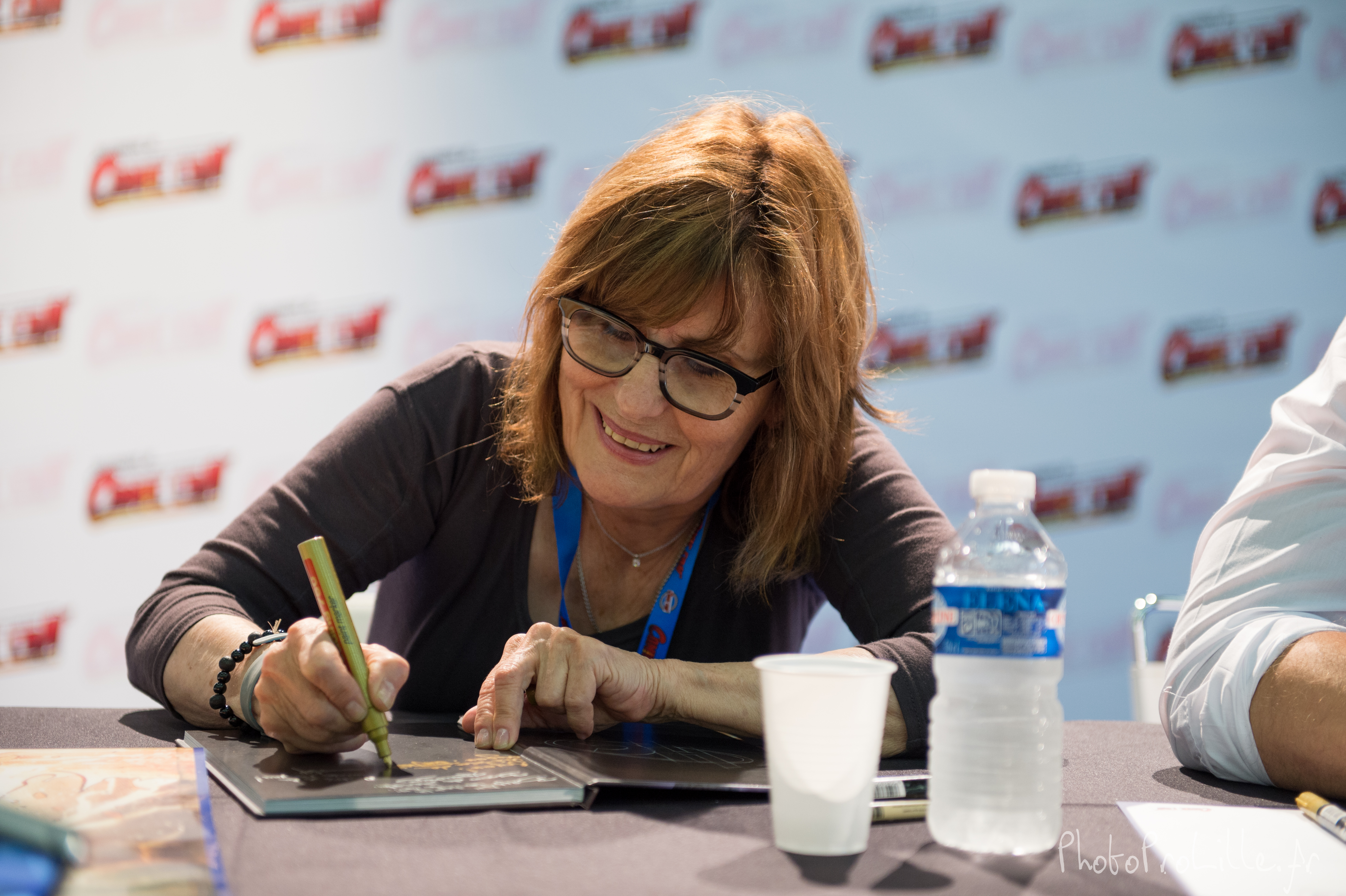
Josée Drevon, interprète d'Ygerne

Ygerne de Tintagel est la mère du roi Arthur, qui est né à la suite d'une usurpation d’identité. En effet, grâce à la potion de polymorphie de Merlin, Uther Pendragon, le père du roi, avait pris l’apparence du mari d’Ygerne, le duc de Gorlais, pour passer une nuit avec elle ; c’est ainsi qu’Arthur fut conçu (cf. Polymorphie). De ce fait, Ygerne n’apprécie pas Arthur qu’elle considère comme illégitime. Mais si elle est fière qu’il soit l’élu des dieux, elle manifeste son mécontentement en ne cessant de reprocher au roi ses actions, aussi bien sur le plan politique que personnel, et de comparer son règne à celui de Pendragon. Elle ne devient gentille que lorsqu’elle quémande de l’argent à son fils ou réclame sa présence pour les fêtes paysannes de Tintagel (L’Ancien Temps, La Fête de l’hiver II). Ygerne abuse souvent des séances de doléances pour parler à son fils, mélangeant les affaires privées avec les requêtes officielles, au grand désespoir de Léodagan qui assiste parfois le roi (La Fête de l’hiver, Cryda de Tintagel).
Quelque peu magicienne, Ygerne se laisse parfois posséder par l’esprit d’Uther, feu son amant, qui s’exprime alors par sa bouche. Le fantôme de Pendragon peut, par ailleurs, communiquer avec elle, soit de manière télépathique (La Veillée), soit en lui envoyant des rêves prémonitoires (pas toujours très précis, cf. Le Rêve d’Ygerne). Cette capacité à communiquer avec les morts met l’entourage d’Ygerne particulièrement mal à l’aise lorsque cela se produit.
Dans le Livre IV, à la surprise d’Arthur, Ygerne s’avère plus que satisfaite de la nouvelle de l’échange d’épouses. En effet, elle considère Guenièvre comme une « pécore mal dégrossie » (et la famille royale de Carmélide comme une « bande de pouilleux »), alors que Mevanwi fait partie de la haute aristocratie de Vannes.
Dans le Livre V, elle semble néanmoins fière de son fils, et du fait qu’il soit l’élu des dieux. C'est elle qui lui suggère de replanter Excalibur pour montrer son autorité.
Lors du mariage d'Arthur et Guenièvre dans le livre VI, elle révèle clairement que quitte à choisir entre Arthur et Anna, la fille qu'elle a eu de Gorlais, elle préfère Arthur. On peut penser que cette préférence est assez mercantile.
Après la tentative de suicide d’Arthur, Ygerne a fait amener son fils au château de Tintagel, et a annoncé la mort du roi. Comme Arthur est encore en vie, elle se retrouve à gérer les personnes venues rendre hommage à un mort qui ne l’est pas. Même si elle tente de le cacher derrière sa rudesse, mentionner la mort de son fils semble la bouleverser profondément.
Comme sa sœur Cryda, Ygerne est absente du film Kaamelott : Premier Volet.
- Voir ses citations typiques sur Wikiquote.
- 1re apparition : Les Funérailles d’Ulfin (épisode pilote no 5)

## Rome - Livre VI

### Aconia Minor
Interprétée par Valeria Cavalli

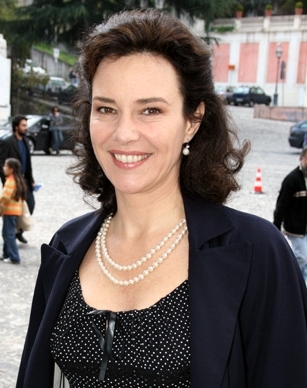
Valeria Cavalli, interprète d'Aconia

Aconia Minor est une femme de la haute société chargée par le sénateur Sallustius de devenir la préceptrice d’Arturus, en vue de faire de ce dernier le représentant romain en Bretagne. Elle lui apprendra l’algèbre, le théâtre, et l’histoire de Rome. Nouant ainsi une relation trouble (elle s’offrira à lui mais il ne pourra lui faire l’amour dans un premier temps), ils finiront par se marier secrètement, alors qu’elle a déjà un mari en la personne de Manius Macrinus Firmus, le précédent chef de la partie romaine de la Bretagne.
Arthur apprendra l’identité du mari quand il reviendra la chercher pour l’emmener en Bretagne. Déchirée, elle part suivre son premier mari en Macédoine, laissant derrière elle la robe rouge dans laquelle elle s’était mariée avec Arthur.
Elle serait une des raisons pour lesquelles Arthur et Guenièvre ne couchent pas ensemble dans la série : après s'être unie à lui, Aconia a fait promettre à Arthur de ne pas consommer ce second mariage, tout en l’autorisant à avoir des maîtresses.
- 1re apparition: Miles Ignotus (Livre VI, épisode 1)

### Appius Manilius
Interprété par Emmanuel Meirieu.
Appius Manilius est un soldat de la milice urbaine de Rome, où il côtoie Arturus, dont il est le meilleur ami. Peu satisfait de sa condition, il ne recule devant aucune transgression pour satisfaire autant ses besoins que ses envies ; ainsi il vole régulièrement dans les réserves de nourriture de la milice, afin d’avoir de quoi manger pour lui et sa promise, Licinia. Cette attitude lui vaut le retrait de nombre de ses permissions par ses supérieurs, ce qui ne calme guère ses audaces, puisqu’il va jusqu’à s’introduire un soir dans la villa Aconia en compagnie d’Arturus, Licinia et Julia pour profiter d’une fête réservée à la bourgeoisie, au cours de laquelle lui et sa femme sont repérés par Glaucia et Procyon. Bien que sauvé in extremis puis couvert par Arturus, il est trahi par Verinus, arrêté et condamné à mort.
Manilius est cependant libéré pour aider Arturus à assassiner un chef ostrogoth, puis nommé centurion après la réussite de la mission. Témoin du mariage secret d’Arturus, il quitte Rome avec ce dernier pour l’île de Bretagne. Très intimidé par la rigueur du climat breton, il s’efforce néanmoins de seconder son ami au mieux, aidant au recrutement des chevaliers ainsi qu’au rassemblement des Bretons sur la plage où se déroulent les négociations avec Sallustius pour récupérer la partie romaine de la Bretagne. Désertant ainsi définitivement son armée, il retourne à Rome avec Arturus chercher Licinia. Il est malheureusement assassiné chez lui par Procyon, qui tua également sa compagne peu auparavant.
Ses derniers mots à l’adresse d’Arturus, avant de se séparer de lui pour rejoindre son domicile à Rome, furent prémonitoires : « on n’aurait jamais dû revenir ».
- 1re apparition : Miles Ignotus (Livre VI, épisode no 1)

### Aulus Milonius Procyon
Interprété par Frédéric Forestier
Aulus Milonius Procyon est l’aide de camp de Titus Nepius Glaucia à la tête de la milice urbaine où sert Arturus. Peu intelligent, analphabète et « fâché » avec les points cardinaux (comme Perceval), il reconnaît lui-même ne pas mériter son poste, même si « ça ne l'empêche pas de faire classe. » Malgré ses facultés cognitives limitées, il peut faire preuve de bon sens, notamment lorsqu'il est confronté à plus gradé ou plus intelligent que lui.
- 1re apparition : Miles Ignotus (Livre VI, épisode no 1)

### Cæsar Imperator
Interprété par Pierre Mondy.

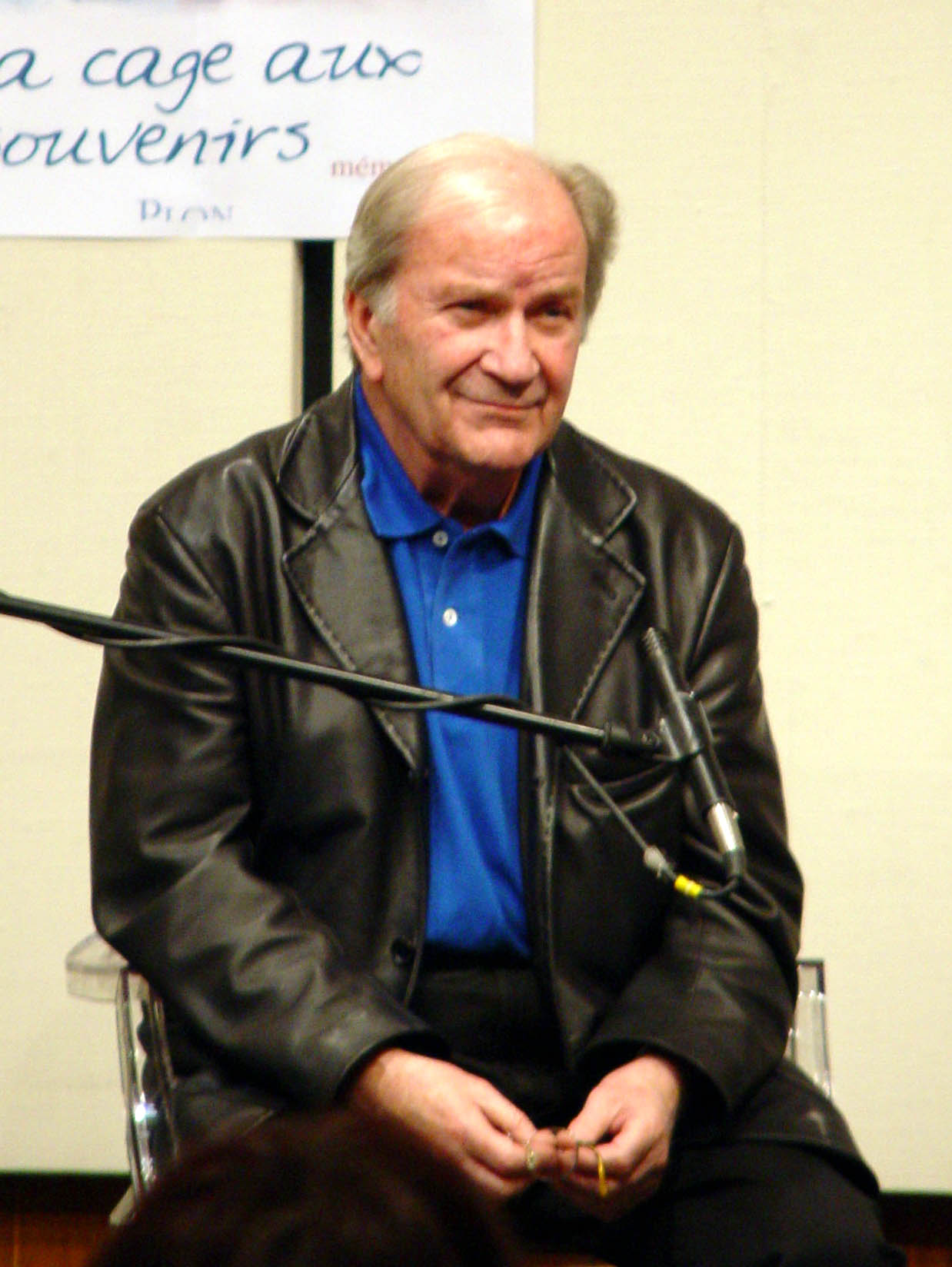
Pierre Mondy, interprète de Cæsar

Cet empereur romain vieillissant, que l’on voit dans le Livre VI, peut avoir un esprit assez infantile : dans l’épisode Nuptiae, il veut à tout prix une pêche et menace d’attaquer le marchand avec un rudius, un glaive en bois. Ancien chef de guerre, il prend un rôle important en donnant à Arturus des conseils pour suivre son exemple, et lui donne la bague de contrôle des lames pour qu'il puisse croire dans la magie. Très lucide sur son rôle réel dans l’empire (il se définit lui-même comme une marionnette dans l’épisode Nuptiae), il regrette souvent son autorité passée.
Sa fin tragique est orchestrée par Méléagant qui « accompagne » son suicide par « ouverture des veines » dans une salle d’eau au sein de son atrium, modus operandi repris par Arthur (dernier épisode du Livre V).
Contrairement à certains personnages de la série, directement issus de la légende arthurienne ou de l'Histoire (comme Attila), le rôle de César interprété par Pierre Mondy ne correspond à aucun empereur romain ayant réellement existé. En effet, la période approximative de l'intrigue du Livre VI, c'est-à-dire l'an 460, correspond au règne de l'empereur Majorien, décapité en 461 à l'âge de 40 ans, et bien différent du César présenté dans la série. Ce dernier, par sa culture et son expérience de chef de guerre, évoquerait plutôt les premiers grands empereurs romains, tel Auguste ou Marc Aurèle. Arturus l'admire en particulier pour ses écrits de stratégie militaire.
- Voir ses citations typiques sur Wikiquote.
- 1re apparition : Centurio (Livre VI, épisode 2)

### Caius Papinius
Interprété par Jonathan Chiche.
Papinius est un soldat de la milice urbaine de Rome, ami de Lucius Falerius. Il s'illustre notamment en tant que membre de l'équipe assistant Arturus pour assassiner un chef ostrogoth dans la villa Aconia (Arturi inquisitio). Bien qu'il ne soit pas le meilleur ami d'Arturus, celui-ci semble sincèrement l'apprécier, à tel point qu'il refuse de le frapper durant un entraînement, provoquant l'exaspération de leur supérieur Vibius Iuventius Bestia (Miles Ignotus).
À cause d'un certain embonpoint, il est la cible régulière d'humiliations par Titus Nipius Glaucia, qui le menace régulièrement du fouet s'il ne finit pas les interminables séances de pompes qu'il impose à ses hommes. Cependant, Arturus, d'abord indécis face à l'attitude de Glaucia envers ses anciens camarades, mettra fin à cet abaissement en prouvant à tous que Papinius est capable de réaliser "deux fois plus de pompes que son maximum" et est donc apte à "devenir un grand soldat", non sans avoir fait remarquer à son ancien supérieur que lui-même est depuis longtemps incapable d'en faire autant (Dux Bellorum).
- 1re apparition : Miles Ignotus (Livre VI, épisode 1)

### Drusilla
Interprétée par Anne Benoît
Drusilla est la servante d'Aconia Minor. Stricte et sévère elle n'hésite pas à s'interposer, y compris face aux soldats Romains, pour faire respecter la tranquillité de sa maitresse.
- Voir ses citations typiques sur Wikiquote.
- 1re apparition : Centurio (Livre VI, épisode no 2)

### Julia
Interprétée par Marion Creusvaux
Julia est une Romaine, petite amie d’Arturus dans le Livre VI. Elle est d’origine paysanne et en arrivant à Rome, elle rencontre Verinus, qui la confie à Licinia. Elle formule une demande en mariage à Arturus (Dux bellorum). Elle finit tuée par Aulus Milonius Procyon lors de la traque d’Arturus et de Manilius par la milice urbaine de Rome.
- 1re apparition : Miles Ignotus (Livre VI, épisode no 1)

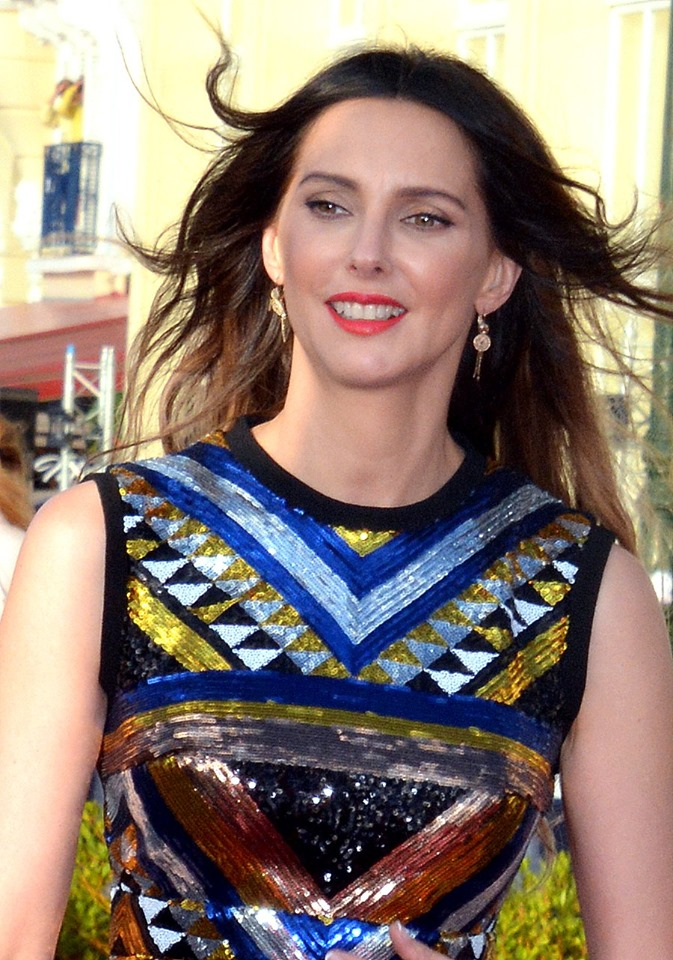
Frédérique Bel, interprète de Helvia

### Helvia
Interprétée par Frédérique Bel
Helvia est la plus proche des servantes de Cesar. Elle se plaint souvent du comportement de l'empereur, qui se montre relativement indulgent face à son franc-parler.
- 1re apparition : Arturi inquisito (Livre VI, épisode no 4)

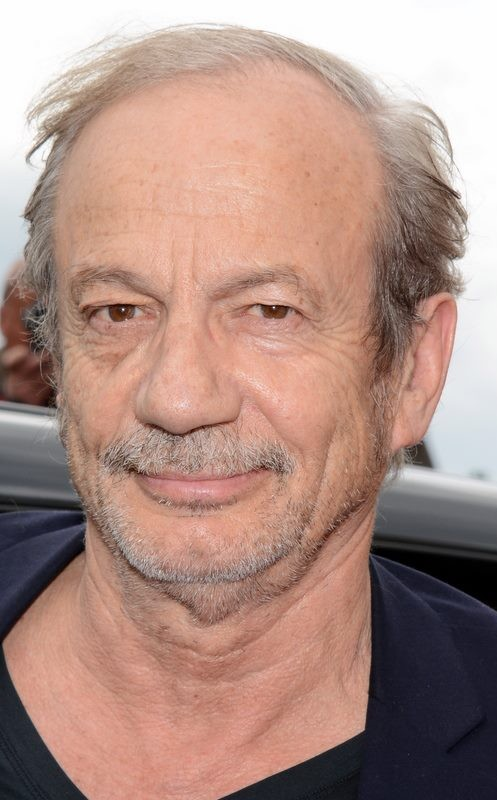
Patrick Chesnais, interprète du sénateur Sallustius

### Lucius Silius Sallustius
Interprété par Patrick Chesnais
Lucius Silius Sallustius est un sénateur romain et conseiller de l'Imperator, qui dirige quasiment de fait l’Empire romain depuis Rome, Cæsar n’exerçant plus vraiment le pouvoir. Sur une suggestion du sénateur Lurco, il va utiliser Arthurus, un soldat de la milice urbaine de Rome d’origine bretonne, pour régler le « problème breton ». Il va ainsi le faire éduquer par Aconia, et monter rapidement en grade pour qu’il devienne le nouveau dirigeant romain de la Bretagne, tout en espérant qu’il est celui qui retirera l’Épée du rocher.
Le nom du personnage est une référence à don Salluste, personnage interprété par Louis de Funès dans La Folie des grandeurs.
- 1re apparition : Miles Ignotus (Livre VI, épisode no 1)

### Licinia
Interprétée par Lou Bonetti
Petite amie de Manilius. Elle finit tuée par Procyon lors de la traque d’Arthur et de Manilius par la milice romaine.
- 1re apparition : Miles Ignotus (Livre VI, épisode no 1)

### Lucius Falerius
Interprété par Jordan Topenas.
Lucius Falerius est un soldat de la milice urbaine de Rome, qu'il a intégrée en même temps qu'Arturus. Originaire de Syracuse, il s'illustre principalement en tant que membre de l'équipe assistant Arturus pour assassiner un chef ostrogoth dans la villa Aconia (Arturi inquisitio). Très solidaire de ses camarades, il dénigre les entraînements dangereux de la milice (comme Arturus) et fait le messager pour Manilius et Licinia, malgré les risques encourus.
Il n'est pas le meilleur ami d'Arturus, mais s'entend très bien avec lui. Tous deux partagent notamment un sentiment de déracinement : de même qu'Arturus n'a aucun souvenir concret de la Bretagne, Falerius a découvert son lieu de naissance en consultant le registre de la caserne (Miles ignotus).
- 1re apparition : Miles ignotus (Livre VI, épisode no 1)
  - Jordan Topenas apparaît également comme figurant dans le livre V en tant que garde de Kaamelott (épisode no 5, Le Royaume Sans Tête, au format long ou no 32, L'odyssée d'Arthur, au format court). Il est aussi crédité comme assistant réalisateur adjoint sur les livres IV à VI, assistant régisseur sur le livre III, et assistant régisseur sur les épisodes du livre II comportant des scènes en extérieur.

### Mamercus Flaccus Calvo
Interprété par Gil Galliot.
Mamercus Flaccus Calvo, dit Flaccus, est un sénateur romain, membre du quatuor mené par Lurco. Soutien indéfectible de ses collègues, il critique fortement les méthodes employées par Sallustius pour la reconquête de la Bretagne, allant même jusqu’à suggérer la rétrogradation d’Arturus à son rang initial de simple milicien (Arturi inquisitio). Amateur de boisson et de jolies femmes, Flaccus est aussi un impulsif, capable d’en venir aux mains lorsqu’on lui manque de respect (Arturi inquisitio).
Bien que les circonstances de son accession au Sénat soient inconnues, il reconnaît lui-même être un planqué, non sans un certain détachement (Dux bellorum).
- 1re apparition : Miles Ignotus (Livre VI, épisode no 1)

### Manius Macrinus Firmus
Interprété par Tchéky Karyo.

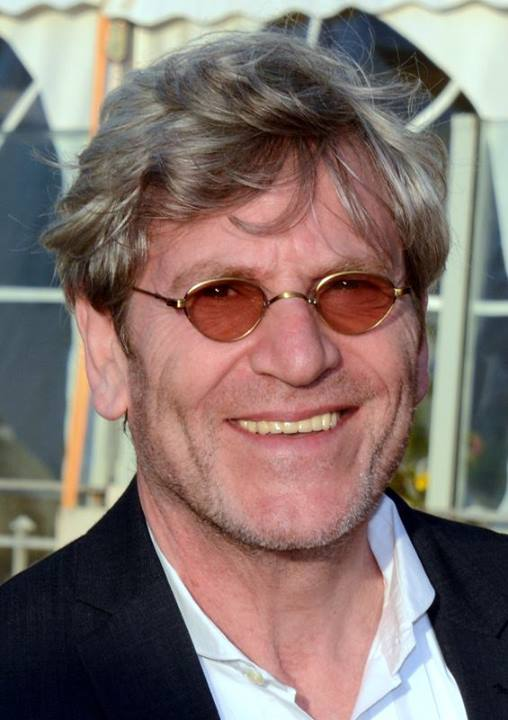
Tchéky Karyo, interprète de Manius Macrinus Firmus

Manius Macrinus Firmus est un général romain, dirigeant depuis déjà treize ans la partie romaine de la Bretagne (Dux totius Britanniae) au début du Livre VI. Résidant dans le camp fortifié du mur d’Hadrien, il tient un journal relatant son point de vue sur le conflit qui l’oppose aux clans Bretons. Il y fait part de son constat d’échec, reconnaissant son incapacité à trouver une solution de long terme. Il craint en outre une entente entre les clans ennemis, qui mettrait fin selon lui à l’occupation romaine de la Bretagne. Sa tentative de corruption de Goustan de Carmélide n’a pas l’effet escompté, bien qu’elle n’ait pas de conséquences fâcheuses puisque celle de Léodagan pour attaquer les légions romaines est enrayée par un complot manqué du Roi Loth.
Macrinus montre une sérieuse frustration vis-à-vis de son manque de réussite et même de son affectation en Bretagne, qu’il qualifie de punition. Lorsqu’il apprend la fin de sa garnison, il est écœuré avant de s’en montrer très satisfait. Il décide de brûler l’intégralité des tablettes de son journal, et quitte la Bretagne le cœur léger après s’être entretenu avec Arturus, qui lui succède. Quand celui-ci retourne à Rome après avoir récupéré la partie romaine de la Bretagne, il découvre que le premier mari d’Aconia Minor n’est autre que Macrinus lui-même. Macrinus part avec sa femme en Macédoine, son pays natal, afin d’y finir sa vie loin de Rome et de la légion, dont il ne veut définitivement plus entendre parler.
- 1re apparition : Miles Ignotus (Livre VI, épisode no 1)

### Marcus Oranius Lurco
Interprété par Patrick Catalifo.

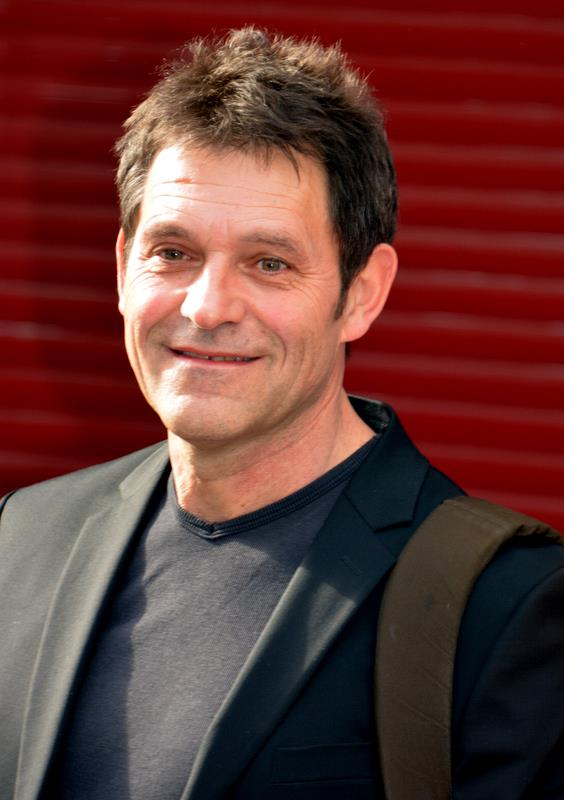
Patrick Catalifo, interprète de Lurco

Marcus Oranius Lurco est un sénateur romain, meneur du quatuor opposé à Sallustius dans le livre VI. Initialement destiné à servir en Germanie, il intégra l’assemblée grâce à l’appui de sa tante (Dux bellorum). Très conscient que le soutien sénatorial est indispensable au maintien du pouvoir exécutif officieux de Sallustius, il incite ce dernier à débloquer la situation romaine en Bretagne en usant de la légende locale dite de ‘L’Épée des Rois’. Bien que désapprouvant toutes les méthodes et décisions de Sallustius pour ce faire, il finit par perdre la face et obéir à toutes ses injonctions. Manifestement homosexuel (Arturi inquisitio), Lurco se caractérise surtout par son goût pour les saillies verbales et les effets de manche, qu’il s’agisse des siens ou de ceux de ses interlocuteurs, qu’il se plaît à commenter.
- 1re apparition : Miles Ignotus (Livre VI, épisode no 1)

### Numeria
Interprétée par Sophie Hermelin.
Numeria est la servante de Sallustius au Palais Impérial de Rome. Très désireuse d’accomplir au mieux sa fonction, elle montre une grande susceptibilité lorsque ses suggestions sont rejetées. Ainsi, quand Sallustius la rabroue pour son zèle à vouloir accueillir au mieux Arturus et Aconia lorsque ces derniers sont convoqués au palais (Nuptiae), elle boude et peut longuement tenir tête à Sallustius, même pour l’obtention d’une simple tablette.
- 1re apparition : Nuptiae (Livre VI, épisode no 6)

### Publius Servius Capito
Interprété par François Levantal.
Publius Servius Capito est le bras droit de Sallustius. Celui-ci lui ayant demandé de trouver un breton pour avoir des renseignements sur « l’Épée des Rois », il se rend à la caserne de la milice urbaine dont il a transmis le commandement à Glaucia 15 ans auparavant. Il y trouve Arturus, qu’il présente à Sallustius. À la suite de cela, Sallustius l’envoie en Bretagne pour se faire une idée de la situation. Il y rencontre Merlin et le ramène à Rome.
Il n’hésite pas à s'opposer aux quatre sénateurs, à l'instar de Sallustius. Ce dernier le convainc néanmoins de ne pas les éliminer.
- Voir ses citations typiques sur Wikiquote.
- 1re apparition : Miles Ignotus (Livre VI, épisode 1)

### Spurius Cordius Frontinius
Interprété par Pascal Demolon

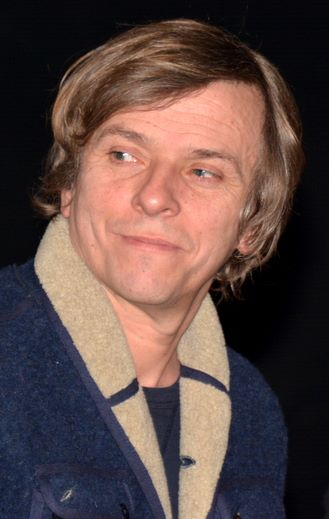
Pascal Demolon, interprète de Frontinius

Spurius Cordius Frontinius est un légionnaire romain, aide de camp du général Macrinus au début du Livre VI. C'est un personnage plutôt excentrique, qui aime disserter sur des sujets insignifiants, ce qui a parfois le don d'agacer son supérieur. Derrière cette apparente bêtise, il a néanmoins pleinement conscience de la situation romaine en Bretagne, au sujet de laquelle il partage avec Macrinus une certaine désillusion.
- 1re apparition : Miles Ignotus (Livre VI, épisode no 1)

### Titus Nipius Glaucia
Interprété par Jean-Marc Avocat
Chef violent et autoritaire de la milice urbaine de Rome. Titus Nipius Glaucia va se venger d’Arturus et de Manilius à la suite de l’incident survenu à la Villa Aconia et tenter de doubler Sallustius dans la conquête de Britannia.
- 1re apparition : Miles Ignotus (Livre VI, épisode no 1)

### Verinus
Interprété par Manu Payet.

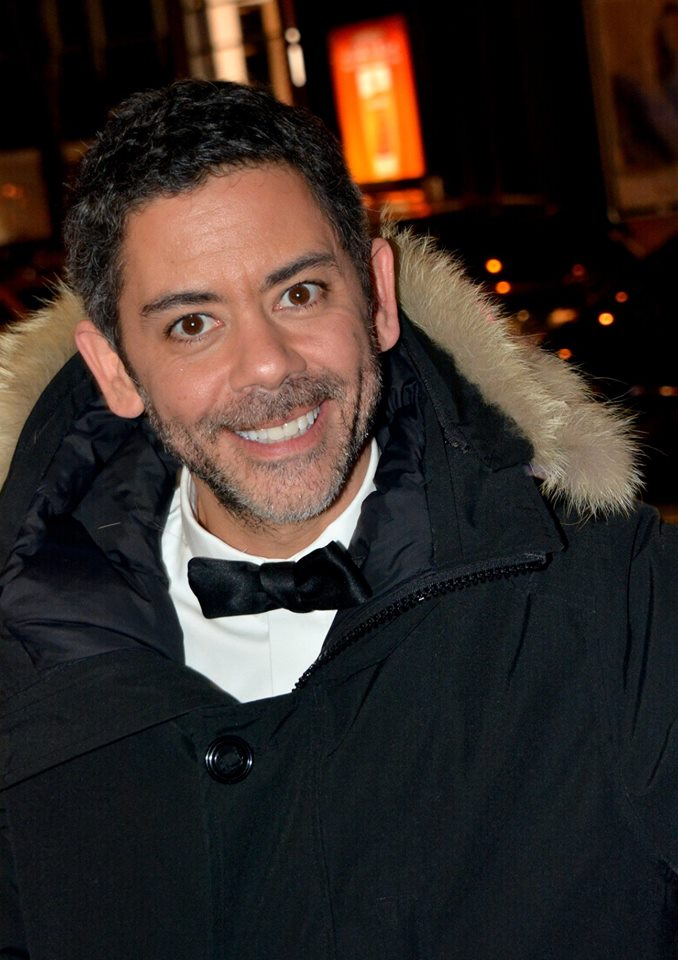
Manu Payet, interprète de Verinus

Verinus est un ami d’Arturus, dans le Livre VI. Il est marchand de citrons à Rome. Un jour, un autre marchand, Venec, s’installe dans la même rue que lui, une rivalité éclate alors entre les deux protagonistes. Verinus, lors de l’épisode Lacrimosa, est à l’origine de la mort d’Appius Manilius, et il met également en danger celle d’Arturus car, ayant toujours eu une peur bleue de "l'uniforme", il n'hésite pas une seule seconde à collaborer avec la milice urbaine.
- 1re apparition : Miles Ignotus (Livre VI, épisode 1).

### Vibius Iuventius Bestia
Interprété par Michel Bernini
Vibius Iuventius Bestia est un sous-officier de la milice urbaine de Rome, et le supérieur direct d'Arturus. Il dirige l'entraînement de ses soldats, et patrouille avec eux pour maintenir l'ordre dans la cité ou rechercher des hors-la-loi. Très strict et autoritaire, Iuventius s'acquitte de sa fonction avec rigueur, se montrant aussi intransigeant avec les contrevenants civils qu'avec ses hommes, dont il ne supporte pas le manque d'assiduité, ce dont Manilius fera les frais. Cependant, il se montre magnanime vis-à-vis d'Arturus, auquel il reconnaît certaines qualités, sans pour autant croire qu'il devienne un jour un soldat digne de ce nom (Miles ignotus).
Le grade de Iuventius n'est jamais précisé, mais sachant qu'il est inférieur à celui de centurion (Centurio), il est possiblement Décurion ou Optio Statorum (sous-officier de police militaire).
- 1re apparition : Miles ignotus (Livre VI, épisode 1)

## Gratin

### Anna de Tintagel
Interprétée par Anouk Grinberg

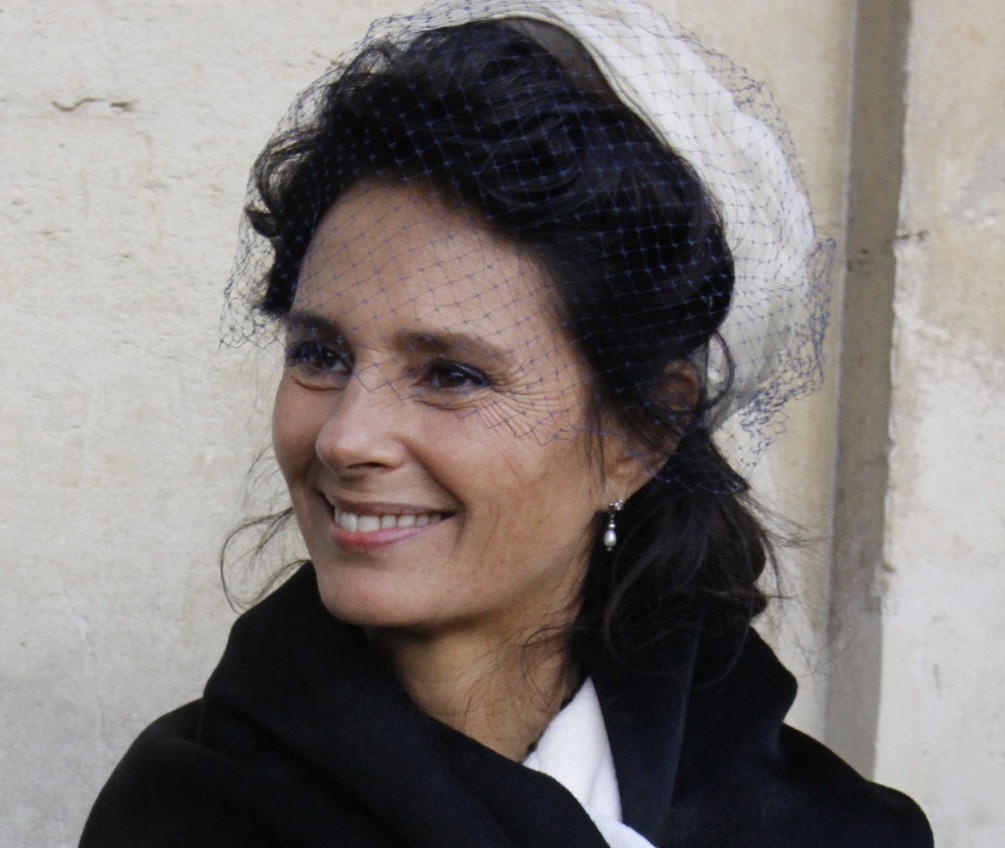
Anouk Grinberg, interprète d'Anna de Tintagel

Dans Dies irae, Anna de Tintagel n’a que cinq ans et est alors interprétée par Jeanne Astier, la fille d’Alexandre Astier, elle porte le nom de Morgause et est la sœur de Mordred (personnage masculin mais interprété ici par Arianne Astier, la sœur de Jeanne Astier). Dans certaines versions de la légende arthurienne, Anna n’est pas la sœur mais la mère de Mordred. Pour ce court-métrage, Alexandre Astier s’est basé sur les quelques recherches qu’il fit sur la légende arthurienne, pour les noms des personnages, le cadre et les idées de base. De ce fait la première apparition de ce personnage est anecdotique, car son rôle et même son identité dans la véritable série y sera totalement différent.
Elle est ensuite mentionnée à plusieurs reprises par Arthur et Loth, mais ne réapparaît que dans le Livre V. Son personnage est alors interprété par Anouk Grinberg. Elle est l’épouse du roi Loth d’Orcanie, mère de Gauvain, fille d’Ygerne de Tintagel et du duc de Gorlais, et par conséquent demi-sœur d’Arthur par leur mère.
D'après son mari, « la moitié de la Bretagne lui est passée dessus » (Loth Et Le Graal).
La position et le rôle d’Anna — aussi appelée Morcadés — dans les légendes sont ambigus. En effet, elle est tantôt la sœur, tantôt la demi-sœur maternelle d’Arthur. Elle est parfois confondue avec Morgane.
Dans la série, elle ressent une profonde haine doublée de jalousie à l’encontre de son demi-frère — le roi Loth essaye d’ailleurs de faire passer sa tentative de coup d’État comme des actes dictés par l’amour qu’il voue à sa femme qui est la personne qui hait le plus Arthur dans le royaume (épisode Miserere Nobis) —, haine qu’elle semblera mettre de côté l’espace d’un temps, afin d’obtenir d’Arthur qu’il tente de dissuader Léodagan d’entamer des représailles à l’encontre du royaume d’Orcanie. Devant le refus catégorique de ce dernier, Anna et Loth tentent de tuer Arthur, mais ils sont mis en échec par Guenièvre.
Cette haine qu’elle voue à son demi-frère vient du fait qu’Uther Pendragon, père d’Arthur, a tué le duc de Gorlais, père d’Anna. Depuis, elle tient Arthur pour responsable et a juré sa mort.
Elle lui propose de coucher avec elle, disant devant son refus qu’« il y viendra ». Cette proposition d’inceste est peut-être une vengeance inspirée de la légende arthurienne, selon laquelle Mordred (le fils du roi Arthur et de sa sœur) finira par tuer son père.
- Voir ses citations typiques sur Wikiquote.
- 1re apparition
  - Jeanne Astier : Dies Irae
  - Anouk Grinberg : L'Odyssée d’Arthur (Livre V, épisode 32)

### Attila chef des Huns
Interprété par Lan Truong
Attila, personnage redouté de l’histoire romaine, est le chef des Huns. On dit de lui que là où il passe, l’herbe ne repousse jamais. Dans Kaamelott, néanmoins, le seul chevalier à le redouter est Bohort ; en effet, Attila est un nabot agressif, certes, mais sot et facilement influençable. Et comme le fait remarquer Arthur, « Y a pas d’herbe dans la salle du trône… »
Arthur et ses chevaliers se débarrassent à plusieurs occasions de ce trouble-fête à l’aide de grossiers subterfuges. Lors de leur première rencontre, Arthur et Léodagan s’aperçoivent vite de la naïveté d’Attila, et lui offrent de la viande de cerf mijotée dans du miel en échange de sa clémence (Le Fléau de Dieu). La seconde fois, Attila désire repartir avec « la plus belle femme de Kaamelott ». Arthur enverra Grüdü, son garde du corps, grossièrement travesti, pour accompagner Attila et son acolyte (Le Fléau de Dieu II). Enfin, la troisième fois, Attila croit pouvoir vaincre Arthur, déjà attaqué par les Burgondes. Plaçant le chef burgonde à sa table, Arthur fera croire à Attila que les Burgondes ne sont pas venus pour l’attaquer, mais pour l’aider à repousser les Huns (Les Envahisseurs). À chacune de ses visites à Kaamelott, Attila est accompagné d'un seul guerrier hun (interprété par Bô Gaultier de Kermoal).
L'acteur Lan Truong est mort à l’été 2007 dans un accident de voiture. Son rôle, celui d'un personnage ayant réellement existé, comporte néanmoins une incohérence : l'intrigue de Kaamelott se déroule vers l'an 475 après Jésus-Christ. Or, on situe la mort d'Attila le Hun en mars 453.
- Surnom : Le Fléau de Dieu
- Voir ses citations typiques sur Wikiquote.
- 1re apparition : Le Fléau de Dieu (Livre I, épisode 5)

### Bohort roi de Gaunes (l'Ancien)
Interprété par Philippe Morier-Genoud
Père de Bohort et Lionel et roi de Gaunes. Ancien fidèle d'Uther Pendragon, il vit désormais dans une ferme avec sa famille.
Bien que vieillissant, il accepte avec enthousiasme de repartir à l'aventure dans le livre VI. Toutefois, son épouse le dissuadera et le roi de Gaunes enverra alors son aîné, Bohort le Jeune, accomplir un fait d'arme afin de pouvoir être aux côtés du futur roi de Bretagne, Arthur, lorsqu'il viendra prendre le trône. Bien que détestant les « habits grotesques » et la « coupe de cheveux de vendeuse de brochettes » de son fils, il lui montre tout de même une certaine affection avant son départ.
- 1re apparition : Dux bellorum (Livre VI, épisode 3)

### L’évêque monseigneur Boniface
Interprété par Marcel Philippot.
Monseigneur Boniface est un évêque germain, envoyé en visite protocolaire à Kaamelott. Malgré des circonstances inattendues qui l’amènent à partager avec Arthur le lit royal pour une nuit, il veut absolument échanger avec celui-ci sur la situation du christianisme en Bretagne. Boniface est en effet incertain quant au point de vue du peuple breton sur le monothéisme, et réfléchit à une possible cohabitation entre les religions celtiques et chrétiennes sur l'île.
Visiblement plus concilient et posé que le Répurgateur, Boniface se révèle aussi un défenseur acharné de l’homosexualité, ce qui incitera Arthur à passer le reste de la nuit par terre.
- 1re apparition : Compagnons de chambrée (Livre I, épisode 33).

### Le Roi Burgonde
Interprété par Guillaume Briat.

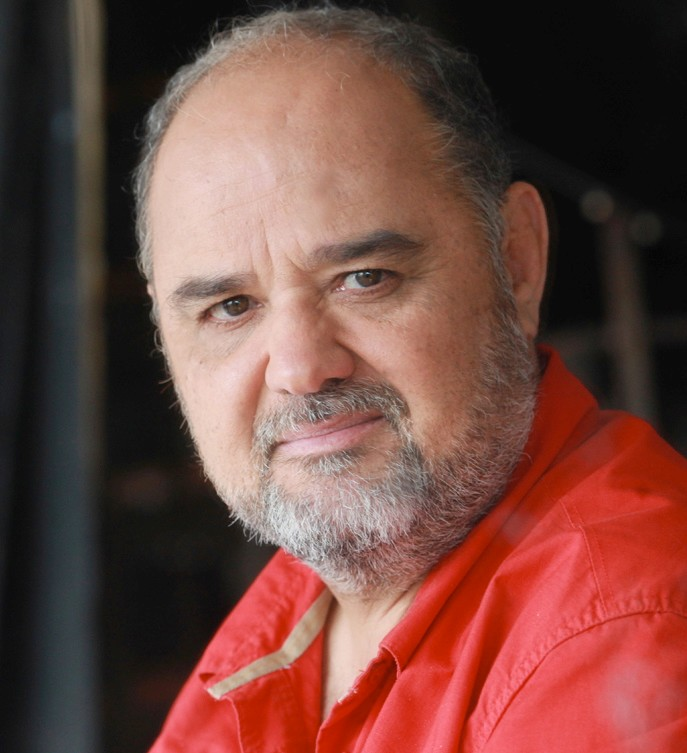
Guillaume Briat, interprète du Roi Burgonde

Le roi des Burgondes est un personnage stupide, grossier et glouton. Souvent présent à Kaamelott pour la signature d’un traité de paix, il ne comprend pas la langue d’Arthur, ce qui génère toujours de nombreux quiproquos. Comme il ne comprend rien, il a tendance à répéter tout ce qui est prononcé, ce qui peut aisément induire en erreur sur ses intentions. Néanmoins, Arthur ou Séli profitent parfois de sa bêtise, pour le tromper lors de la signature d’un traité (Le Dialogue de paix, Le Dialogue de paix II) ou se servir de lui pour distraire d’autres ennemis (Les Envahisseurs).
Lors de sa première visite, il fut accompagné de son « interprète » incarné par Lorànt Deutsch, mais celui-ci fut embauché par le Père Blaise, au grand dam du roi. L’interprète n’a jamais refait son apparition car Lancelot informe Arthur lors de la seconde visite du Roi Burgonde que ce dernier aurait pris des leçons pour parler leur langue. Mais, de toute évidence, c'est un piètre élève, empêchant ainsi Arthur d’avoir des dialogues avec le roi Burgonde. On a ainsi l'impression qu'il répète des phrases apprises par cœur avant ses visites à Kaamelott sans se soucier de leur signification et du contexte pour les placer.
Pour le roi Burgonde, tout (signature de traité, banquet…) est prétexte à flatuler, de préférence ouvertement et bruyamment. Il semble également apprécier les jeux car lors de l'une de ses apparitions il souhaite négocier un traité de paix en jouant à un jeu de stratégie (avec des figurines en forme d'œufs colorés) avec Arthur et dont les règles sont aussi nébuleuses que la langue burgonde.
S'il ne fait que peu d'apparitions dans la série, le roi Burgonde a un rôle plus important dans Kaamelott : Premier Volet. Alors qu'ils tentent une énième fois d’attaquer le château de Kaamelott avec de lourds engins de sièges, les troupes Burgondes, malgré leur nombre et leur matériel, sont incapables de mener un assaut correctement, ne parvenant pas à s’organiser et suivre les directives de leur roi. Leurs attaques sont alors plutôt vues comme un divertissement pour les hommes du château.
Le roi tente ensuite d’attaquer la forteresse de Léodagan en Carmélide mais finit par se lier d’amitié avec ce dernier, qui est fasciné par leurs machines de guerre. Après son évasion des geôles de Kaamelott et le sauvetage de Guenièvre, Arthur retrouve les Burgondes en Carmélide et découvre au cours d’un repas que ces derniers sont, malgré leur incompétence à la guerre, très doués en musique.
Devant l’échec de Léodagan à les former au combat et à la manipulation de leurs machines, Arthur décide d’utiliser leurs talents de musiciens à son avantage et parvient à organiser un assaut sur Kaamelott avec ses compagnons et le Roi Burgonde en se servant du rythme donné par les instruments pour faire bouger les troupes comme il le désire.
- Voir ses citations typiques sur Wikiquote.
- 1re apparition : L’interprète (Livre I, épisode 45).

### Le Chef Maure
Interprété par Arsène Mosca.

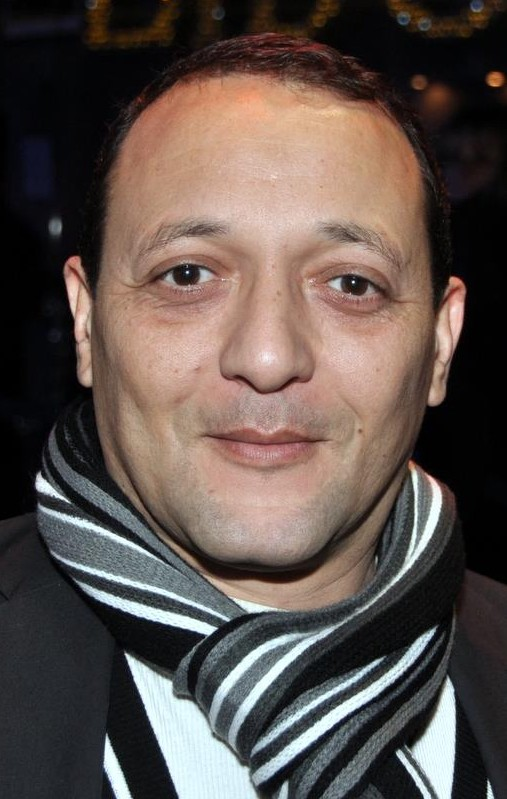
Arsène Mosca, interprète du Chef Maure

Le Chef Maure mène la délégation reçue à déjeuner à Kaamelott dans le cadre d’un entretien diplomatique avec le Roi Arthur, portant notamment sur la circulation des bateaux marchands dans les eaux territoriales. Adepte des négociations rapides, il n’en n’oublie pas moins d’être très pointilleux sur la politesse, à l’image de son peuple. Ainsi est-il tout près de quitter prématurément les lieux, désapprouvant catégoriquement les calembours hasardeux de Perceval. Il soulignera néanmoins la qualité de la nourriture servie, prompte à le faire roter en fin de repas, comme le veut apparemment la tradition Maure.
- 1re apparition : La Délégation Maure (Livre II, épisode 12)

### Cryda de Tintagel
Interprétée par Claire Nadeau.
Cryda de Tintagel est la belle-sœur d’Uther Pendragon, sœur d’Ygerne de Tintagel et par conséquent tante d’Anna et du Roi Arthur , qui se haïssent mutuellement. Cette haine est due au fait qu’elle a perdu son mari Sisténin quand un temple s'est effondré sur lui après avoir pris la foudre (La fête de l’hiver, La fête de l’hiver II, Guenièvre et l’orage). Depuis, Cryda méprise tout à l’exception de sa sœur.
Cependant, dans l’épisode L'Approbation, elle fait des efforts pour être gentille avec son neveu alors qu’il se décide à épouser Mevanwi, issue de la noblesse bretonne contrairement à Guenièvre.
Dans le livre V, avec Ygerne de Tintagel et Séli, elle pousse Roi Arthur  à trouver une solution face à la déliquescence du royaume : soit replanter Excalibur dans son rocher, solution qui convient aux deux sœurs, soit faire un héritier, ce que souhaite vivement la belle-famille d’Arthur. Ce dernier finira par choisir la première solution.
- 1re apparition : Cryda de Tintagel (Livre III).

### Goustan de Carmélide
Interprété par Philippe Nahon

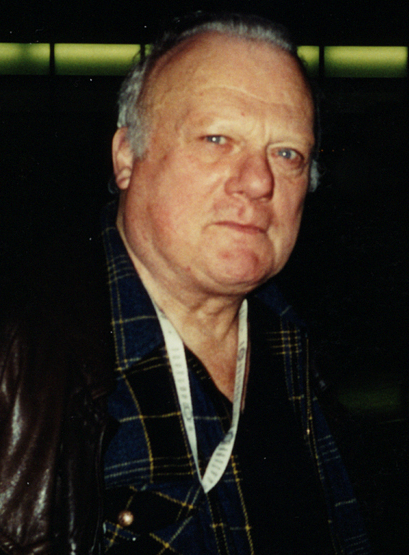
Philippe Nahon, interprète de Goustan le Cruel

Goustan de Carmélide (dit Goustan le Cruel) est le père de Léodagan et l’ancien roi de Carmélide. Intransigeant et brutal, c’est le chef de guerre breton par excellence. Il a une façon de s’exprimer peu flatteuse pour ses interlocuteurs et déteste que l’on critique les dieux celtes (« Écoutez moi bien les sent-la-pisse, vous êtes en train de critiquer un roi désigné par les dieux, et s’il y a bien une chose dont il ne faut pas se foutre, c’est les dieux ! »). Il peut néanmoins se montrer très intelligent quand il s’agit d’obtenir de l’argent, par exemple dans le livre VI quand il transmet le pouvoir à Léodagan pour garder l’argent des romains et continuer d’attaquer sans rompre le serment.
D'après Léodagan, Goustan le frappait avec des bûches pendant son enfance, mais il s’agissait d’une preuve d’affection (La Veillée). Goustan semble beaucoup aimer les champignons.
- Voir ses citations typiques sur Wikiquote.
- 1re apparition : Goustan le cruel (Livre I, épisode no 63)

### Hoël d’Armorique
Interprété par Eddy Letexier
Hoël est le roi d’Armorique. Il est de coutume à sa cour de fêter les anniversaires, les sujets ayant alors le droit de demander une faveur (Merlin l'Archaïque).
- 1re apparition : L’Assemblée des rois

### Ketchatar d’Irlande
Interprété par Valentin Traversi
Roi d'Irlande, il est à l'image de ses homologues : vindicatif, peu conciliant et pas vraiment intéressé par la politique progressiste du roi Arthur.

### Le Duc d’Aquitaine
Interprété par Alain Chabat

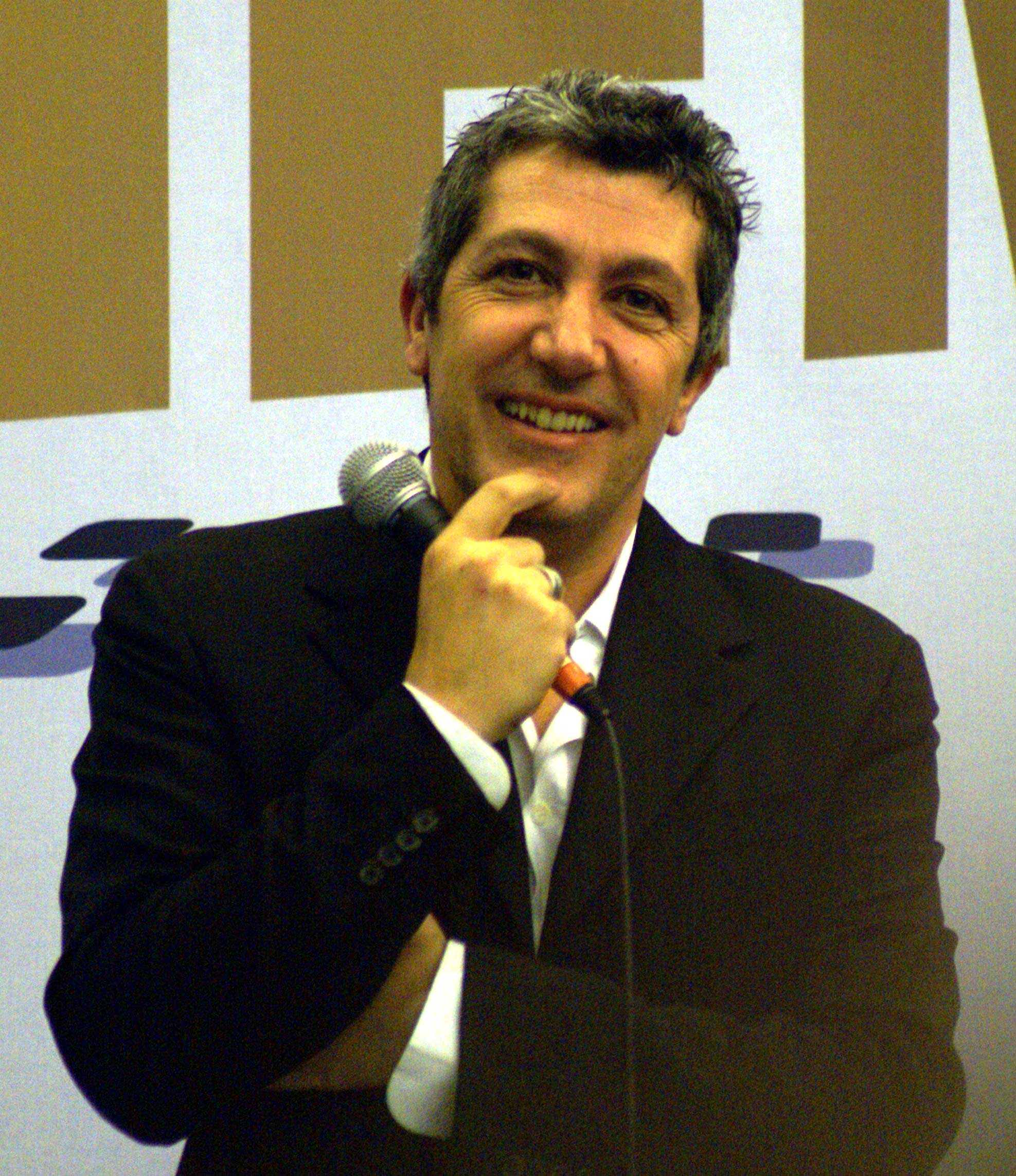
Alain Chabat, interprète du Duc d'Aquitaine

Souverain du duché d’Aquitaine, il est à la tête de la plus grande force du royaume de Logres sur le continent.
Personnage débonnaire, d’une grande intelligence, il tente souvent d’aborder les choses de façon posée et analytique, quitte à se livrer à un verbiage indigeste. Il fait preuve aussi de maladresse et de naïveté dans les rapports humains. En cela, il est très proche de Bohort. Il ne semble pas posséder les qualités naturelles d’un chef d’état.
À l’origine venu seul à Kaamelott pour essayer d’enlever Excalibur du rocher (Livre V) il sera tout de suite pris en grippe par dame Séli, qui le prendra pour un parasite. Menacé, insulté et agressé à coup de binette dans la cuisse, il voudra s’excuser de sa situation, ce que le roi Arthur a du mal à comprendre.
De par son caractère affable, il a quelques problèmes d’autorité, notamment avec sa femme, la duchesse d’Aquitaine, avec qui ses relations sont assez tendues. Voyant son sort, Arthur décidera de lui enseigner le sens de la répartie assassine.
Sa femme semble beaucoup plus jeune que lui et, au cours d’un repas protocolaire, il révèle une vérité atrocement crue avec un grand détachement : sa première femme est morte, victime d’une maladie qui l’a rendue énorme, au point que la garde est venue à la demande du Duc dans leur chambre, pour abréger ses souffrances. Transpercée par un coup de lance, elle se videra de son sang sur le sol pendant six heures avant de mourir. Cette histoire jette un froid et laisse planer des questions sur la personnalité du Duc.
Dans Kaamelott : Premier Volet, le Duc d’Aquitaine règne toujours sur son territoire et retrouve son ancien roi, prisonnier du chasseur de primes Alzagar, décidé à le livrer à Lancelot et toucher la récompense promise pour la capture d’Arthur.
Le Duc rachète alors Arthur et est heureux de le revoir, lui offrant l’hospitalité. Il lui explique que le règne de Lancelot fait souffrir le peuple et que beaucoup espèrent son retour. Arthur n’est toutefois pas désireux de reprendre le trône et demande au Duc de le guider vers l’Est pour pouvoir s’enfuir. Le Duc accepte en apparence mais finit par guider Arthur vers le Nord et, au cours d’un bivouac, l’abandonne à Gaunes, le laissant découvrir la résistance mise en place par Bohort et amorçant ainsi la reconquête du trône de Kaamelott.
- Voir ses citations typiques sur Wikiquote.
- 1re apparition : Les Aquitains (Livre V, épisode 15)

### La Duchesse d’Aquitaine
Interprétée par Géraldine Nakache.

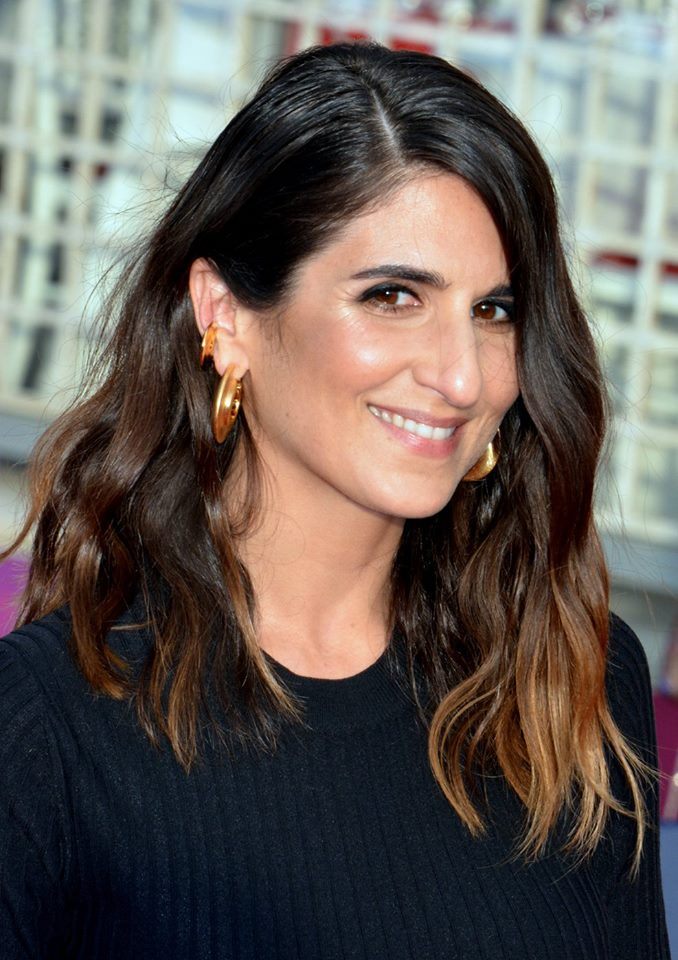
Géraldine Nakache, interprète de la Duchesse d'Aquitaine

Nouvelle et ambitieuse femme du duc d’Aquitaine, la duchesse d’Aquitaine remplaçant l'ancienne femme qui est morte d'obésité, achevée à coups de lance par un garde, c’est elle qui est à l’origine du déplacement du duc, dans le but de retirer Excalibur du rocher, dans le Livre V. Ne supportant pas le comportement débonnaire de son mari, elle le malmène, jusqu’à ce que celui-ci commence à répliquer, de manière assassine, sur les conseils du roi Arthur.
Dans Kaamelott : Premier Volet, la Duchesse est toujours mariée au Duc et ce dernier, qui n’a pas oublié les leçons d’Arthur, ne se laisse pas marcher sur les pieds, notamment quand son épouse rechigne à payer Alzagar pour libérer l'ancien roi.

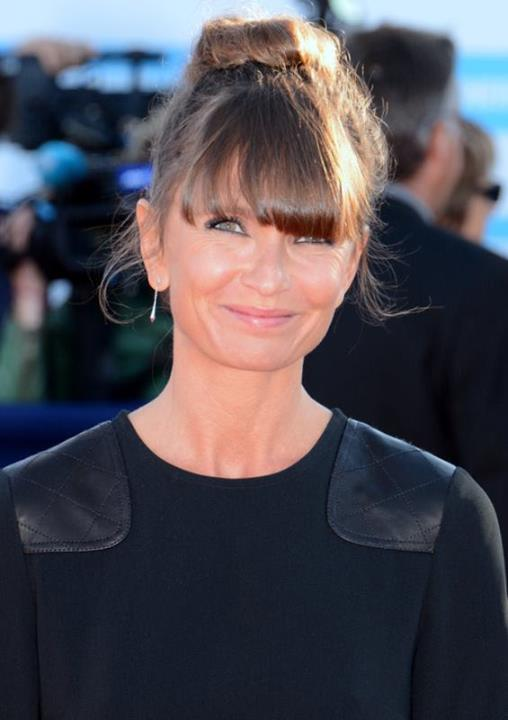
Axelle Laffont, interprète de Séfriane d'Aquitaine

- 1re apparition : Les Aquitains (Livre V, épisode 15)

### Séfriane d’Aquitaine
Interprétée par Axelle Laffont
La nièce du duc d’Aquitaine. Elle assiste le roi Arthur, alors qu'elle est enceinte, pour une réunion de la Table Ronde en créant de la bisbille.
- Voir ses citations typiques sur Wikiquote.
- 1re apparition : Séfriane d’Aquitaine (Livre III, épisode no 5)

### Sven le Viking
Interprété par Bruno Boëglin
Sven-à-la-barbe-souple est un chef viking qui tente d’envahir la Bretagne. Comme Attila, il arrive pour la première fois à Kaamelott afin qu’Arthur lui paye un tribut. Pour tout tribut, Arthur fait passer sa cuillère pour une relique (L'invasion viking). Dans le Livre III, Sven se voit attribuer par Arthur tout le territoire burgonde (Le dialogue de paix II).
Dans le Livre IV, on peut supposer que Sven est à la tête de la flotte viking qui attaque la Bretagne (Drakkars !), et dans le Livre VI, on apprend qu’Arturus a égorgé le chef ostrogoth sous les yeux de Sven et du roi burgonde.
Il peut être rapproché par son surnom de Sven à la barbe fourchue, roi danois ayant conquis l'Angleterre au début du IXe siècle.
- 1re apparition : L'invasion viking (épisode pilote no 2)

## Notables

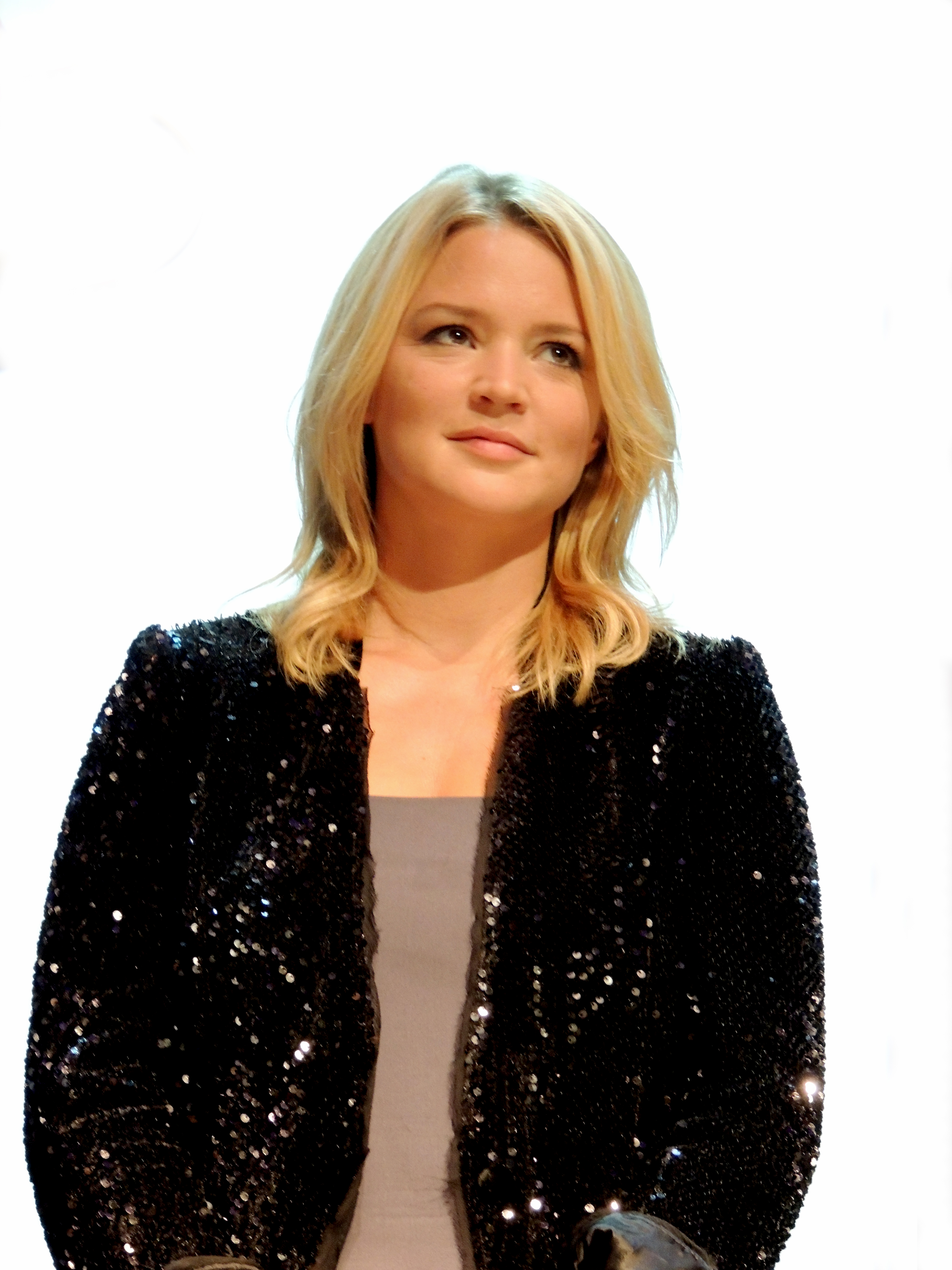
Virginie Efira, interprète de Berlewen

### Berlewen la femme lointaine de Bohort
Interprétée par Virginie Efira
Femme de Bohort, Berlewen réside à Gaunes et non à Kaamelott avec son mari. Elle n'y vient que rarement car elle supporte très mal les voyages et garde le lit les quelques fois où elle vient au château. Son absence étaye des rumeurs d'homosexualité de Bohort.
- Apparitions :
  - Livre III − Épisode 55 : Au Bonheur des Dames
  - Livre VI − Épisode 5 : Dux bellorum

### Hervé de Rinel
Interprété par Tony Saba.
Hervé de Rinel est un chevalier plutôt discret, bien que présent depuis le début. Il participe peu aux réunions de la Table Ronde: même lorsqu’il n’est pas absent, il rêvasse. Cela vaut sans doute mieux, cependant, car Hervé est probablement encore plus stupide que Perceval ou Karadoc. Il revendique son statut de « gros connard » et semble disposer d’un vocabulaire encore plus tordu que les autres chevaliers, utilisant des mots tels que « subrogative » (pour « subreptice ») ou « en tapinant » (pour « en tapinois »). Fort heureusement, l’expérience d’Arthur en la matière avec Yvain, Perceval et Karadoc lui permet d’être compris.
Parmi ses « faits d’armes » mémorables, quand il fut envoyé pour espionner les paysans, il ne trouva rien de mieux que de demander directement à Guethenoc : « Est-ce que vous préparez un sale coup ? » (L’Espion). Ou encore, chargé de récupérer les clés des geôles où Arthur était emprisonné par erreur, il réussit l’exploit de s’enfermer tout seul (Sous les verrous II). Et pourtant, il est fidèle à son roi et désireux d’accomplir au mieux ses missions. Hervé de Rinel se targue également d’être un spécialiste de la cartographie (Les Émancipés), cependant, après en avoir fait deux fois le tour, il a conclu que l’île de Bretagne était ronde.
Il semble éprouver les pires difficultés à reconnaître les gens et à retenir les prénoms. Confondant la reine avec « la femme du chevalier Cifrelot » (Le royaume sans tête), il va jusqu’à oublier le nom du roi Arthur lui-même après la démission de ce dernier, le nommant « Carbure ». Réciproquement, la reine ne connaissant pas son nom, quand elle rapporte à Arthur que Léodagan, le Père Blaise et Hervé de Rinel ont frappé à sa porte pour le voir, elle affuble Hervé de Rinel d'un nom qui n'existe pas, « un nom comme "Quijou" ou "Quichou" », comme elle dit (Livre V).
Pour son recrutement dans le Livre VI, il peine à trouver un adjectif qui le correspond (La Bretagne, régional, le plancton…)
Dans Kaamelott : Premier Volet, Hervé de Rinel réapparaît à l’improviste lors de l’évasion d’Arthur et ses fidèles grâce à un des tunnels des Semi-Croustillants.
Dans le cycle arthurien, son nom est parfois traduit par Henry/Herwe/Hervé de Rywel/Ruwel/Rinel.
- Voir ses citations typiques sur Wikiquote.

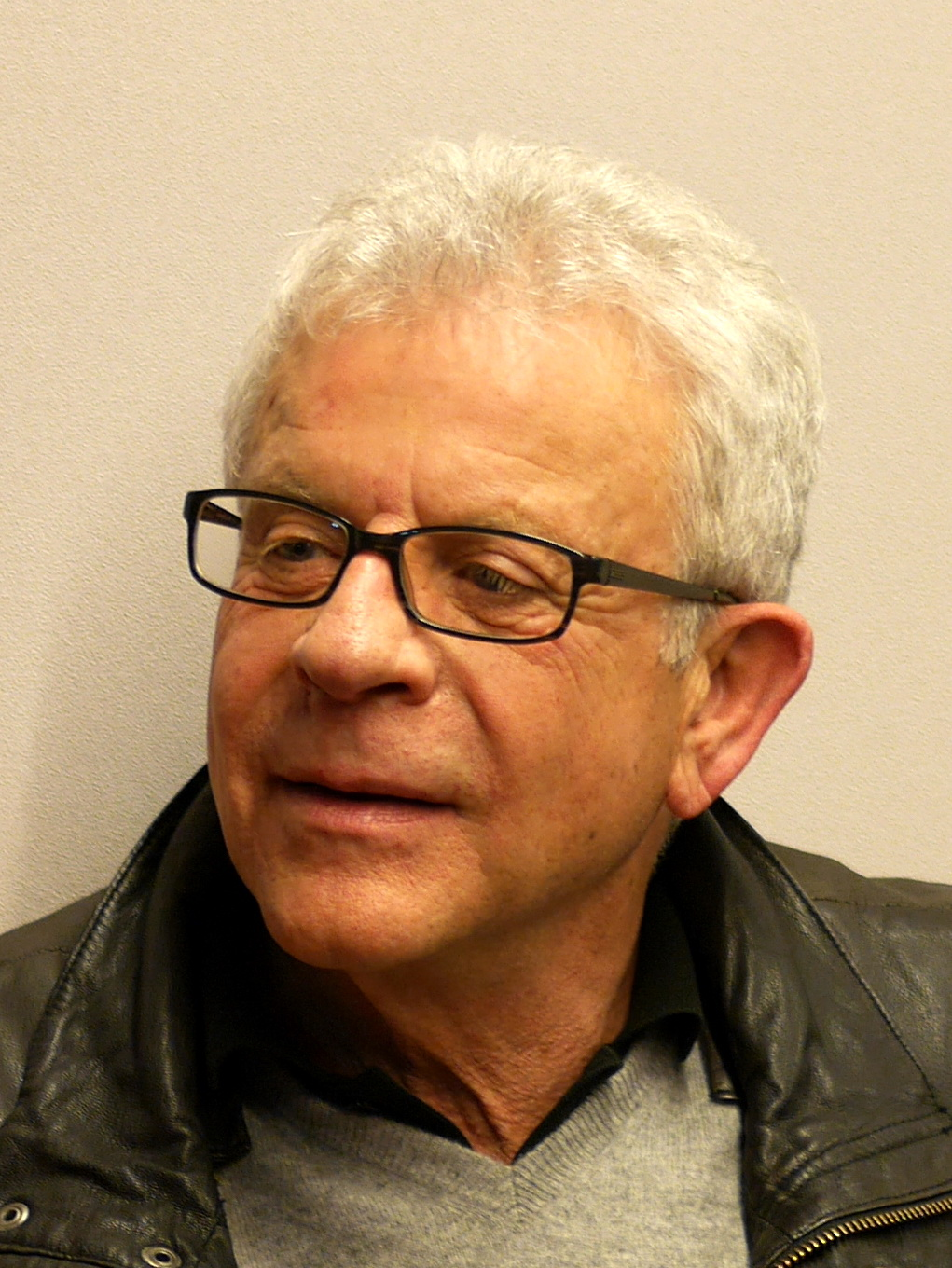
Georges Beller, interprète de Jacca

- 1re apparition : Dies iræ

### Jacca le chevalier qui ne se bat pas
Interprété par Georges Beller
Jacca est le plus âgé des chevaliers de la Table ronde et ne se mêle que peu des affaires militaires du royaume (par peur du combat). Il tyrannise ses paysans, ignorant tout des prérogatives du roi Arthur. Il explique son absence aux réunions de la Table Ronde par le fait qu'il soit souvent malade (à tel point que Léodagan finit par penser qu’il est mort). Jacca a tendance à perdre son calme et à se montrer grossier devant le roi, ce qui choque Lancelot.
- 1re apparition: La Taxe Militaire (Livre I: épisode 21)

### Le Jeune Maure
Interprété par Karim Quayouh
Le Jeune Maure est chargé de seconder le Chef Maure dans les négociations bilatérales avec le Roi Arthur portant sur la circulation maritime marchande dans les eaux territoriales. Dans la droite lignée de son supérieur, il exige un grand respect de sa personne, n’aimant ni les plaisanteries douteuses, ni l’absence prolongée de nouvelles de ses interlocuteurs quand ils sont sollicités. Il se montrera néanmoins satisfait de l’accord proposé par Arthur.
- 1re apparition: La Délégation Maure (Livre II: épisode 12)

### Mehben fille de Karadoc
Interprétée par Ariane Astier.
Mehben est l’une des deux filles de Karadoc et Mevanwi. Elle apparaît pour la première fois dans l'épisode Pupi (Livre II, épisode no 83), mais son personnage n'est pas crédité au générique.
Dans le Livre V, pour une raison indéterminée, elle reste sous la garde de Demetra et n’accompagne pas ses parents lorsque ceux-ci quittent Kaamelott avec Perceval pour fonder le clan des Semi-Croustillants chez le tavernier. Lorsque sa famille la rejoint à Kaamelott peu après pour une nuit, elle déclare vouloir dormir à la taverne, à l’inverse de sa sœur.
Dans Kaamelott : Premier Volet, Mehben est désormais une jeune femme (elle n’a d’ailleurs que peu de souvenirs de sa vie à Kaamelott). Fiancée à Petrok, le fils du paysan Roparzh, Mehben a, comme sa sœur, renié Mevanwi, désormais mariée à Lancelot.
Emprisonnée avec ses amis, elle s’évade avec Arthur grâce à l’intervention de Merlin et, après la défaite de Lancelot et la reconstruction de la Bretagne, épouse Petrok, entourée de sa sœur et ses amis.
- 1re apparition créditée :
  - Format long : Vae Soli ! (Livre V, épisode no 3)
  - Format court : Les Exilés (Livre V, épisode no 17)
- Ariane Astier est l’une des filles d’Alexandre Astier, et la sœur de Jeanne Astier (interprète de Mehgan). Elle est aussi créditée comme interprète de Mordred dans le court-métrage Dies Irae.

### Mehgan fille de Karadoc
Interprétée par Jeanne Astier.
Mehgan est, aux côtés de Mehben, l’autre fille de Karadoc et Mevanwi. D'après sa mère, c’est une enfant qui s'endort difficilement. À l'instar de sa sœur, sa première apparition remonte à l'épisode Pupi (Livre II, épisode no 83), sans que son personnage ne soit crédité au générique.
Dans le Livre V, elle convainc ses parents et Perceval de passer une nuit à Kaamelott pour rejoindre sa sœur restée au château avec Demetra, bien que le groupe ait déjà quitté officiellement la forteresse après avoir pris son indépendance. Que ce soit à la taverne ou à Kaamelott, Mehgan n’apprécie guère la compagnie nocturne de Perceval, qui selon elle prend trop ses aises au lit.
Dans Kaamelott : Premier Volet, Mehgan est désormais une jeune femme (elle n’a d’ailleurs que peu de souvenirs de sa vie à Kaamelott) et a renié sa mère, qui est désormais mariée à Lancelot.
Emprisonnée avec ses amis dans les geôles de Kaamelott, elle refuse l’aide de sa mère pour sortir et s’évade grâce à Merlin. Lors de l’assaut des Burgondes dirigés par Arthur sur le château, Mehgan regarde la bataille avec Gareth, le fils de Loth d’Orcanie. C’est également elle qui ira chercher Arthur lors de l’effondrement du château, le sortant de sa léthargie et le poussant ainsi à ne pas se laisser mourir sous les gravats.
- 1re apparition créditée :
  - Format long : Vae Soli ! (Livre V, épisode no 3)
  - Format court : Les Exilés (Livre V, épisode no 17)
- Jeanne Astier est l’une des filles d’Alexandre Astier, et la sœur d’Ariane Astier (interprète de Mehben). Elle est également créditée comme interprète de Morgause (alias Anna) dans le court-métrage Dies Irae.

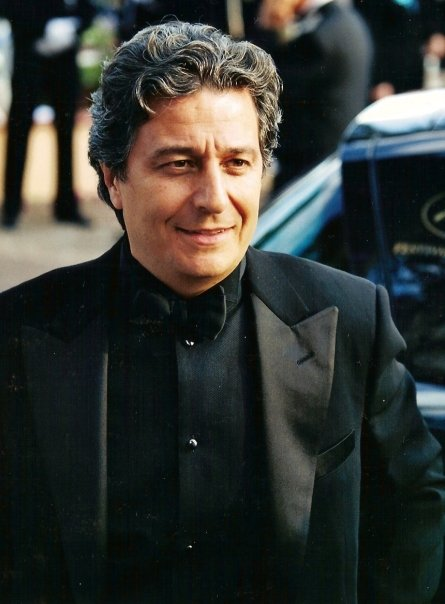
Christian Clavier, interprète du Juriconsulte

### Le Jurisconsulte
Interprété par Christian Clavier
Le jurisconsulte est appelé à Kaamelott, sur une idée de Lionel de Gaunes, afin de pouvoir aider à la nomination d’un nouveau dirigeant du royaume de Logres, après le refus d’Arthur de retirer Excalibur du rocher.
Il est détesté par dame Séli, qui fait tout ce qu’elle peut pour lui pourrir la vie. Lui n’hésite pas à dire ce qu’il pense, notamment à Arthur, et s’emporte souvent contre le père Blaise, notamment en ce qui concerne l’ordre et le stockage des archives.
Ses recherches amèneront à la nomination d’un régent, désigné par la reine. Mais une manipulation de Mevanwi, qui couche avec lui pour retrouver l’acte d’annulation de l’échange d’épouses entre Arthur et Karadoc, fait qu’il lui rend malgré lui sa place de reine.
Dans Kaamelott : Premier Volet, le jurisconsulte est membre de l’état-major de Lancelot avec Loth, le père Blaise et Dagonet. Comme ces derniers, il est banni par Arthur à la fin du film.
- Voir ses citations typiques sur Wikiquote.
- 1re apparition : Le Jurisconsulte (Livre V, épisode no 27)

### Narsès
Interprété par Denis Maréchal.
Narsès est un général (dux bellorum) byzantin, au service de l’empereur Justinien. Narsès est eunuque, ce qui, selon son « connard d’empereur à Byzance, Justinien », le rend plus doué au combat parce qu’il ne se préoccuperait pas de mourir, n’ayant pas d’enfants. Faute de pouvoir « faire des saloperies », Narsès prend son plaisir dans le voyeurisme, se proposant d’observer ainsi Arthur ou Perceval, ce dernier n’ayant (encore) rien compris à la situation et ignorant la signification du mot « eunuque » (Eunuques et chauds lapins).
Dans le livre VI, on apprend que Narsès et Arthur s’étaient déjà rencontrés, étant chargés tous les deux de la même mission : tuer un chef ostrogoth, ce qui leur permettrait d’accéder à leur fonction de dux bellorum. Narsès tua le chef ostrogoth avant Arthur en l’empoisonnant, et Arthur égorgea le chef déjà mort (Arturi Inquisitio), chacun parvenant ainsi à avoir le mérite de la mort du chef aux yeux de leurs commanditaires.
- 1re apparition : Eunuques et chauds lapins (Livre I, épisode no 74)

## Mythologie bretonne

### L'Ankou
Interprété par Ged Marlon
L’Ankou est un être spectral chargé de transporter les cadavres vers l’au-delà. La mort subite d’un serviteur de Kaamelott lui donne l’occasion de s’entretenir avec le Roi Arthur sur des soucis d’ordre pratique spécifiques au château, qui compliquent sa tâche. Étonnamment aimable et empathique, c’est aussi un bon-vivant amateur de nourriture et de boisson.
Au-delà de la série, l’Ankou est un personnage très récurrent de la mythologie bretonne.
- 1re apparition: L'Ankou (Livre III, épisode 10)

### Uther Pendragon
Uther Pendragon est le père biologique d’Arthur. Il se serait fait passer pour le mari d’Ygerne de Tintagel (le duc de Gorlais), grâce à une potion de polymorphie préparée par Merlin afin de coucher avec elle. Arthur sera le fruit de cette liaison et sera caché par Merlin. Étant mort pendant l’enfance d’Arthur, il n’est jamais apparu à l’écran vivant. Il apparaît toutefois en fantôme auprès d'Ygerne (dans l'épisode La Veillée) et salue Guenièvre à cette occasion.
C'était un roi breton, conformément aux légendes arthuriennes, durant le règne duquel Excalibur est apparue dans son rocher. Il semble avoir été terriblement cruel et brutal (La Visite d'Ygerne, Anton), au point que même Léodagan le Sanguinaire et son père Goustan le Cruel le considéraient comme un « taré » et un « gros dingo » (Arturus Rex), alors qu'ils ont eux-mêmes la réputation d'être très violents et belliqueux. C'est pour protéger Arthur de la violence d'Uther (qui n'aurait pas supporté qu'un enfant retire Excalibur alors que lui n'y arrivait pas) que sa mère et sa tante l'ont envoyé à Rome, là où Uther ne risquait pas de le trouver. Ygerne lui voue cependant une certaine admiration, le prenant souvent comme exemple (La Visite d'Ygerne, L'Ancien Temps).
Il apparaît également en spectre dans un épisode jamais réalisé mais existant sous forme de scénario. Dans cet épisode, Lancelot prévient Arthur en pleine nuit qu'un spectre est assis sur son trône. C'est ainsi qu'Arthur fait connaissance avec son père biologique décédé. Uther était venu donner un indice à Arthur sur le Graal de la part des dieux, mais il ne s'en souvient plus (Il devrait chercher du côté de "Ga...", "Gla..." ou "Gli...").

### La Fée Morgane
Interprétée par Léa Drucker
La Fée Morgane devra, le jour où Arthur sera mortellement blessé au combat, l’emmener agonisant mourir sur l’Île d’Avalon. Lorsqu’il se fait trancher la carotide, elle se montre très pressée de repartir avec lui et doute ouvertement de l’efficacité des soins de Merlin qui réussit finalement à sauver le roi. Dépitée, elle confie à l’enchanteur son ras-le-bol de « trimballer des macchabées à Avalon ». Son rêve secret serait de « se prendre une petite cabane dans la forêt et de faire des tartes aux myrtilles » (La Blessure Mortelle).
Dans le Livre IV, elle apparaît exceptionnellement à Arthur pour lui conseiller de « jeter un œil » dans le livre des Prophéties. Arthur y découvrira le châtiment que les dieux ont prévu pour lui (La Réponse).
- 1re apparition : La Blessure Mortelle (Livre I, épisode no 85)

## Grouillots

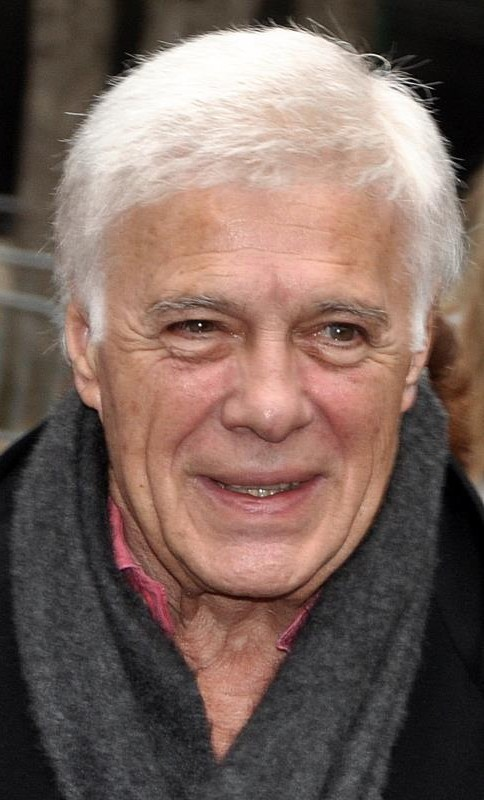
Guy Bedos, interprète d'Anton

### Anton le père adoptif d’Arthur
Interprété par Guy Bedos.
Anton est un fermier. Généreux et hospitalier (selon ses propres mots, « N'importe quel clodo qui rentre chez moi, de nuit comme de jour, il a une assiette devant le nez »), il devient une sorte de père adoptif pour le jeune Arthur (alors âgé de quatre ans) que lui confie Merlin pour le protéger d’Uther Pendragon.
Anton vit avec son fils naturel, Keu, qu'il considère comme un étranger (et qu'il ne se prive pas d'insulter et de dénigrer en public) alors qu'il a considéré Arthur comme son propre fils et l’a élevé comme tel pendant quelques années, jusqu’à son départ pour Rome. Anton sera très touché par cette séparation, noyant vraisemblablement son chagrin dans l'alcool depuis.
Durant ses années passées à la ferme, Arthur n'arrêtait pas de parler, si bien qu'Anton a fini par lui forger un médaillon à l’image d’Ogma, le dieu de l’éloquence, qui terrasse ses ennemis par la parole. Arthur porte toujours ce médaillon depuis, sans pourtant avoir jamais revu Anton avant la fin du Livre V.
Dans le cycle arthurien, ce personnage s’appelle Antor.
- 1re apparition : Anton (Livre V, épisode 45)

### Ao Si Ka
Interprété par Tien Vuong N'guyen.
Ao Si Ka est un homme venu de l'empire chinois pour retirer Excalibur du rocher mais il a été séduit par le projet de Perceval et de Karadoc de fonder un clan autonome. Quand il s’est présenté au recrutement, Ao Si Ka a dit qu’il était un assassin et il est devenu l’un des principaux membres du clan des semi-croustillants malgré les premières réticences de Karadoc.
- 1re apparition : Le recrutement (Livre V, épisode 10)

### Acheflour la mère de Perceval
Interprétée par Michèle Goddet
Mère de Perceval et épouse de Pellinor. Elle est plus ouverte que son mari à l'idée de voir son fils partir à l'aventure. Elle avouera à Arthur que Perceval est un enfant trouvé, chose tenue secrète jusque là, espérant que le roi portera une attention particulière au jeune Gallois.
- 1re apparition : Præceptores (Livre VI, épisode 3)

### Le Bateleur
Interprété par Jacques Gallo.
Le bateleur est l’un des principaux membres d’une troupe de théâtre itinérante qu’Arthur, guidé par Méléagant, croise lors de son retour vers Kaamelott après avoir recherché sa descendance. Grand orateur et comédien, il dirige avec éloquence une représentation du ‘Garçon Qui Criait Au Loup’, à laquelle Méléagant, qui est un de ses amis, avait promis d’assister. Son charisme sur scène contraste toutefois avec l’attitude mystérieuse et très posée qui le caractérise par ailleurs, le rendant aux yeux d’Arthur aussi insaisissable que Méléagant.
- 1re apparition
  - Format long : Le garçon qui criait au loup (Livre V, épisode no 8).
  - Format court : Les itinérants (Livre V, épisode no 46).

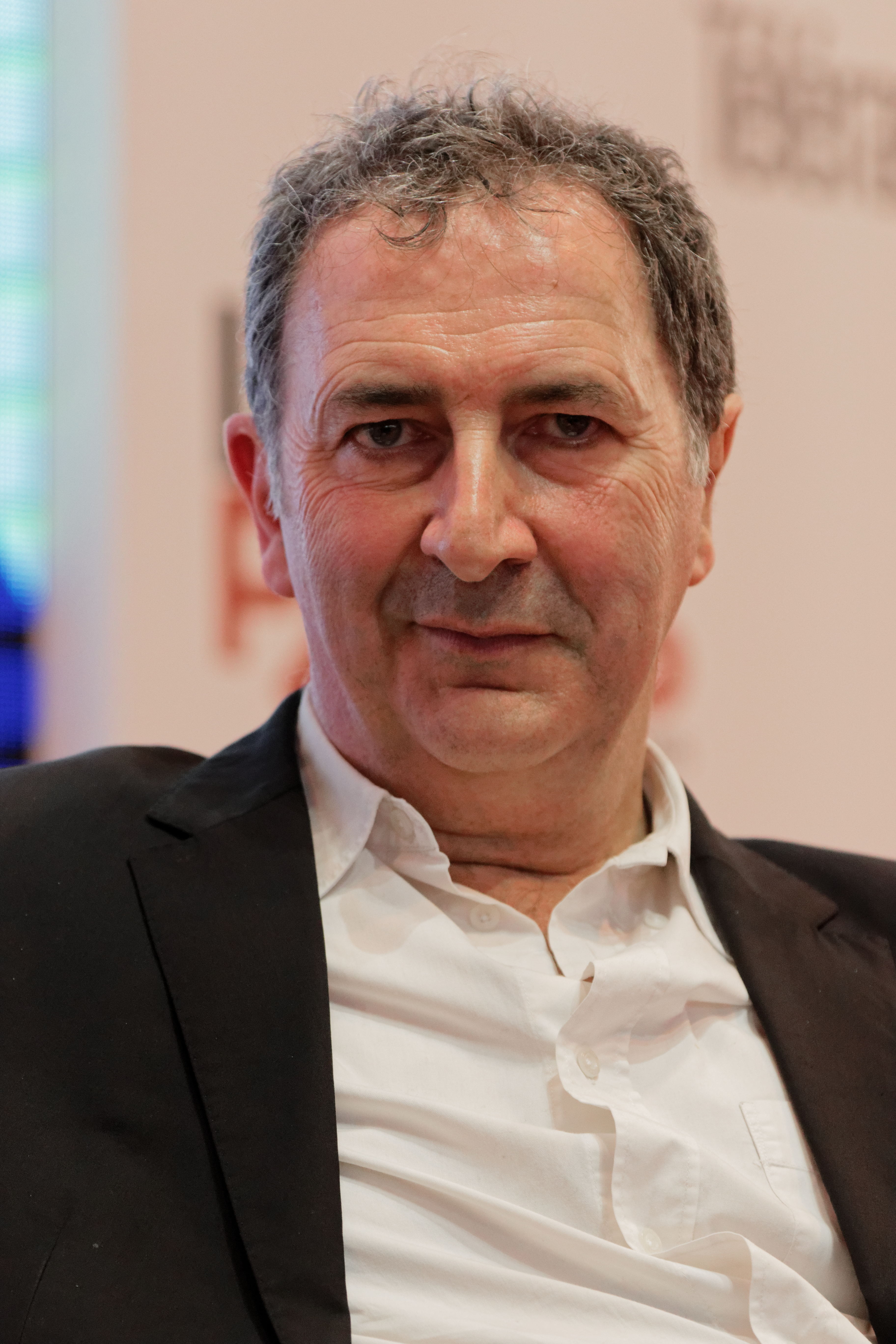
François Morel, interprète de Belt

### Belt le vigneron du Château
Interprété par François Morel.
Vigneron du château, il apparaît pour la première fois lorsque Arthur demande des explications concernant la qualité du vin à Kaamelott. (Spiritueux). Il semble être aussi incompétent que Guethenoc et Roparzh en ce qui concerne l’agriculture : Arthur qualifie son vin de « dégueulasse ».
Dans le livre VI, il entre dans la taverne avec les deux paysans pour réclamer plus d’argent (plus de considération selon Guethenoc) au nouveau roi.
Dans Kaamelott : Premier Volet, Belt est toujours paysan et subit les dommages du règne de Lancelot, qui appauvrit et terrorise le peuple, amenant les paysans proches de la révolte. Il participe aussi aux disputes entre Guethenoc et Roparzh.
- Voir ses citations typiques sur Wikiquote.
- 1re apparition : Spiritueux (Livre II, épisode 68).

### La Bergère
Interprétée par Mélanie Vaudaine.
La bergère est une amie d’enfance de Madenn, chargée de veiller sur l’élevage de moutons de Guethenoc. Peu à l’aise lors d’échanges verbaux rapides, elle préfère les conversations posées, comme en témoigne celle qu’elle tient avec Arthur lorsque ce dernier voyage à la recherche de ses enfants (Jizô). Ignorant qu’elle parle à l'ancien Roi de Bretagne, qui s’est présenté sans se nommer, elle lui révèle que la fille de Guethenoc, contrairement à ce qui lui avait été dit autrefois (La coccinelle de Madenn), n’a manifestement jamais été enceinte de lui.
À l’instar de Madenn, la bergère a lourdement subi la mortalité infantile : elle a perdu six enfants, soit un de plus que son amie.
- 1re apparition
  - Format long : Jizô (Livre V, épisode no 6).
  - Format court : Les Transhumants (Livre V, épisode no 37).

### Breccan l’artisan irlandais
Interprété par Yvan Le Bolloc'h.

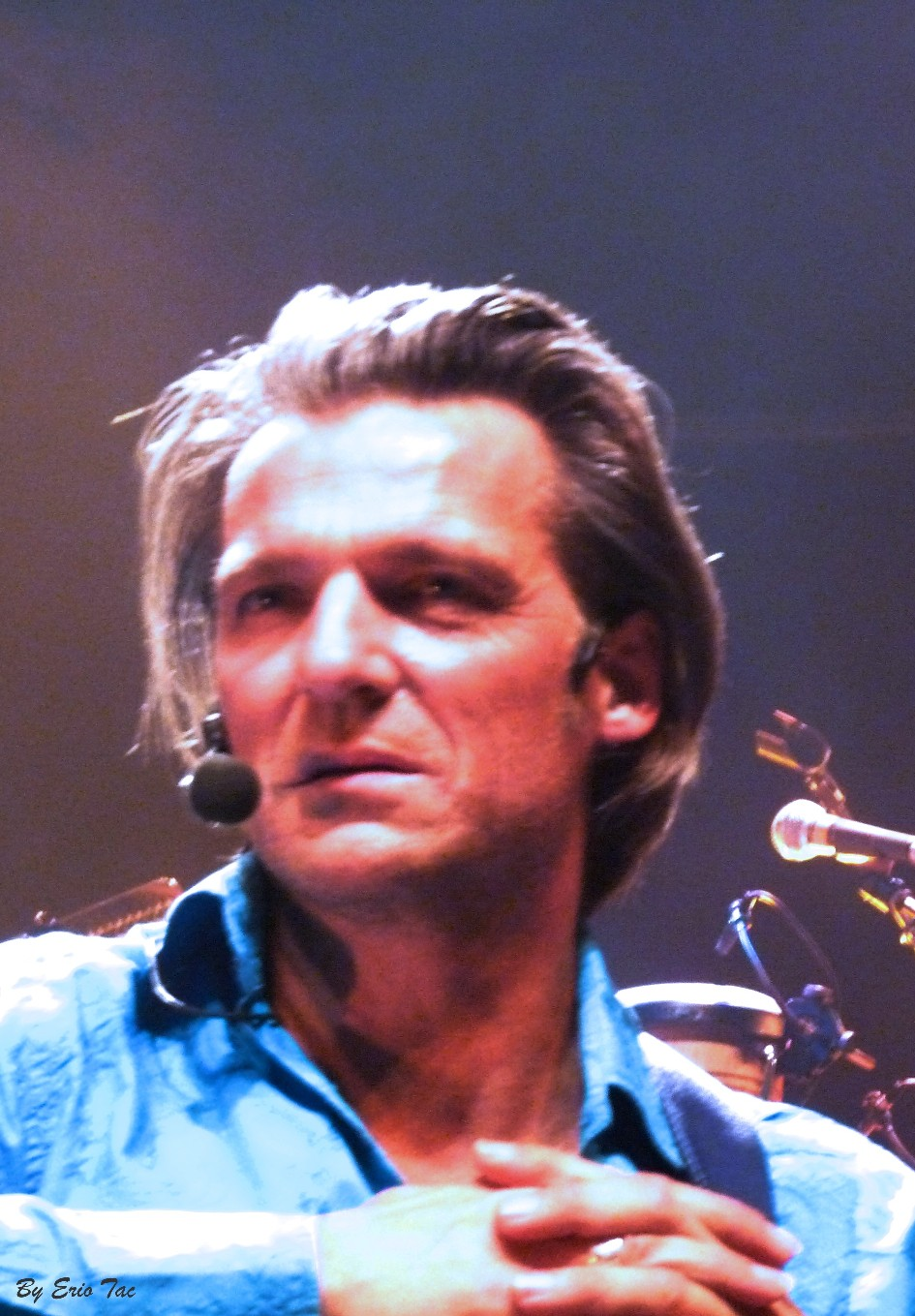
Yvan Le Bolloc'h, interprète de Breccan.

Breccan est un artisan irlandais, spécialisé dans la sculpture (il aurait livré quatre cents dolmens à Winchester avant d'être convoqué à Kaamelott) et la menuiserie. Il est chargé par le Roi Arthur de construire la table ronde, ce dont il s'acquitte avec brio malgré les réserves du Roi quant au choix des matériaux utilisés.
En bon commerçant, il tentera de vendre au Roi du mobilier supplémentaire, sans succès.
- Voir ses citations typiques sur Wikiquote.
- Unique apparition : La table de Breccan (Livre I, épisode 3).
- L'épisode en question sert de transition entre cette série et celle de Caméra Café précédemment diffusée sur M6. Le personnage est similaire à celui du commercial Jean-Claude Convenant dans l'autre série, tous deux interprétés par le même acteur.

### Buzit le Barde
Interprété par Didier Bénureau.
Buzit est un barde venu à la demande de Guenièvre afin de divertir ces dames lors du repas, à l'incompréhension de Léodagan et d'Arthur, qui ne voient pas l'intérêt d'entendre les nouvelles du monde de la bouche d'un chanteur itinérant, lorsqu'ils peuvent obtenir ces mêmes informations de la bouche de leur pléiade d'espions.
On apprend que le barde a pour habitude, comme tous les bardes visiblement, d'inventer les informations qu'il colporte, afin de collecter plus d'argent. Ainsi il annonce lors de sa représentation la mort du roi Loth d’Orcanie, et affirme régulièrement chanter la mort d'Arthur. À noter qu'il n'est pas doté d'une excellente mémoire, ayant immédiatement oublié le contenu de sa chanson après l'avoir entonné.
Il est possible qu'il s'agisse du même barde qui, dans l'épisode À la Volette, aura causé bien des soucis à Arthur, ce dernier ne pouvant retirer l'air de ladite chanson de sa tête, l'empêchant d'exercer ses fonctions correctement.
- 1re apparation : Des Nouvelles du Monde (Livre I, épisode 7)

### Edern le Chevalier Femme
Interprétée par Émilie Dequenne

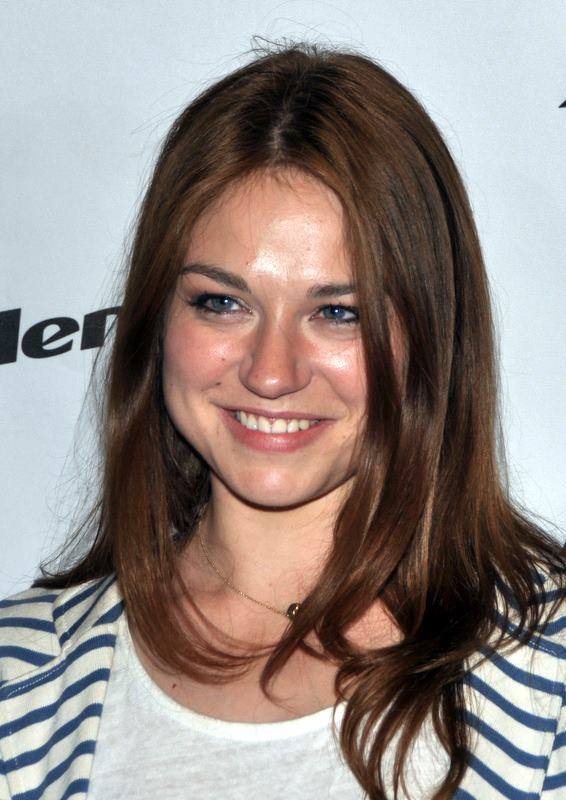
Émilie Dequenne, interprète de Edern

Edern est la fille d’un ami de Léodagan et la seule femme à être Chevalier de la Table Ronde. Elle est très proche de Bohort. D'abord mal vue par les autres membres de la Table Ronde, elle est finalement acceptée lorsque l'archevêque Petronius tente de dicter ses lois aux chevaliers et veut imposer le départ d'Edern, ce qui ne plait pas à Arthur et ses hommes.
- 1re apparition : Le Chevalier Femme (épisode pilote no 6)

### Evaine mère de Bohort
Interprétée par Claire Wauthion
Épouse de Bohort l'Ancien et mère de Bohort le Jeune et Lionel de Gaunes. Très protectrice avec sa famille, elle dissuadera son époux de repartir à l'aventure (en raison de l'âge avancé de celui-ci). Elle tentera également de dissuader son mari d'envoyer son fils aîné Bohort le Jeune (dont elle est très proche) accomplir un fait d'arme afin de siéger aux côtés du futur roi de Bretagne, Arthur.
- 1re apparition : Dux bellorum, Épisode 5, Livre VI

### Fearmac le prisonnier
Interprété par Bernard Le Coq

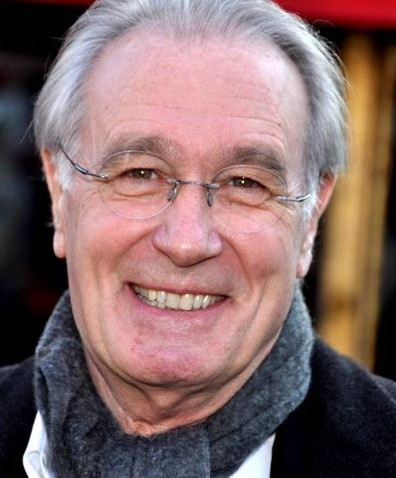
Bernard Le Coq, interprète de Fearmac

Fearmac est prisonnier dans les geoles de Kaamelott depuis vingt-deux ans, il détestait Uther Pendragon. Depuis que ce dernier a parlé de pactiser avec les Romains, Fearmac et sa bande ont brûlé trois auberges et deux postes frontière. Fearmac a donc été prisonnier quatre ans pour terrorisme et trois jours pour détention d’insectes (il était infesté de poux). Mais on a oublié de le libérer et il est resté finalement vingt-deux ans au cachot. Il réveille tout Kaamelott pendant la nuit, mais quand on lui propose de le libérer, il refuse afin de ne pas replonger dans le banditisme.
- 1re apparition : Le Terroriste (Livre II, épisode no 9)

### Ferme-Ta-Gueule
Ferme-Ta-Gueule est un jeune bouc offert par un ennemi indéterminé au roi Arthur en signe de soumission. Son nom lui vient du fait qu’il n’arrêtait pas de couiner quand il est né. Il a besoin d’être nourri au biberon car retiré trop tôt à sa mère. Arthur lui porte énormément d’affection : il le préfère (et de loin) à Demetra.
- apparition unique : Le cadeau (Livre II, épisode no 45)

### Ferghus l’aide de camp de Lancelot
Interprété par Alban Lenoir.
Ferghus est l’aide de camp de Lancelot, l’un des guerriers présents au camp séparatiste dans le Livre IV.
Les deux fonctions principales de Ferghus ont été le nettoyage du camp ainsi que la garde de l’entrée. Très zélé dans sa tâche, il apparaît néanmoins rapidement comme idiot. En effet, Ferghus a beaucoup de mal à comprendre les ordres (Raison et Sentiments) et peine à retenir sans le déformer un message diplomatique à l’attention d’Arthur (L’Ultimatum). Plus tard, les hommes de Lancelot ayant reçu l’ordre d’attaquer à vue les chevaliers de Kaamelott, Ferghus ne parvient pas à reconnaitre Perceval et Bohort comme faisant partie de ceux-là.
Lors de l’attaque du camp de Lancelot par Arthur et ses hommes (Le Sauvetage), Ferghus et les autres gardes sont neutralisés, tandis que le roi va récupérer sa femme dans la tente de Lancelot.
Absent des Livres V et VI, Ferghus réapparaît dans Kaamelott : Premier Volet, toujours au service de Lancelot. On peut supposer qu’il se fait bannir avec les fidèles de Lancelot à la fin du film.
- 1re apparition : Raison et Sentiments (Livre IV, épisode no 3)

### Hagop d’Arménie
Interprété par Philippe Ayanian
Hagop d’Arménie est un guerrier arménien qui écrase les crânes de ses ennemis à mains nues et qui commande pour Justinien à Byzance. Dans Kaamelott, il vient pour s’occuper des combats de chefs de clans. Il finit par être tué par Arthur.
Alexandre Astier a probablement tiré ce nom du célèbre linguiste arménien Agop Dilaçar.[réf. nécessaire]
Unique apparition: Le Combat Des Chefs (Livre III épisode no 6) (décédé durant l'épisode)

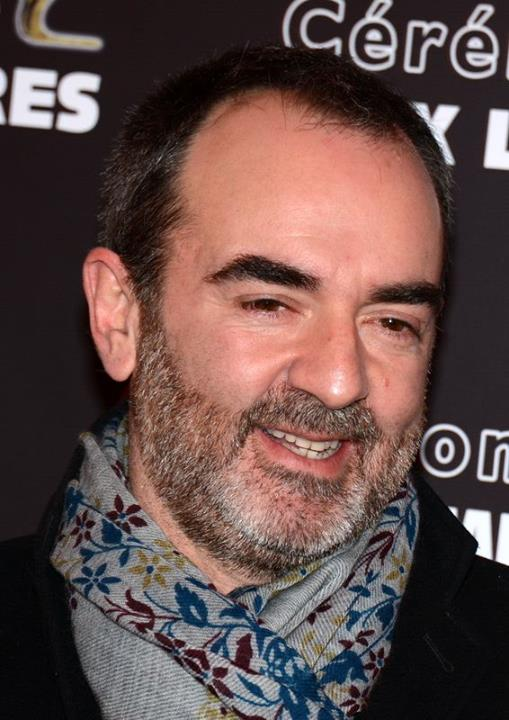
Bruno Solo, interprète d'Herveig

### Herveig le porte-drapeaux
Interprété par Bruno Solo
Herveig est un porte-drapeaux breton. Il fut chargé de remplacer au pied levé le porte-drapeaux habituel de Kaamelott, absent le jour où des troupes ennemies se positionnent à proximité du château. Malheureusement peu à l’aise avec les drapeaux mis à sa disposition, qui ne  sont pas les siens, il commet diverses erreurs de signalétique et va jusqu'à invectiver verbalement le porte-drapeaux ennemi. Son comportement finit par provoquer l’assaut du château, au grand dam d’Arthur, Léodagan et Bohort.
- 1re apparition: Les Drapeaux (Livre II, épisode no 89)

### L’Interprète Burgonde
Interprété par Lorànt Deutsch
L'interprète de Kaamelott a la particularité de ne jamais être là au moment où on a besoin de lui. Il a été embauché par le Père Blaise contre le gré d’Arthur pendant une négociation de paix avec le roi burgonde, mais parvient à convaincre Arthur de l’attaquer, trahissant son maître en sa présence. Depuis qu’il est à Kaamelott, Arthur n’arrive plus à communiquer avec le roi burgonde, car l’interprète est toujours absent. Parfois, c’est Séli qui le remplace (Le Dialogue De Paix).
- 1re apparition : l’Interprète (Livre I épisode 24)

### Kay le sonneur
Interprété par Julien Dutel.
Sonneur de cor de Kaamelott, il est également écuyer du Roi Arthur (Double dragon). Il n’apparaît que ponctuellement, et ne dit presque jamais rien. Lors des batailles, il souffle dans un cor et fait usage de drapeaux pour transmettre les ordres du roi Arthur aux soldats (même si ceux-ci ne les exécutent jamais, sauf parfois pour les retraites). Il semble très attaché à son instrument de prédilection, et rechigne à le confier à autrui (Les tacticiens 2e partie).
Jamais cité en tant que tel durant les épisodes, il est présenté comme chevalier durant les génériques. Il est peut-être inspiré du sénéchal d'Arthur, Keu, ou Sir Kay en anglais.
- 1re apparition : La Bataille rangée (épisode pilote no 3).

### Keu le frère adoptif d’Arthur
Interprété par Christophe Kourotchkine.
Keu est un paysan breton, fils naturel d'Anton. Peu apprécié par son père, qui a « l’impression de vivre avec un voisin », il voue envers Arthur une certaine rancœur, n'ayant jamais accepté que ce dernier retire l’épée du rocher à l'âge de 4 ans. Il méprise également le fait qu'Arthur n'ait plus jamais donné de nouvelles après son départ pour Rome.
Célibataire, Keu est très pris par ses occupations quotidiennes, au point de ne pas trouver le temps pour aller tenter de retirer l'épée du rocher lorsque celle-ci est replantée.
- 1re apparition : Anton (Livre V, épisode no 45)

### Lan
Interprété par Sébastien Richard
Lan est le premier coéquipier de Karadoc dans la saison VI. Jeune aventurier chinois dont on ignore tout, y compris les raisons de sa présence à Vannes. Il accompagne ce dernier en terre bretonnes pour y devenir chevalier mais finira pendu dans un camp romain par Spurius Cordius Frontinius.

### Les cousins de Perceval
Perceval a plusieurs cousins "clodos" (respectivement nommés Ashton, Ruth, Pierce, Pierce et "connard") qu'il tente, sous la pression de sa mère, de faire embaucher à Kaamelott en tant que "Garde Royale" (dans l'épisode La Garde Royale), bien qu'il reconnaisse lui-même qu'ils sont "super cons". Ils ne comprennent pas les ordres, au point que lorsqu’on leur dit « Garde à vous ! », ils fuient comme des lapins.
- 1re apparition : La Garde Royale (Livre II, épisode 30)

### Madenn la fille du paysan Guethenoc
Interprétée par Barbara Schulz.
Madenn est la fille du paysan Guethenoc. Dans le Livre I, son père vient en séance de doléance en soupçonnant le roi Arthur d’avoir mis enceinte Madenn (La coccinelle de Madenn) lors d’une fête. Dans le Livre V, Arthur apprendra durant son voyage à la recherche de ses enfants que Madenn était enceinte avant d’avoir connu Arthur (Les Transhumants).
Il apprend également que Madenn a eu 12 grossesses dont seulement 7 ont été menées à terme. Après avoir perdu 5 enfants, elle n'en élève plus que 2. Arthur n'avait pas conscience de cette réalité du monde rural, cette révélation l'affecte beaucoup.

### Le Marchand
Interprété par Yann Guillarme.
Nommé ainsi au générique de ses deux apparitions dans la série, le marchand est un client ponctuel de la taverne où Perceval et Karadoc descendent régulièrement. Qualifié de véreux par le tavernier, il se distingue notamment comme organisateur de combats de chiens (Les Paris III), où il montre une certaine éloquence pour impressionner son adversaire et vanter l'agressivité de son chinchilla.
- 1re apparition : La Poétique II 1re partie (Livre IV, épisode no 61)

### Nathair l’espion professionnel
Interprété par Luc Chambon
Nathair est un espion professionnel. Il se met au service de Kaamelott, après une décision unanime des membres de la Table Ronde (la première depuis « au moins trois ans ») prise au début du Livre IV, afin d’obtenir des informations sur ce qui se trame dans le camp retranché de Lancelot. C'est Venec qui le recommande à Arthur, arguant qu’il est une sommité dans le monde de l’espionnage et même au-delà. Cette étrange popularité inquiète le roi qui recherche avant tout la discrétion absolue. Arthur se posera un temps la question de savoir s’il n’est pas « un gros cake ».
Il s’avère finalement plutôt efficace dans le renseignement (Venec se vantant auprès du roi de l'avoir envoyé espionner dans le château sans que personne s'en aperçoive), bien qu’étant un peu particulier. Il comprend avec difficulté la situation politique locale (il confond Lancelot et Arthur), ses méthodes sont curieuses, et il a du mal à être crédible quand sa couverture est sur le point d’être éventée.
Luc Chambon n’est autre que le frère de Jacques Chambon qui interprète Merlin dans la série
- 1re apparition : Au service secret de Sa Majesté (livre IV).

### Nessa la suivante de Guenièvre
Interprétée par Carine Greilsamer et Valérie Kéruzoré
La suivante de Guenièvre au château de Kaamelott.
Elle fait une apparition (en tant que figurante jouée par Carine Greilsamer) dans le court-métrage Dies Irae, où Alexandre Astier plante le décor de la série (et non pas les véritables caractères de ses personnages).
Dans la série, Nessa devient suivante seulement dans le Livre IV : elle est recommandée par Angharad avant son départ pour le camp de Lancelot (Les Bonnes). Mais elle est tellement agaçante qu’il est possible qu’Angharad l’ait choisie pour torturer Arthur. Son principal défaut est son manque de mémoire : elle n’arrive pas à se souvenir du nom des gens, voire de ce qu’on lui a dit quelques secondes auparavant. Ainsi, dans un épisode du livre V par exemple, elle appelle Perceval et Karadoc, respectivement Patanouk et Gersiflet. Arthur est très vite exaspéré par son manque de compréhension, notamment lorsqu’elle lui amène son petit-déjeuner, parfois plusieurs fois, alors qu’il avait demandé l’inverse. D'une manière générale, elle fait preuve d’une intelligence assez faible, néanmoins, elle arrive à comprendre qu’Arthur voulait rompre avec Mevanwi sa nouvelle femme (Le Renoncement).
Dans Kaamelott : Premier Volet, Nessa est toujours au service de Guenièvre et partage sa détention dans le château du roi Ban. Comme la reine, elle est libérée par Arthur, de retour en Bretagne.
- 1re apparition :
  - Carine Greilsamer : Dies Irae (court-métrage)
  - Valérie Keruzoré : Les Bonnes (Livre IV, épisode no 30)

### Nonna la grand-mère de Perceval
Interprétée par Marthe Villalonga
Grand-mère maternelle de Perceval (qui l'appelle "Mamie"). Femme au caractère bien trempé, elle ne manque pas de critiquer son gendre Pellinor, le qualifiant de « Cro-Magnon » et de « chef de famille de débiles ». Elle semble dominer sa famille au niveau intellectuel. Nonna sera le premier coéquipier de Perceval lorsque ce dernier partira à l'aventure. Plus débrouillarde que son petit-fils, elle tentera de lui trouver un nouveau compagnon de route dans la taverne, jusqu'à ce que Perceval rencontre Karadoc.
Comme son petit-fils, elle est amatrice des jeux très complexes du pays de Galles.
- 1re apparition : Præceptores (Livre VI, épisode no 3)

### Le Paysan
Interprété par John Smith
Nommé ainsi lors de sa seule apparition dans la série, le paysan est l’un des participants au recrutement de l’équipe du clan des Semi-Croustillants, où il cherche à se faire engager comme cuisinier. C’est un très bon fermier, dont les connaissances culinaires sont cependant perfectibles. Ainsi, bien que Karadoc salue la qualité des ingrédients que lui présente le paysan pour la recette de la quiche irlandaise, il ne lui pardonne pas son erreur sur le choix du fromage et le recale sèchement.
- 1re apparition
  - Format long : La Roche Et Le Fer (Livre V, épisode no 2)
  - Format court : Les Recruteurs (Livre V, épisode no 10)

### Le Pêcheur
Interprété par Patrick Bouchitey
Le Pêcheur est le père d'Azilis et Tumet, les maîtresses jumelles d'Arthur. C’est un vieil homme qui n'aime ni la mer, ni la pêche, mais passe pourtant le plus clair de son temps dans un phare à guetter le retour de son fils, disparu en mer. Lorsqu’Arthur, à la recherche de sa descendance, lui rend visite, 14 ans se sont écoulés depuis cette disparition.
Très serviable et hospitalier, le Pêcheur trouve pour Arthur un guide chargé de le ramener à Kaamelott (qui se révèlera être Méléagant), et lui offre le gîte pour la nuit. Il montre cependant un caractère désabusé : très marqué par la disparition de son fils, il croit ne parler que de cela et s'est forgé un point de vue contrasté sur la paternité.
On apprend dans le livre VI que son fils avait pour projet d'attaquer une galère romaine au moment où Arthur a mis le pied en Bretagne pour la première fois depuis son départ (Arturus Rex), et qu'il dirait être parti à la pêche.
- 1re apparition
  - Format long : Le Phare (Livre V, épisode no 7)
  - Format court : Le Phare (Livre V, épisode no 43)

### Pellinor le père de Perceval
Interprété par Jackie Berroyer
Père de Perceval et paysan du pays de Galles. Il est réticent à l'idée de voir son fils partir à l'aventure, mais finit par céder, en imposant toutefois à Perceval de partir avec un coéquipier (rôle que finira par remplir la grand-mère du jeune Gallois). Homme d'apparence plutôt bête et lent à la compréhension, il utilise néanmoins un langage plutôt soutenu. Il a également des idées farfelues, comme imposer à Perceval de vivre des aventures uniquement dans son enclos à chèvres (Arturi inquisitio).
Dans l'épisode Lacrimosa, il avoue à Arthur que Perceval est un enfant trouvé dans un cercle de culture, élément tenu secret jusque-là. Il montre ainsi une certaine confiance à Arthur, confiance qui se renforce lorsque Arthur s'adresse au peuple plus tard dans l'épisode. Pellinor se montre aussi comme totalement conscient de ses limites intellectuelles (il avoue ne pas savoir compter au-delà de seize).
- 1re apparition : Præceptores (Livre VI, épisode no 3)

### Le neveu de Karadoc
Interprété par Maxime Goubet
Nommé le Petit Garçon au générique de l’unique épisode où il apparaît, le petit garçon n’est autre que le neveu de Karadoc. Un soir, il est présent à Kaamelott alors qu’aucun notable du château ne s’y trouve, hormis le Roi Arthur, chargé par Karadoc - qui doit s’absenter - de lui conter une histoire pour qu’il s’endorme. Guère effrayé par le récit pourtant très sombre que le Roi improvise pour l’occasion, il trouve rapidement le sommeil.
- 1re apparition : Legenda (Livre III, épisode no 20)

### Petronius l’archevêque
Interprété par Ilario Calvo.
Archevêque de Bologne et représentant du Pape, il est invité à la Table ronde et usurpe quelque peu le rôle du père Blaise. Il apparait dans l'épisode-pilote Le Chevalier femme. Comme la plupart des chevaliers, il est assez réticent à la présence d'Edern autour de la Table Ronde car celle-ci est une femme. Petronius rappelle également que le monopole de la recherche du Graal, laissé par la Papauté à la Table ronde, s'accompagne de certaines règles, et que la participation d'une femme est hors de question. Il est chassé sans ménagement par les autres chevaliers, qui n'apprécient pas que le légat leur dicte ses lois.
- 1re apparition: le Chevalier femme

### Le prisonnier des romains
Interprété par Cyrille Coton-Bonacchi
Le prisonnier fut détenu en bordure du camp romain fortifié du Mur d’Hadrien aux côtés de Karadoc et Lan, qu’il précéda de deux jours. Les Romains ne le nourrissant pas, il survit en mangeant des herbes alentour et en buvant de l’eau croupie. Rapidement affaibli par sa détention, il estime ne même plus avoir la force de mâcher des épluchures. Il est finalement libéré de nuit par Lancelot, en même temps que Karadoc. Les circonstances de son arrestation par les Romains sont inconnues.
- 1re apparition : Dux Bellorum (Livre VI, épisode no 5)

### Le Répurgateur
Interprété par Élie Semoun.
Le Répurgateur est un envoyé de Rome, bras-droit du pape, chargé de promouvoir la religion chrétienne dans le royaume de Kaamelott. Il tente d’imposer de nouvelles lois et règles aux Celtes, comme la monogamie (Monogame), la justice sommaire (Le Répurgateur) ou la pratique de la confession (L’absolution). Il abhorre la sorcellerie sous toutes ses formes et voudrait bien voir Merlin sur le bûcher ; ce dernier, malgré ses bourdes fréquentes, garde cependant l’appui du roi (L’Expurgation de Merlin). Il considère également les femmes comme « de la saloperie » ; ses interjections favorites sont « Hérétique ! » et « Au bûcher ! » et il aime brûler des gens pour son simple plaisir (L’absolution), considérant par ailleurs que toute cruauté est normale et encouragée pourvu qu’elle puisse étendre l’emprise de la chrétienté.
Inquisiteur fanatique, surexcité et cruel, le Répurgateur a surtout réussi à se faire beaucoup d’ennemis puisque même le Père Blaise ne l’apprécie guère. Comme le dit Arthur: « À force de gonfler tout le monde, un de ces quatre on va le retrouver pendu à un arbre, il demandera pas d’où ça vient. » Dans le livre IV, il se convertit en paladin et on le voit s’entraîner à l’épée et tenter de tuer Kadoc (car selon lui, « le Démon a vidé son cerveau »), mais celui-ci le repousse sans difficulté. Il exige qu'Arthur lui donne Excalibur, ce qui lui vaut d'être menacé par le maître d'armes et Kadoc. Il se révèle être un piètre combattant, estimant que Dieu guide ses mouvements, et donc le fait littéralement bouger sans qu'il ait rien à faire de lui-même. Il finit par prendre un mauvais coup lors d’un entraînement contre le maître d’armes.
Remarque : le Répurgateur présente des traits caractéristiques communs avec le vigile interprété par le même acteur dans la série Caméra café.
- Voir ses citations typiques sur Wikiquote.
- 1re apparition : Le Répurgateur (épisode pilote no 9)

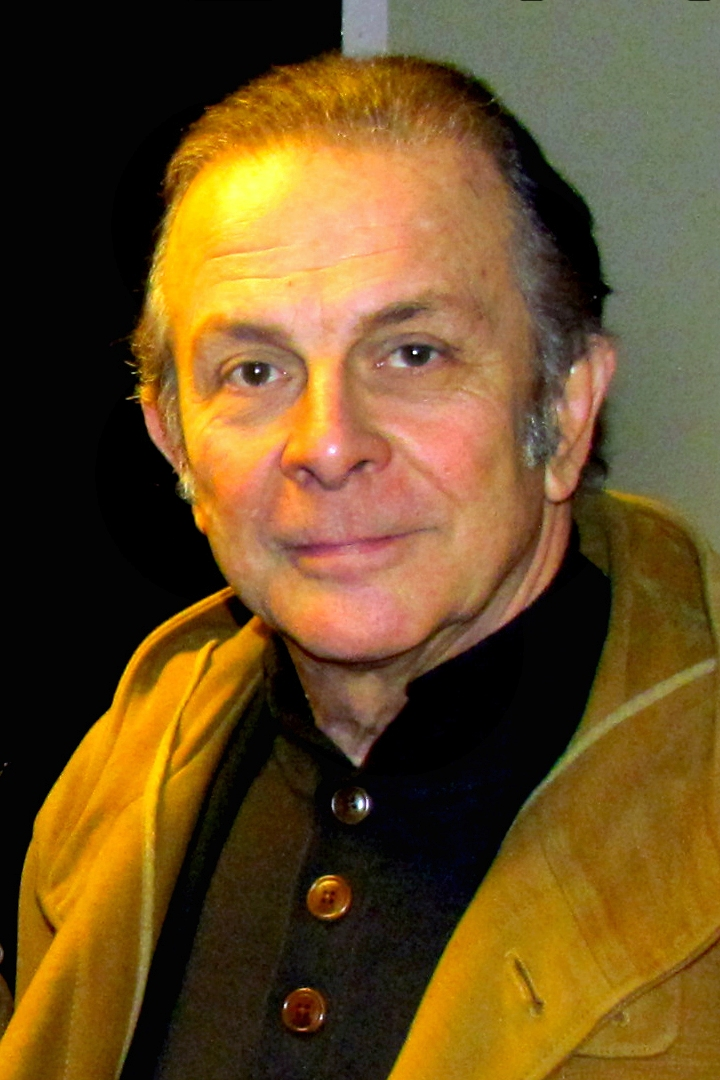
Roland Giraud, interprète de Robyn

### Robyn
Interprété par Roland Giraud
Robin des Bois fait une brève apparition dans Kaamelott sous le nom de Robyn. Comme dans la légende il s'agit d'un hors la loi qui dérobe aux riches pour nourrir les pauvres. Il prend ainsi la tête d'une révolte paysanne avec Guéthenoc et Roparzh. Mais dans Kaamelott c'est un simple d'esprit qui croit être à Byzance et avoir affaire à Justinien. Arthur remarque vite que le discours de Robyn ne cache pas le fait que son arc est mal fait et que son carquois est vide, aussi Robyn décide de l'épargner.
- 1re apparition : Le Justicier (Livre III épisode 75)

### La Servante
Interprétée par Ingrid Bassin
Nommée comme telle au générique du seul épisode où elle apparaît, la servante est une esclave d’origine viking, achetée par le Roi Arthur à Venec pour servir en tant qu’employée de maison à Kaamelott. Bien qu’elle soit affranchie, Venec décide un jour de la récupérer sans en prévenir le Roi, pour la vendre une seconde fois au tavernier. Découvrant la manigance du marchand, qui n'en était pas à son coup  d'essai, Arthur fait revenir la servante à Kaamelott, où elle aide à la distribution des soldes de ses collègues.
- 1re apparition : Les Affranchis (Livre III, épisode no 38)
  - Ingrid Bassin est également créditée comme ripeuse sur les quatre premiers livres de la série.

### Tegeirian
Interprétée par Caroline Victoria
Tegeirian est une jeune femme qu’Arthur rencontre au cours du Livre II dans le parc de Kaamelott, alors qu’elle se promenait sans avoir rencontré le moindre garde. Elle ignore qui est Arthur et soupçonne juste qu’il a une position importante au château, vu ses vêtements. Arthur lui fait la cour pendant le Livre II et la laisse ignorer qu’il est le roi, essayant visiblement de se faire aimer pour lui-même. Il lui offre une rose créée spécialement par Guethenoc, que Tegeirian, ignorante de ce rituel romain, mange. On ignore jusqu’où la relation entre elle et Arthur est allée, Tegeirian n’étant plus apparue à partir du Livre III.
- 1re apparition : Arthur in love (Livre II, épisode no 51)

### Torri l’intendante
Interprétée par Amanda Lionet
Torri est une employée de maison bretonne travaillant à Kaamelott. Ancienne femme de chambre promue intendante, elle est chargée de la gestion des stocks de vivres, dans le respect des consignes imposant des réserves équivalentes à un mois de consommation afin de prévenir d’éventuelles pénuries en cas de siège. Ambitieuse et fière de sa position, elle s’acquitte de sa tâche avec une très grande fermeté : toute personne qu’elle surprend en train de se servir dans les cuisines en dehors des heures de repas se voit sanctionnée d’un coup de rouleau à pâtisserie sur les doigts, ce que subiront Léodagan et Karadoc. Arthur devra intervenir en faveur de ce dernier pour exiger de l’intendante une exception, le chevalier de Vannes étant terrifié à l’idée de se voir interdire ses quatre collations nocturnes.
Par la suite, Séli prendra le relais de Torri pour la surveillance des provisions (La restriction II).

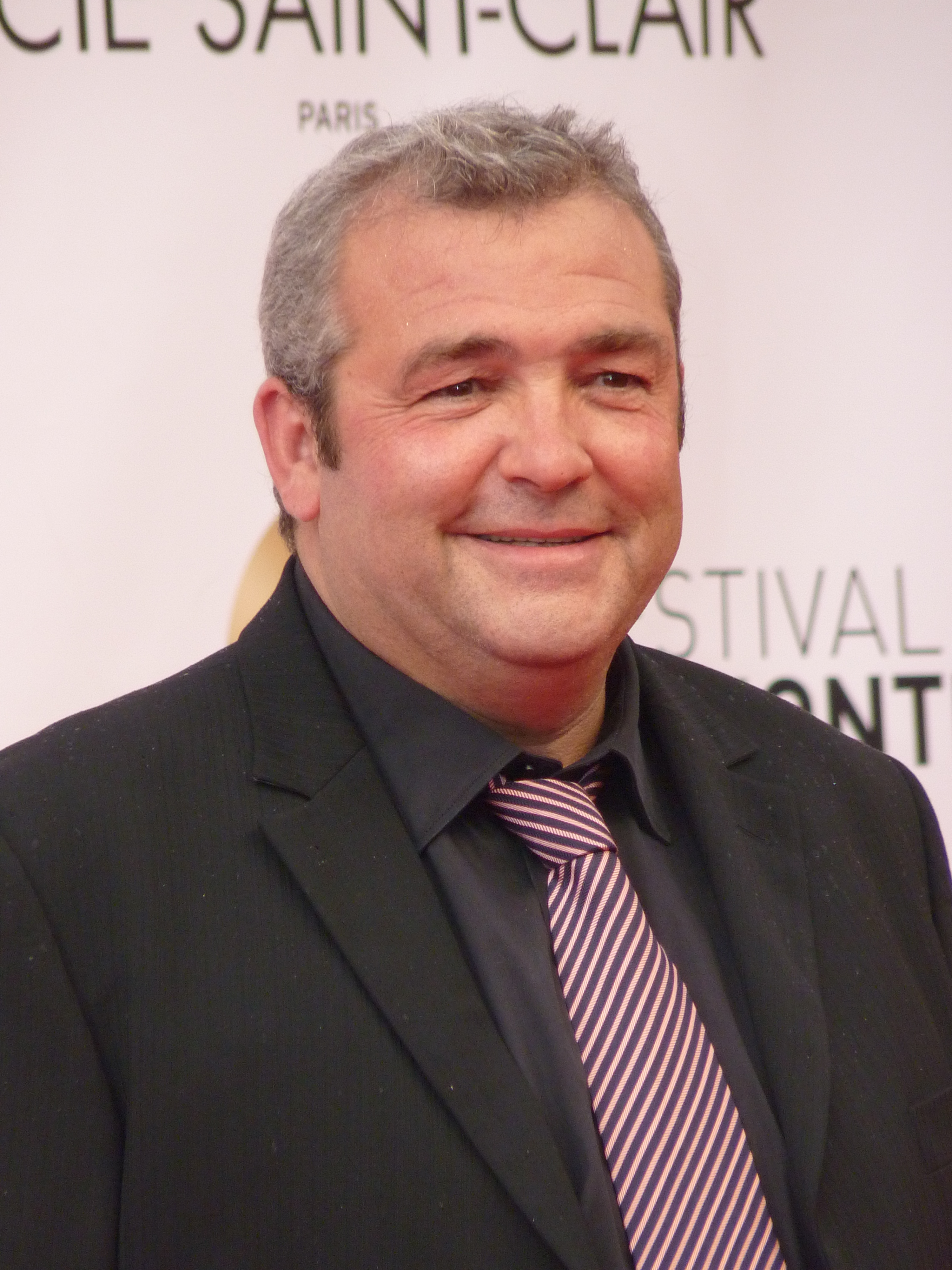
Laurent Gamelon, interprète du Tricheur

- 1re apparition : La restriction (Livre II, épisode no 92)

### Le tricheur
Interprété par Laurent Gamelon
Le tricheur est un client ponctuel de la taverne où Perceval et Karadoc ont leurs habitudes. Particulièrement redoutable au jeu de la boulette, il fait preuve d’un solide bagou pour convaincre les clients d’y jouer afin de leur soutirer leur argent par ses multiples victoires, tout en s’assurant le soutien du tavernier par une promesse d’intéressement sur ses gains. Il croise cependant plus fort que lui en la personne de Perceval, qui parvient systématiquement à trouver la boulette et récupérer ainsi la mise de Karadoc, qui l’a précédé sans gagner une seule fois. Dégouté d’avoir affaire à un véritable “œil de taupe” (le surnom donné aux imbattables), le tricheur finit par révéler sa nature de mauvais perdant.
- 1re apparition : La Baraka (Livre III, épisode no 67)

### Ulfin
Interprété par Jean-Marie Boëglin
Vieillard récemment décédé apparaissant dans l'épisode-pilote Les Funérailles d'Ulfin. Il est d'abord présenté comme mort et sur un bûcher funéraire, auquel assistent Arthur, Ygerne et d'autres notables. Toutefois, il s'avère que le vieillard n'est pas mort, ce qui donne au banquet de son enterrement une apparence plus joyeuse. Il fut apparemment l'amant d'Ygerne avant qu'elle ne connaisse Pendragon et se plaît à évoquer ses souvenirs avec elle en public...ce qui n'est pas du goût d'Arthur, qui envisage alors de le tuer pour de bon.
Jean-Marie Boëglin est le père de Bruno Boëglin, qui joue le personnage du chef viking Sven.
- 1re apparition : Les Funérailles d'Ulfin

### Urgan l’assassin professionnel
Interprété par Pascal Vincent.
Pirate aux propos proverbialement confus, et assassin occasionnel mais haut de gamme. Venec le présente à Arthur dans la taverne, au cas où le roi aurait besoin de quelqu’un pour éliminer son épouse. Urgan apparaît dans les épisodes III:23 et VI:5.
Dans Kaamelott : Premier Volet, Urgan est chargé de surveiller le rocher d’Excalibur avec Lamorak de Galles, le frère de Perceval.
- Surnom : l’homme goujon
- Voir ses citations typiques sur Wikiquote.
- 1re apparition : Le Professionnel (Livre III, épisode 23)

### Vouga la femme de Guethenoc
Interprétée par Chantal Joblon.
Vouga est la femme du paysan Guethenoc. Ses relations avec son mari semblent légèrement tendues ; ainsi se voit-elle tancée par Guethenoc lorsqu'elle échoue à reconnaître Arthur et Guenièvre venus rendre visite au couple de paysans, afin de savoir si leur fille Madenn a donné naissance à un enfant d’Arthur. Vouga ne sera pas en mesure de leur répondre : d’après elle, Madenn est une femme aux mœurs légères, qui a tellement enfanté que sa mère n’a jamais pu retenir tous les prénoms des nouveau-nés.
Dans Kaamelott : Premier Volet, on apprend que Vouga est morte, apparemment à cause des troupes de Lancelot.
- 1re apparition
  - Format long : Jizô (Livre V, épisode no 6).
  - Format court : La Nourrice (Livre V, épisode no 36).

## Personnages apparaissant dans le filmKaamelott: Premier Volet
Note : les personnages listés ci-dessous sont ceux dont le film marque la première apparition dans l'univers de Kaamelott.

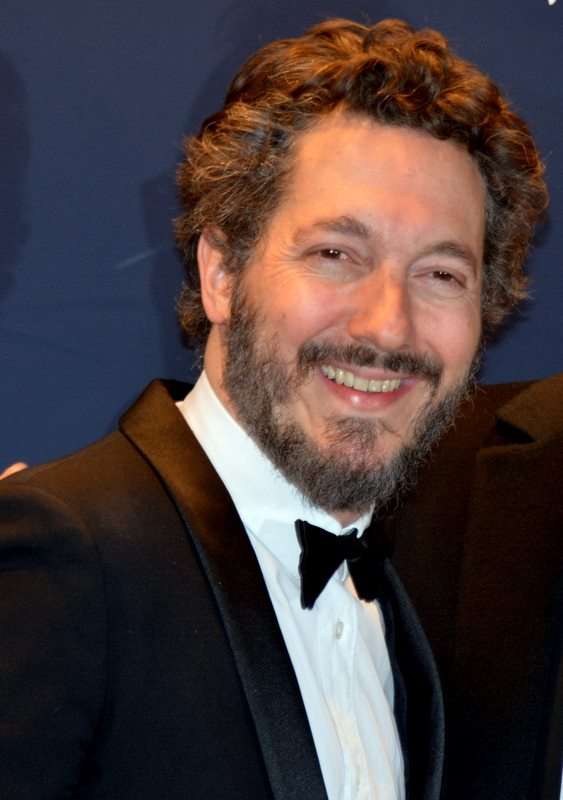
Guillaume Gallienne, interprète d'Alzagar

### Alzagar
Interprété par Guillaume Gallienne
Chasseur de primes cherchant à capturer Arthur pour le livrer à Lancelot. Rusé et efficace, il commence par attraper Venec, caché dans les cales d’un bateau dans la mer Rouge et, grâce à ses informations, retrouve Arthur dans un camp de travail et le capture.
Il emmène l’ancien roi et Venec jusqu’en Europe où le Duc d’Aquitaine rachète Arthur pour le sauver de Lancelot et lui permettre de reprendre le trône.

### Damian le Sassanide
Interprété par Jean-Charles Simon
Tanneur et propriétaire d’esclaves, dont Arthur Pendragon. Il est abordé par le marchand Quarto, à la recherche de l’ancien roi mais refuse de le lui livrer. Arthur s’échappe d’ailleurs peu après l’arrivée de Quarto et ses hommes.

### Fraganan
Interprétée par Marie-Christine Orry
Sœur de Léodagan. Elle rend visite à son frère au début du film et, par ses dons d’hydromancie, révèle qu’Arthur est en chemin pour la Bretagne. Elle participe ensuite à l’assaut des Burgondes sur Kaamelott.

### Furadja
Interprétée par Salwa Al Hajri
Noble femme qu’Arthur rencontre dans sa jeunesse en Maurétanie césarienne. Elle est la protectrice de la jeune Shedda, avec qui Arthur aura une brève relation amoureuse.
Si Furadja offre généreusement une collation pour les jeunes soldats, Arthur découvre rapidement qu’elle maltraite sa protégée, laissant souvent cette dernière blessée et saignante. Avant de repartir définitivement pour Rome et laisser derrière lui sa romance avec Shedda, Arthur tue Furadja d’un coup de pilum.

### Gareth d’Orcanie
Interprété par Thomas Neyret
Fils du roi Loth d’Orcanie et ami de Iagu et Petrok. Doté de pouvoirs magiques similaires à ceux de son père, il rejette ardemment cette filiation, voyant Loth comme un traître.
Dévoué à l’ancien royaume de Kaamelott, il approche Perceval et Karadoc afin de pouvoir s’engager dans la Résistance à leurs côtés mais attire involontairement l’attention des mercenaires de Lancelot sur eux et entraîne l’arrestation des deux chevaliers. Enfermé dans les geôles de Kaamelott, il ne tarde pas à s’en évader grâce à l’intervention de Merlin et retrouve ainsi dans la Résistance avec l’ancien roi de Bretagne, capturé avec Bohort de Gaunes et prisonnier à Kaamelott.
Il participe ensuite à l’assaut des Burgondes sur le château et sauve Arthur (léthargique et prêt à se laisser ensevelir après son duel avec Lancelot) de l’éboulement de la bâtisse.

### Girflet
Interprété par Hugo Halet
Membre de la résistance de Gaunes dirigée par Bohort.

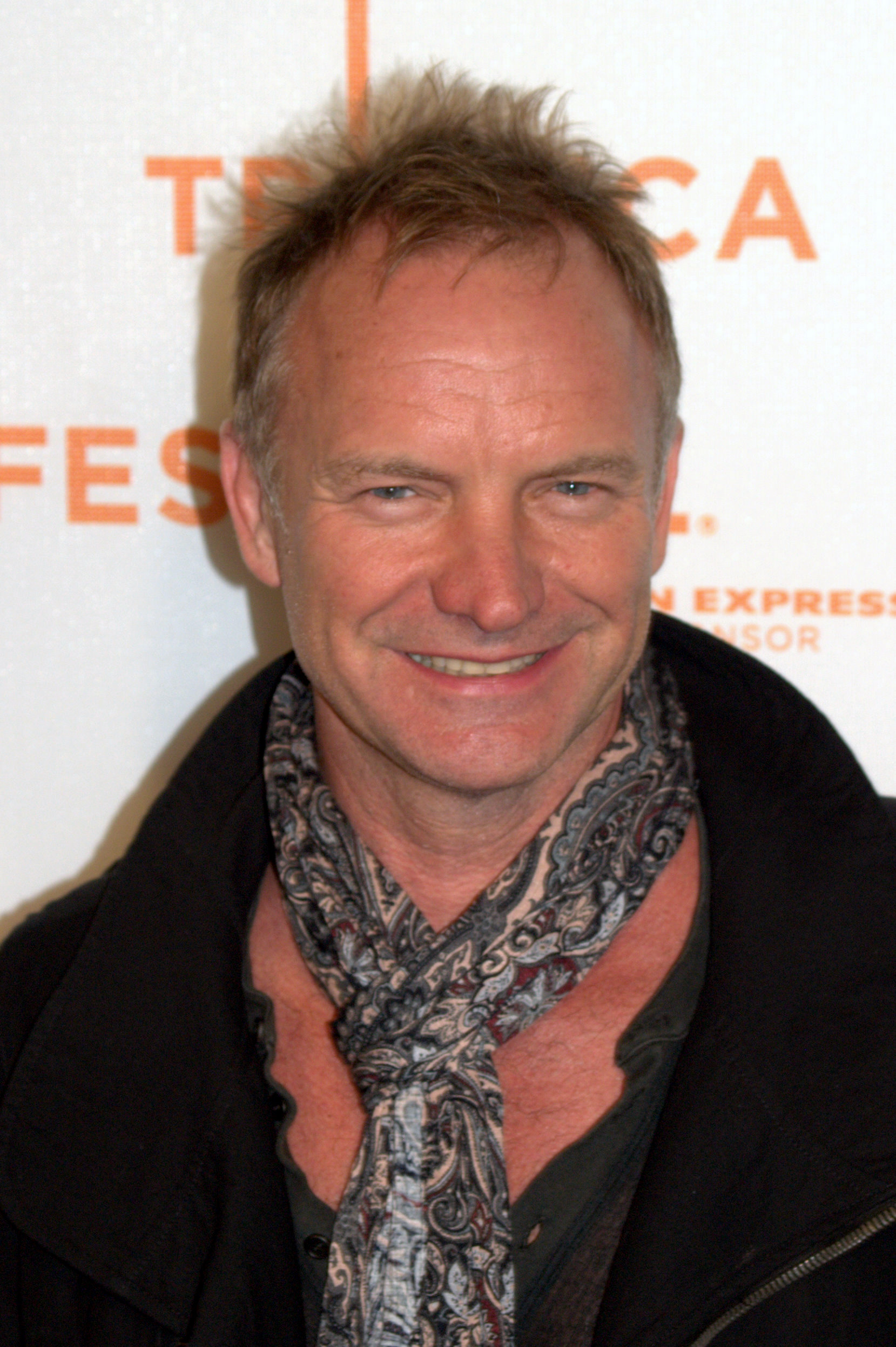
Sting, interprète d'Horsa

### Horsa le Chef Saxon
Interprété par Sting
Chef saxon et mercenaire engagé par Lancelot avec ses troupes pour retrouver les anciens chevaliers d’Arthur et les livrer à Kaamelott. Toutefois, leur rétribution vide les caisses du royaume et Lancelot accepte de leur laisser l’île de Thanet, ce que les Dieux eux-mêmes considèrent comme un affront.
À la fin du film, Horsa, désormais installé sur sa nouvelle île, fait part à Arthur, redevenu roi, de son désir de rester sous l’autorité de Kaamelott et de se joindre à la quête du Graal. Il demande aussi une place à la nouvelle Table Ronde, ce qu’Arthur accepte.

### Iagu
Interprété par Hugo Leman
Ami de Gareth et Petrok. Dévoué à l’ancien royaume de Kaamelott, il approche Perceval et Karadoc afin de pouvoir s’engager dans la Résistance à leurs côtés mais attire involontairement l’attention des mercenaires de Lancelot sur eux et entraîne l’arrestation des deux chevaliers. Enfermé dans les geôles de Kaamelott, il ne tarde pas à s’en évader grâce à l’intervention de Merlin et retrouve ainsi dans la Résistance avec l’ancien roi de Bretagne, capturé avec Bohort de Gaunes et prisonnier à Kaamelott.
Iagu montre à cette occasion un rôle important puisque c’est lui qui subtilise la clé de la cage d’Arthur aux gardes.

### Kolaig
Interprété par Sylvain Quimène
Jeune soupirant de Guenièvre, il lui fait régulièrement passer des mots doux cachés dans des gâteaux avec la complicité du pâtissier de Kaamelott. Enfermé dans les geôles du château, il s’évade en même temps que les Semi-Croustillants et Arthur. Il tente de tuer ce dernier pour pouvoir épouser son aimée selon la coutume et en faire ainsi sa quête à accomplir pour être plus tard adoubé. Il finit toutefois maîtrisé et avoue à l’ancien roi le lieu de détention de Guenièvre et s’y rend avec lui.
Arrivée au pied de la tour de la reine, il tente, pour rendre son geste plus chevaleresque, d’escalader le mur grâce aux plantes grimpantes. Toutefois, il échoue lamentablement et abandonne sa quête, laissant Arthur délivrer sa femme.

### Lamorak de Galles
Interprété par François Raison
Frère de Perceval de Galles (avec qui ses rapports semblent tendus). Chargé de surveiller de rocher d’Excalibur, il en interdit l’accès à Arthur, Perceval, Karadoc et Guenièvre lorsque ces derniers viennent reprendre l’épée. Il accepte toutefois de jouer l’accès au « Robobrole », un jeu du Pays de Galles. Après une partie aussi farfelue qu’incompréhensible (excepté pour les deux frères), l’équipe de Perceval gagne et Lamorak autorise Arthur à tenter de retirer l’épée du rocher.

### Lucan le Chevalier-Seiche
Interprété par Ethan Astier
Jeune garçon membre de la résistance de Gaunes dirigée par Bohort, Lucan s’est choisi lui-même le surnom de « Chevalier-Seiche ». Il reçoit d’ailleurs une épée avec un pommeau taillé en forme de son animal à la fin du film.
Ethan Astier est le fils d’Alexandre Astier, interprète du roi Arthur.

### Maclou
Interprété par David Ayala
Chef de guerre de Carmélide, il passe ses journées à cultiver le potager du château aux côtés de Léodagan et Calogrenant, inactif depuis la démilitarisation de son royaume. Comme ses compagnons, il participe à l’assaut sur Kaamelott.

### Petrok
Interprété par Lucas Garcia
Fils du paysan Roparzh et ami de Gareth et Iagu. Il est également fiancé à Mehben, la fille de Karadoc.
Dévoué à l’ancien royaume de Kaamelott, il approche Perceval et Karadoc afin de demander la main de Mehben et s’engager dans la Résistance à leurs côtés. Mais le trio attire involontairement l’attention des mercenaires de Lancelot sur eux et entraîne l’arrestation des deux chevaliers. Enfermé dans les geôles de Kaamelott, il ne tarde pas à s’en évader grâce à l’intervention de Merlin et se retrouve ainsi dans la Résistance avec l’ancien roi de Bretagne, capturé avec Bohort de Gaunes et prisonnier à Kaamelott.
À la fin du film, Petrok et Mehben se marient, entourés de leurs amis.

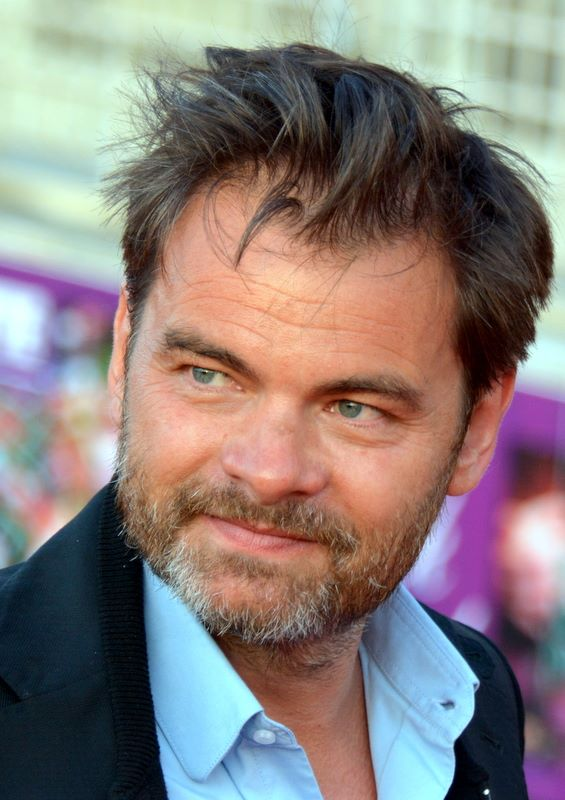
Clovis Cornillac, interprète de Quarto

### Quarto
Interprété par Clovis Cornillac
Marchand d’esclaves, il est approché par le chasseur de primes Alzagar au début du film. Ce dernier cherche à trouver Arthur et le livrer à Kaamelott en échange d’une forte récompense. Faisant semblant de ne pas se souvenir du roi, Quarto se rend immédiatement auprès de Damian le Sassanide, propriétaire d’Arthur, pour lui racheter le roi et ainsi empocher la prime à son profit. Il est toutefois neutralisé par la piqure d'un scorpion lancé par Arthur dans ses vêtements.
L’ancien roi n’a toutefois pas le temps de savourer sa liberté car il est immédiatement repris par Alzagar qui, pas dupe, avait discrètement suivi Quarto.

### Recaredo
Interprété par Antoine Bordes
Wisigoth et homme de main de Quarto, il accompagne son chef dans un périple de sept jours de marche dans le désert afin de récupérer Arthur auprès de Damian le Sassanide. Sur ordre de Quarto, Recaredo saute à l'eau à la poursuite d'Arthur lorsque celui-ci s'enfuit, mais le jeune homme nage d'une manière étrange trop lente pour rattraper le fugitif qui l'attend sur la rive et l'assomme avec facilité.

### Rostan de Provence
Interprété par Paul Valy
Membre de la résistance de Gaunes dirigée par Bohort.

### Shedda
Interprétée par Océane Slim
Jeune protégée de Furadja. Elle rencontre un Arthur encore adolescent en Maurétanie césarienne trente ans avant les événements du premier film et entame une relation amoureuse secrète avec lui. Arthur découvre rapidement qu’elle subit de violentes maltraitances de la part de sa protectrice et entreprend de la venger avant de repartir pour Rome.

### Trévor
Interprété par James Astier
Membre de la résistance de Gaunes dirigée par Bohort. C’est le benjamin de l’équipe, n’étant encore qu’un très jeune enfant.
James Astier est le fils d’Alexandre Astier, interprète du roi Arthur.

### Wulfstan
Interprétée par Jehnny Beth

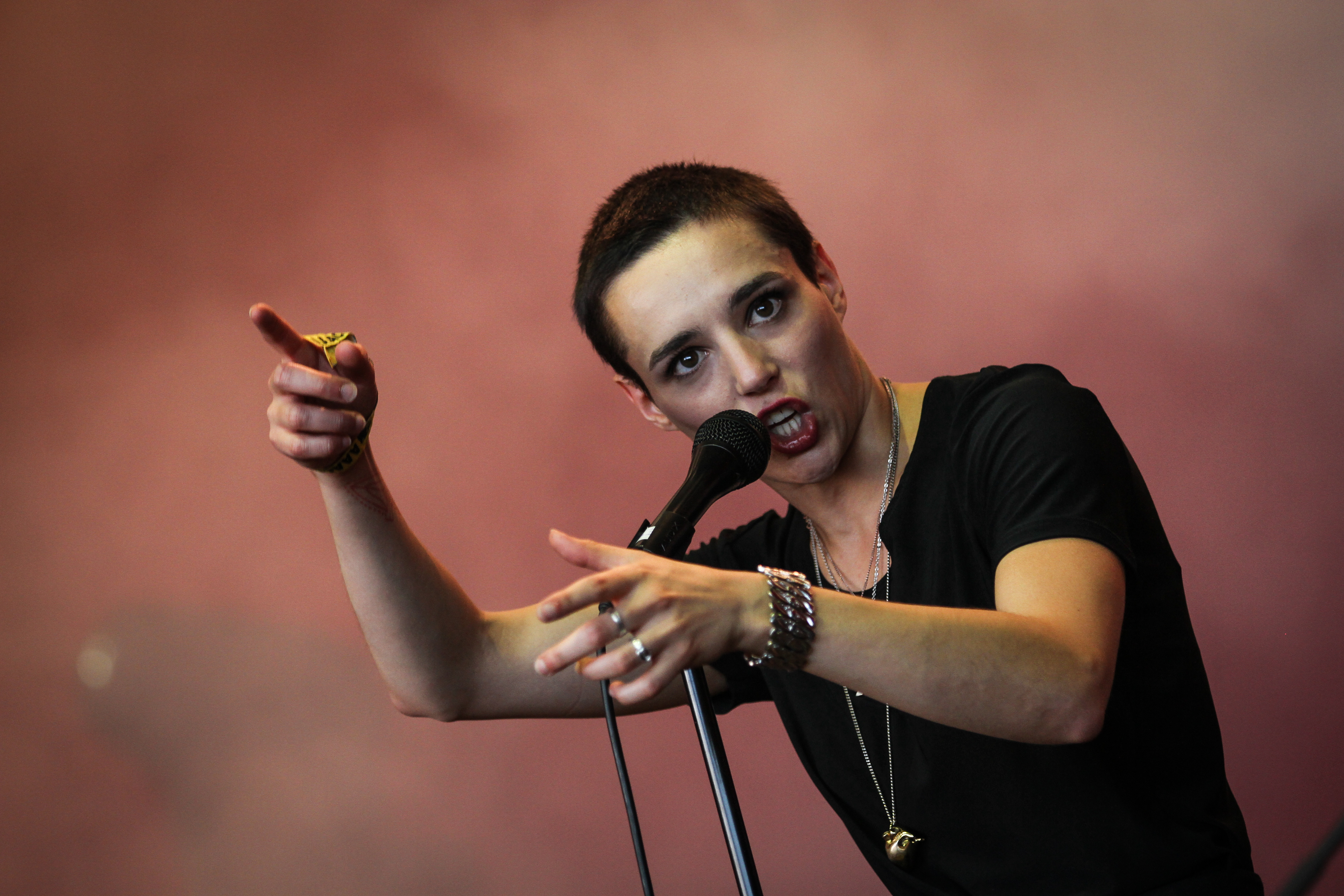
Jehnny Beth, interprète de Wulfstan

Mercenaire saxonne et bras droit d’Horsa, engagée avec ses troupes pour retrouver les anciens chevaliers d’Arthur et les livrer à Lancelot. Toutefois, leur rétribution vide les caisses du royaume et Lancelot accepte de leur laisser l’île de Thanet, ce que les Dieux eux-mêmes considèrent comme un affront.
À la fin du film, Wulfstan et son chef, désormais installés sur leur nouvelle île, font part à Arthur, redevenu roi, de leur désir de rester sous l’autorité de Kaamelott et de se joindre à la quête du Graal.